# Saint-Malo
Pour les articles homonymes, voir Saint-Malo (homonymie).
Saint-Malo est une commune française située en Bretagne, dans le département d'Ille-et-Vilaine, et le principal port de la côte nord de Bretagne. Le secteur touristique y est également très développé.

## Géographie
Les communes limitrophes sont Saint-Coulomb, Saint-Méloir-des-Ondes et Saint-Jouan-des-Guérets.

### Situation

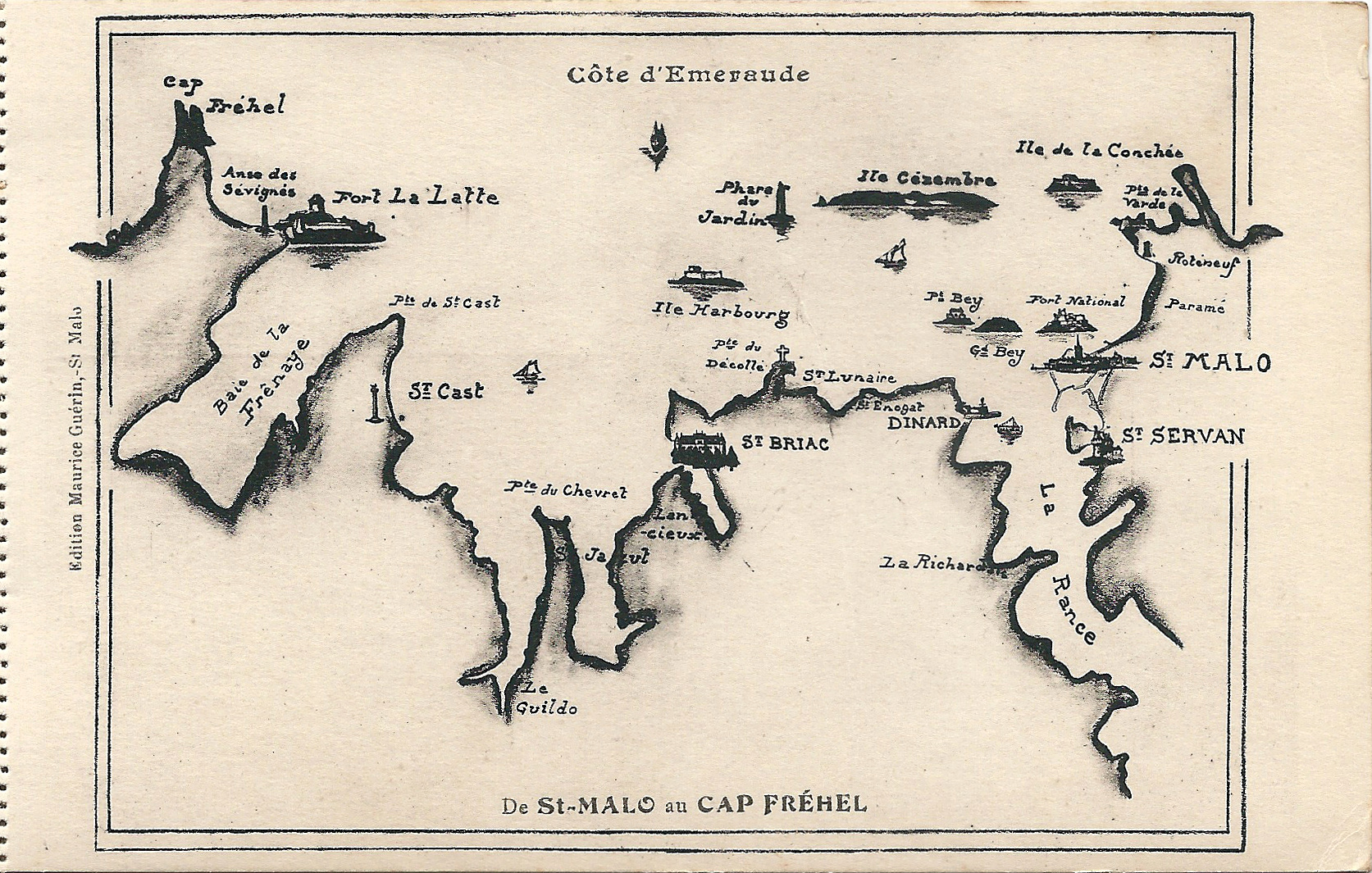
Carte touristique de la Côte d'Émeraude figurant Saint-Malo située au débouché de l'estuaire de la Rance, dans la baie de Saint-Malo, en rive Est.

La commune de Saint-Malo est située dans le nord-est de la Bretagne, sur le littoral de la Manche et sur la rive droite de l'estuaire de la Rance. Elle se trouve à 18 km au nord de Dinan, à 75 km au nord de Rennes et à 404 km de Paris.
Saint-Malo constitue la partie nord-ouest du Clos Poulet, une large presqu'île délimitée par la Rance, la Manche et la dépression de Châteauneuf. À l'extrémité nord-est du Clos-Poulet, se trouve Cancale, qui ferme à l'ouest la baie du Mont-Saint-Michel. Le littoral du Clos-Poulet fait partie de la côte d'Émeraude, qui s'étend de Cancale au cap Fréhel.
Les communes limitrophes de Saint-Malo sont, au nord-est, Saint-Coulomb, à l'est, Saint-Méloir-des-Ondes, au sud-est et au sud, Saint-Jouan-des-Guérets, au sud-ouest et à l'ouest, sur la rive gauche de la Rance, Dinard, La Richardais et Pleurtuit.

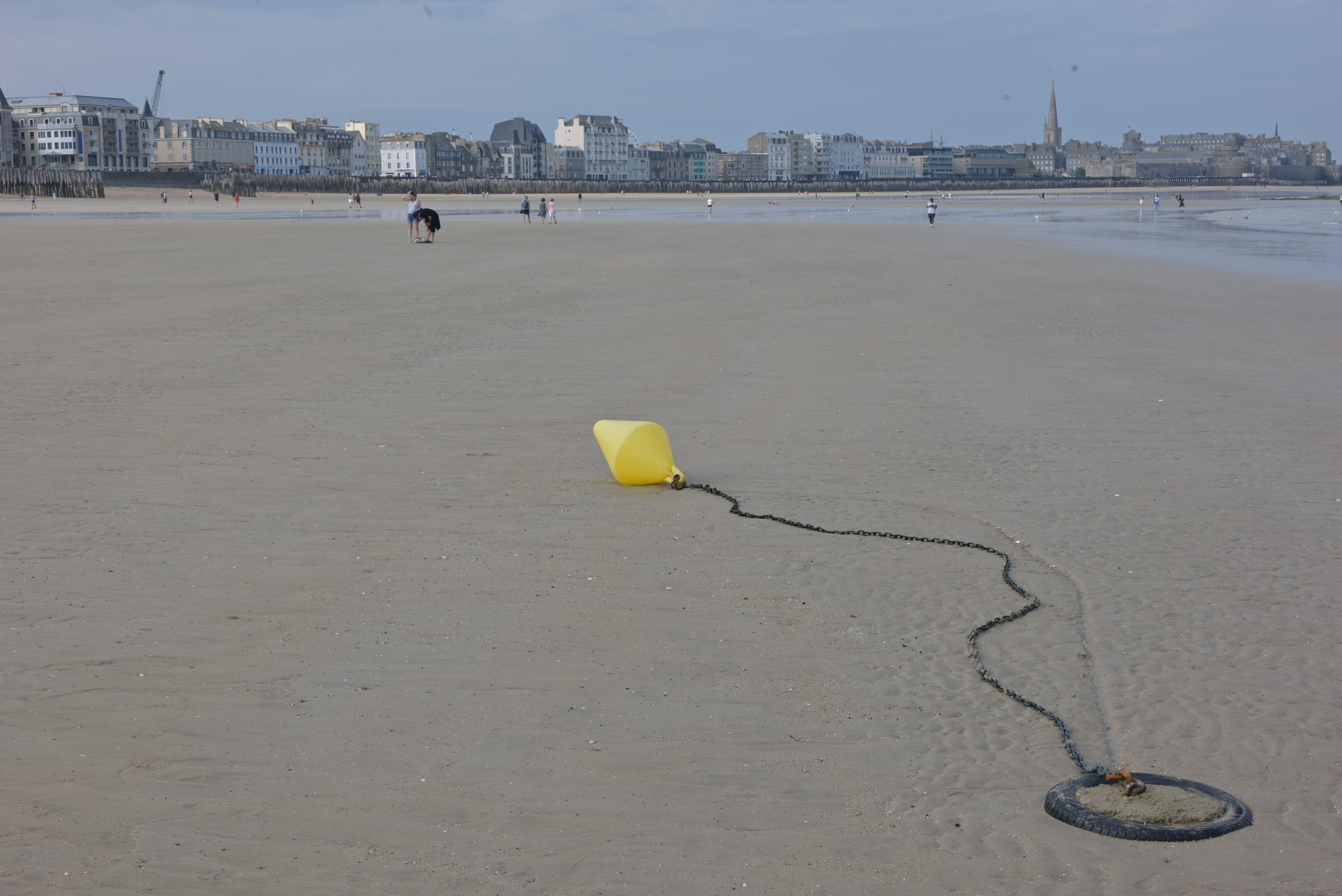
Plage du Sillon à Saint-Malo

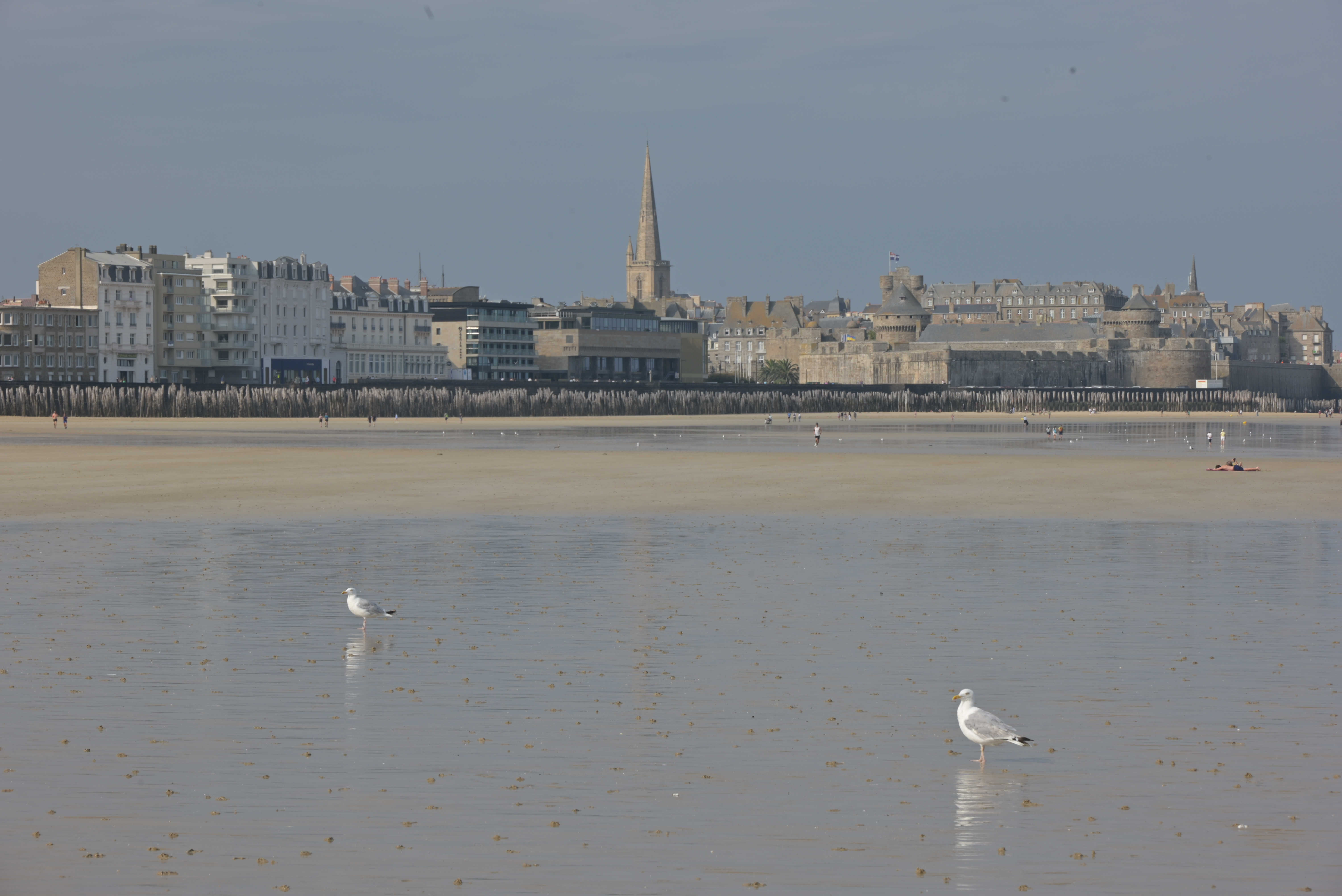
Plage du Sillon à Saint-Malo

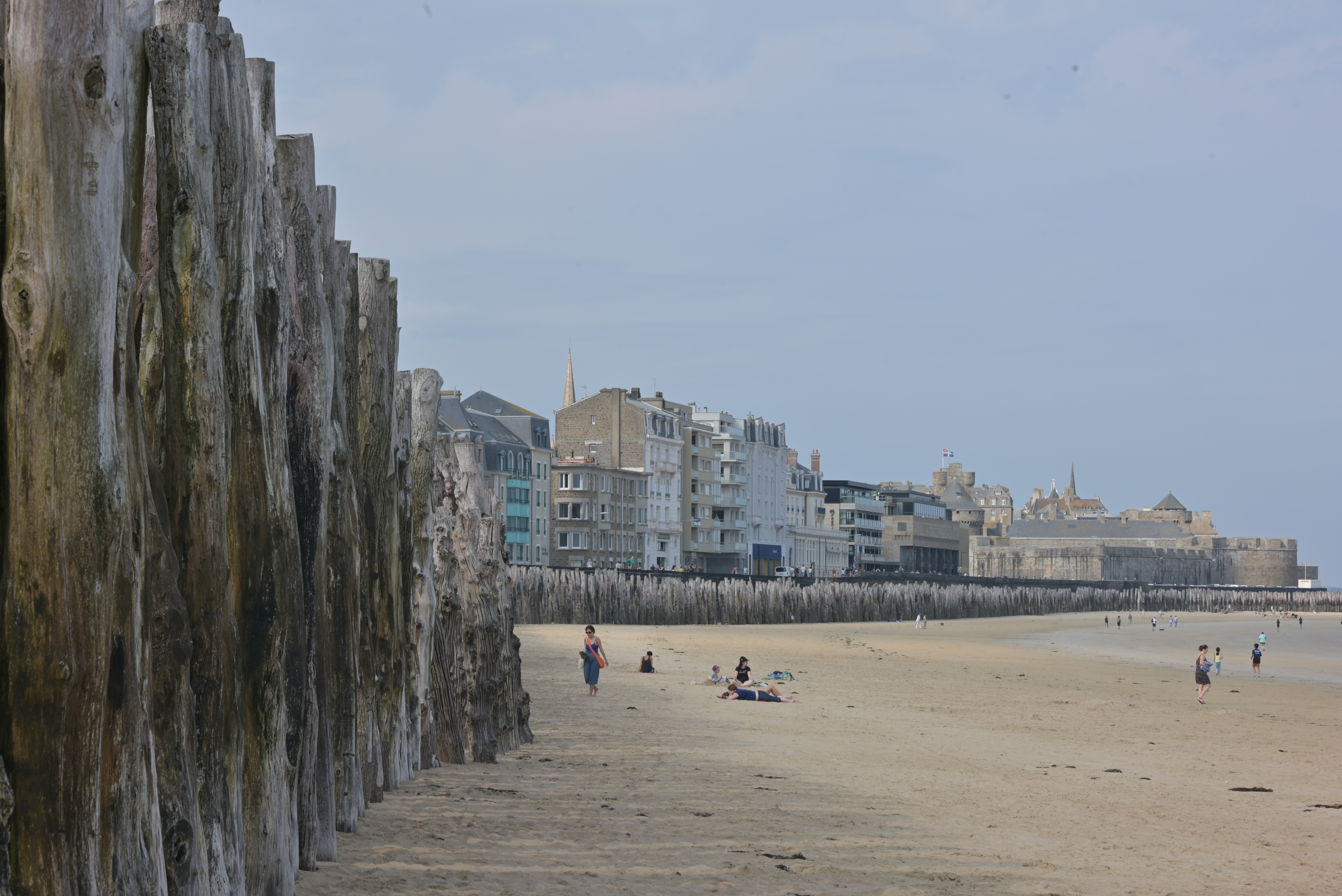
Plage du Sillon à Saint-Malo

### Communes limitrophes
|       | Manche                  | Saint-Coulomb          |
| Rance | Saint-Malo              | Saint-Méloir-des-Ondes |
|       | Saint-Jouan-des-Guérets |                        |

Saint-Malo est limitrophe de Dinard, mais en est séparée par l'estuaire de la Rance.
L'actuelle commune de Saint-Malo résulte de la fusion du 26 octobre 1967 de l'ancienne commune de Saint-Malo (la vieille ville intra-muros et les quartiers de Rocabey, de la gare, de Marville, de Courtoisville et de la Découverte) avec celles de Paramé et Saint-Servan,.

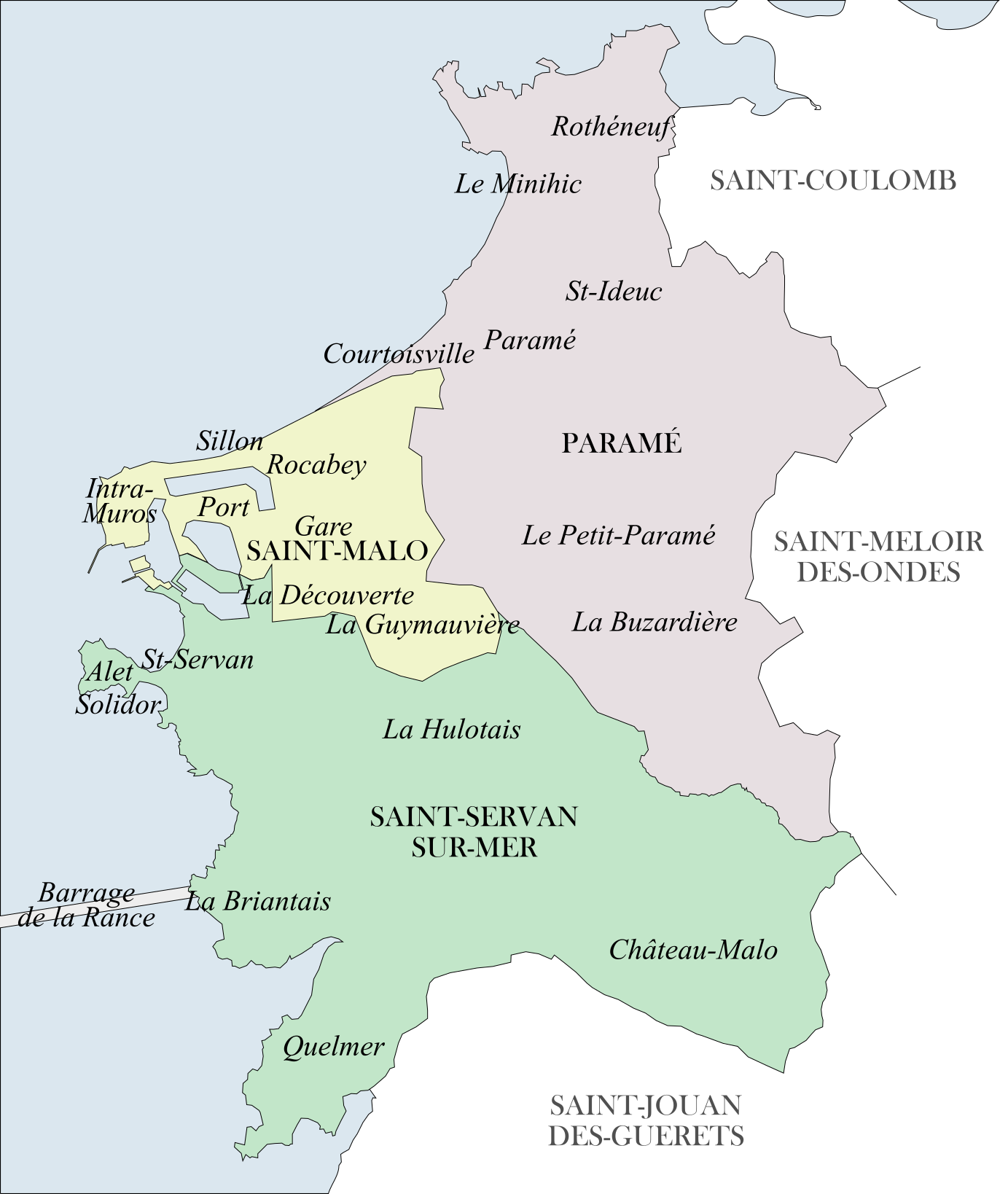
Carte de Saint-Malo et des deux communes annexées en 1967, Paramé et Saint-Servan.

### Relief
Le site originel de l'agglomération malouine comprend les îlots rocheux de la Cité (altitude 30 m), reliés par le tombolo de Solidor à Saint-Servan où s'était installée l'antique Alet (de la dénomination ancienne Aleto signalée par la Notitia Dignitatum ou Notice des Dignités Impériales, manuscrit du premier quart du Ve siècle) et de Canalchius - du vieux gaulois Canalch (altitude 13,80 m) au nord  - devenu au fil du temps le Saint-Malo intra-muros.

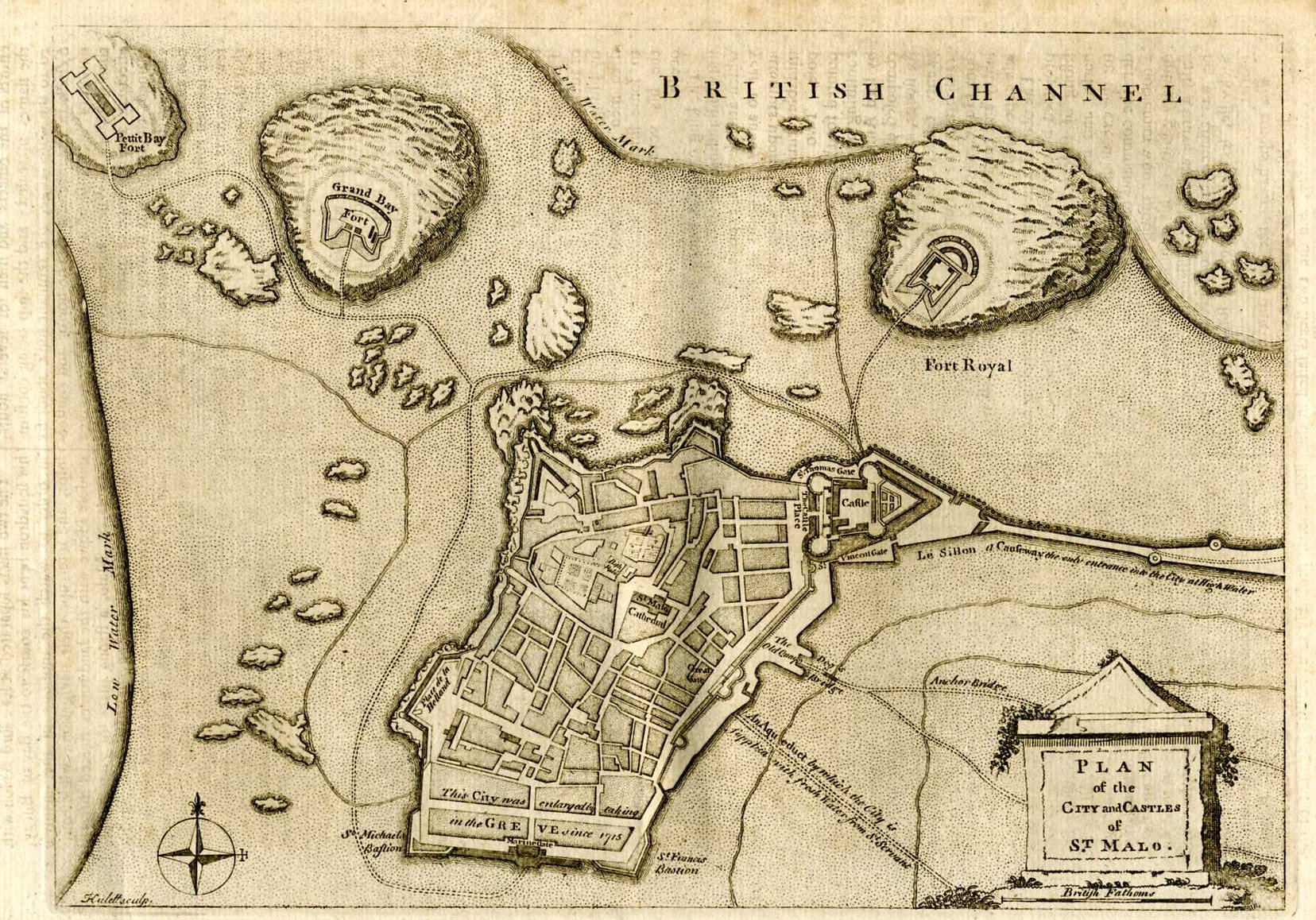
Carte de Saint-Malo probablement du XVIIIe siècle.

C'est sur celui-ci, entouré des îlots du Grand Bé, du Petit Bé et du Fort National accessibles à marée basse, doublés de ceux d'Harbour, de Cézembre et de la Conchée dans la rade constellée de multiples rochers, que l'ermite Aaron accueillit un moine originaire de ce qui deviendra par la suite le Pays de Galles : Maclow, Malo ou Maclou (la graphie varie), le futur Saint-Malo. Au XIIe siècle, l'évêque Jean de Châtillon y transféra le siège épiscopal, dotant la ville de ses premiers remparts. Dénommée à l'époque « Saint-Malo-de-l'Île », la cité connut son premier essor.
Reliée aux falaises de Paramé par un cordon dunaire bordé d'une plage longue de quatre kilomètres s'étendant jusqu'à celle du Minihic en Rothéneuf (cordon renforcé par une digue et loti en villas à la fin du XIXe siècle), ce tombolo protégeait une baie intérieure battue par les marées, permettant ainsi la création du port. Les endiguements progressifs depuis le XVIIIe siècle permirent l'extension de quartiers à partir de la gare au XIXe siècle. L'urbanisation s'est poursuivie depuis les années 1960 sur les plateaux de Paramé à l'est et de Saint-Servan au sud. Les trois villes ont été réunies en 1967 et l'agglomération s'étend ainsi jusqu'à la pointe de la Varde et au Havre de Rothéneuf au nord-est et le long de la ria de la Rance au sud.
Le littoral, long d'une dizaine de kilomètres, est formé d'ensembles rocheux entrecoupés de plages à l'est de la pointe de la Varde (secteurs du Pont, de Minihic, de Rothéneuf et de la Guimorais) et d'une longue plage entre la base de la pointe de la Varde et la Cité historique (plage longée par la digue de Rochebonne).
Le premier franchissement de la Rance est assuré par le barrage de l'usine marémotrice de la Rance entre Saint-Malo (quartier de la Briantais) et Dinard.
Le site du centre-ville, avec la Cité historique (le vieux Saint-Malo), la Cité (ancien Alet) et le port, est formé par un littoral complexe, avec de nombreux récifs et brisants immergés à marée haute, des tombolos sous-marins, visibles aux marées basses de vives eaux, par des îles ou îlots dont beaucoup ont été fortifiés aux XVIIe et XVIIIe siècles (Cézembre, Fort Harbour, le fort de la Conchée, le Grand Bé et le Petit Bé, l'île du Fort National).

### Géologie

Carte géologique du Massif armoricain, avec au nord-est le batholite mancellien et ses nombreux plutons de granite cadomien (Trégor, Lanhélin, Louvigné, Vire, Avranches…). Ce batholite dessine une ellipse de 150 km (d'Alençon à la Rance) sur 90 km (de Vitré à Vire).

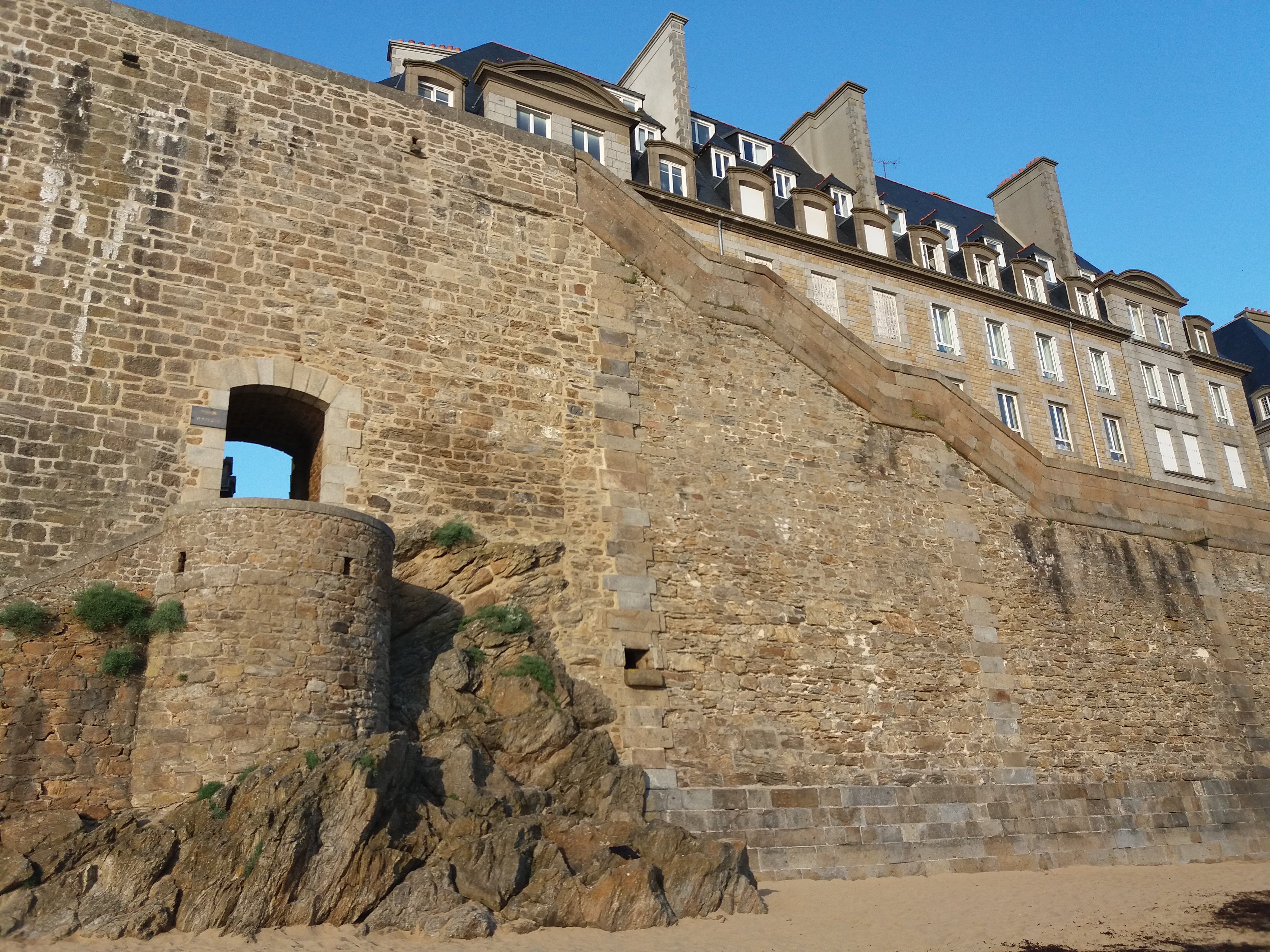
Rempart : moellons hétérométriques de migmatites, soubassement, chaîne harpée et couronnement du parapet en pierre de taille de granite de Chausey.

Saint-Malo est localisée dans la partie médiane du domaine nord armoricain, unité géologique du Massif armoricain qui est le résultat de trois chaînes de montagne successives. Le site géologique de Saint-Malo se situe plus précisément dans un bassin sédimentaire essentiellement briovérien limité au sud par un important massif granitique cadomien, le pluton de Lanhélin qui fait partie d'un ensemble plus vaste, le batholite mancellien,.
L'histoire géologique de la région est marquée par le cycle cadomien (entre 750 et 540 Ma) qui se traduit par la surrection de la chaîne cadomienne qui devait culminer à environ 4 000 m. À la fin du Précambrien supérieur, les sédiments briovériens environnants sont fortement déformés, plissés et métamorphisés par l'orogenèse cadomienne qui implique un fort épaississement crustal, formant essentiellement des schistes et des gneiss,. Cette déformation développe une succession d'antiformes (Saint-Jacut-Rothéneuf, le Minihic et Plouer) correspondant à des chevauchements à vergence sud-est, séparés par des synformes (la Richardais et Saint-Suliac) d'orientation N60°, plis d'autant plus déversés vers le sud que l'on se rapproche du noyau migmatitique. Ce noyau de forme elliptique (25 × 6 km), ceinturé d'une enveloppe gneissique et micaschisteuse, correspond à la région de Dinard-Saint-Malo. L'épaississement crustal, consécutif à l'écaillage tectonique du domaine orogénique, a en effet provoqué la fusion crustale à l'origine de la mise en place des dômes anatectiques (migmatites de Guingamp et Saint-Malo, développées aux dépens des sédiments briovériens) qui est datée entre 560 et 540 Ma. Les massifs granitiques du Mancellien scellent la fin de la déformation ductile de l'orogenèse cadomienne.
Ces migmatites sont bien visibles le long de la Promenade du Clair-de-Lune de Dinard. Les diverses variétés de migmatites de la région malouine ont été largement exploitées. Du fait de la difficulté de taille due aux ondulations du feuilletage, elles fournissaient surtout des moellons, les faciès plus homogènes pouvant livrer des pierres de taille.
La Cité historique a d'abord été construite sur une île rocheuse située entre la pointe du Naye en Saint-Servan et les prairies de Cézembre, devenue une presqu'île - légende le présentant comme  la conséquence du raz-de-marée de 709, le rocher sert donc de fondation. Les murs de construction en moellon et en pierre de taille en suivront par la suite le tracé. Les matériaux de provenance variée (pierres proximales et distales), « mis en œuvre pendant des siècles, confèrent à la cité maritime un polylithisme exacerbé, gage de beauté et de pérennité ».

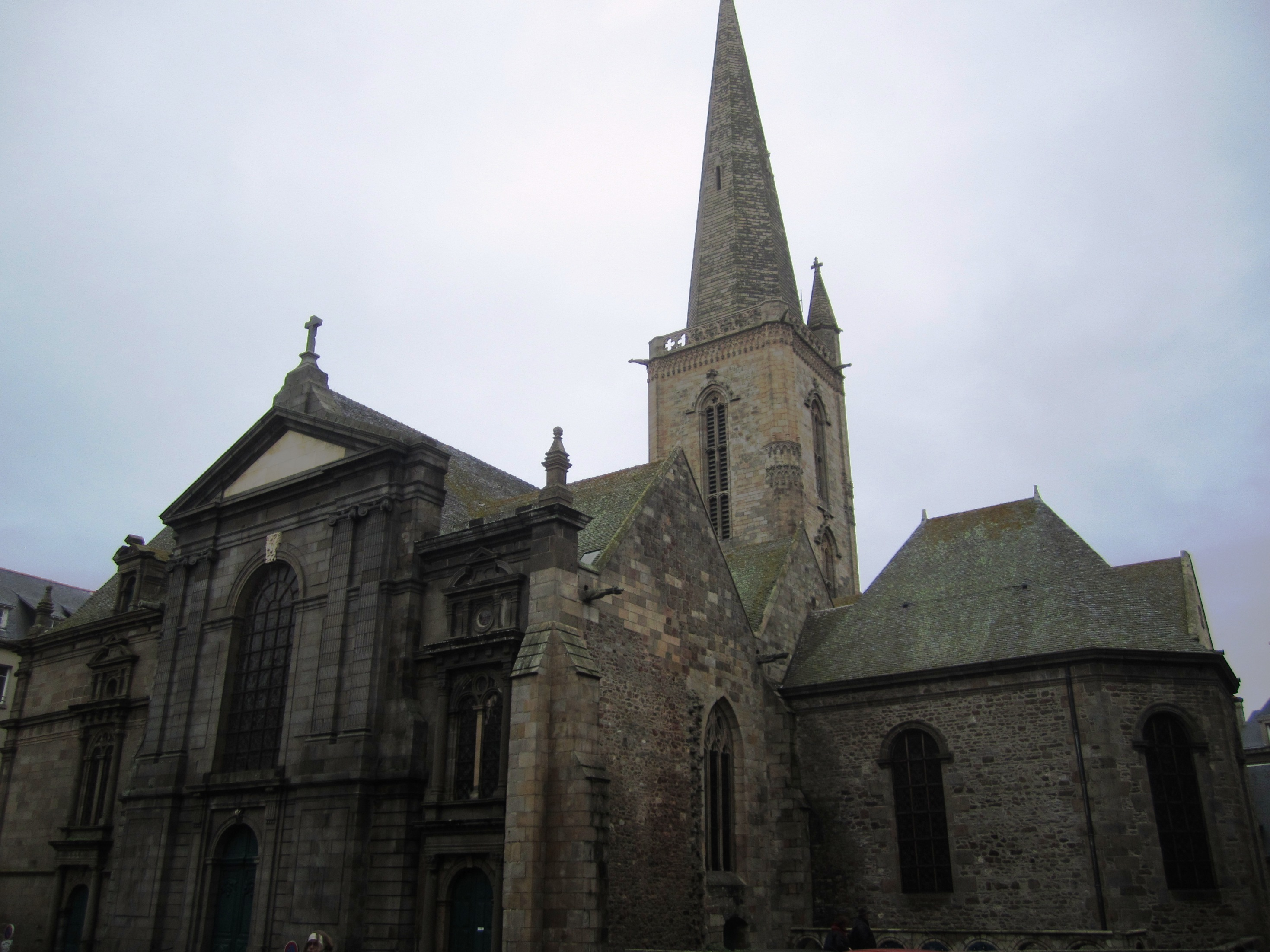
Exemple de polylithisme, la cathédrale Saint-Vincent[Note 5].
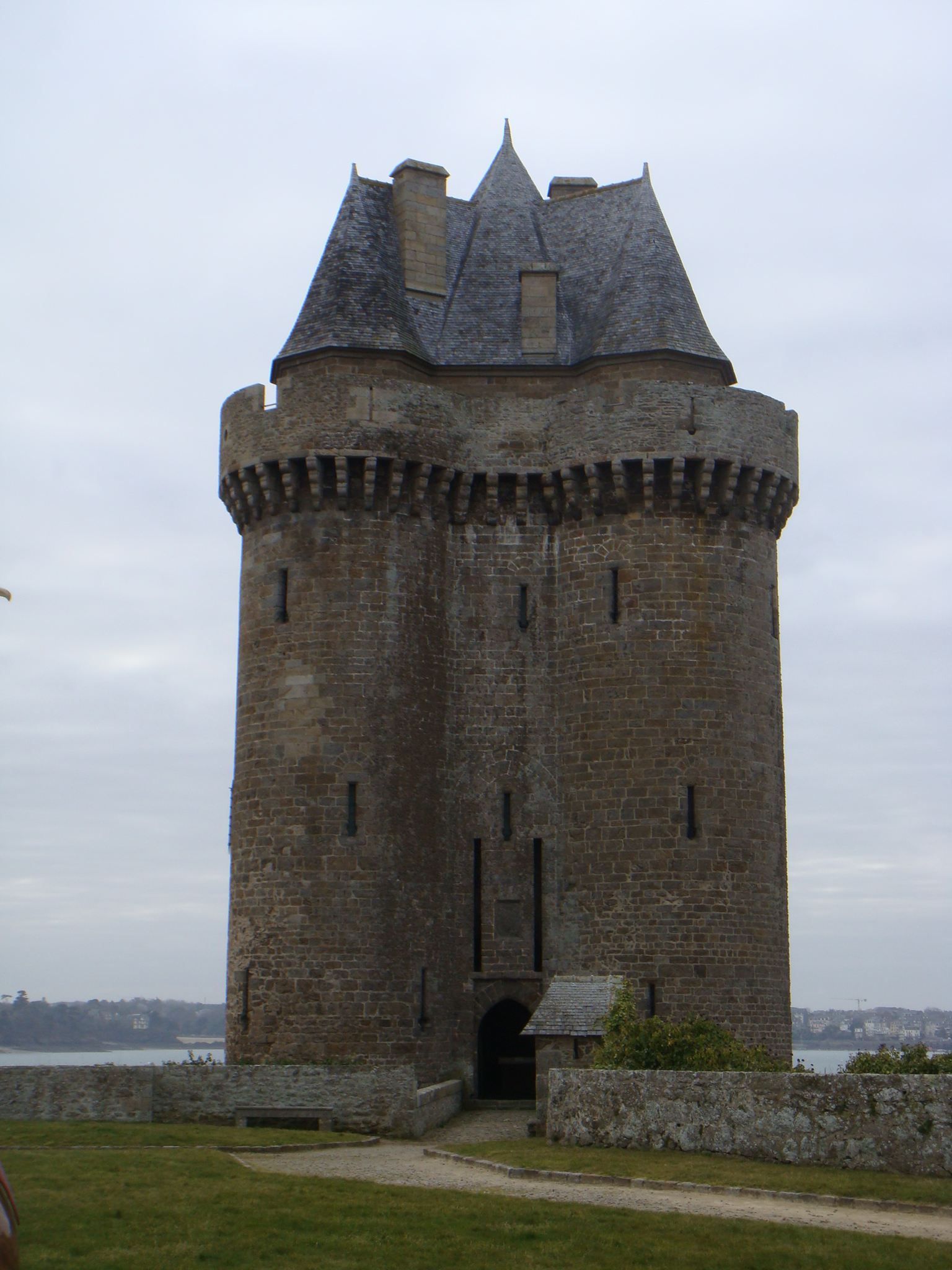
Autre exemple de construction polylithique, la tour Solidor[Note 6].
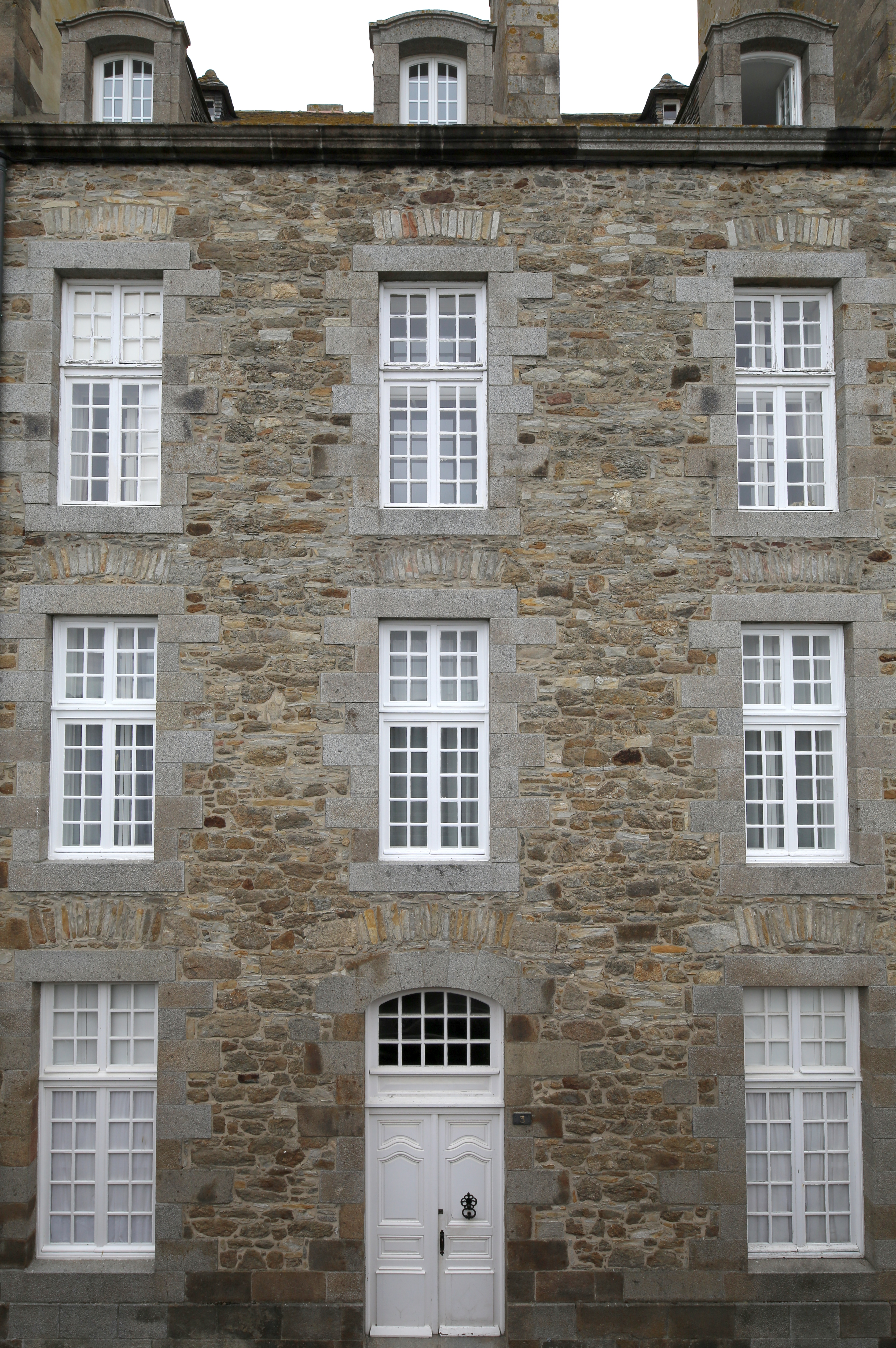
Maison typiquement polylithique[Note 7].
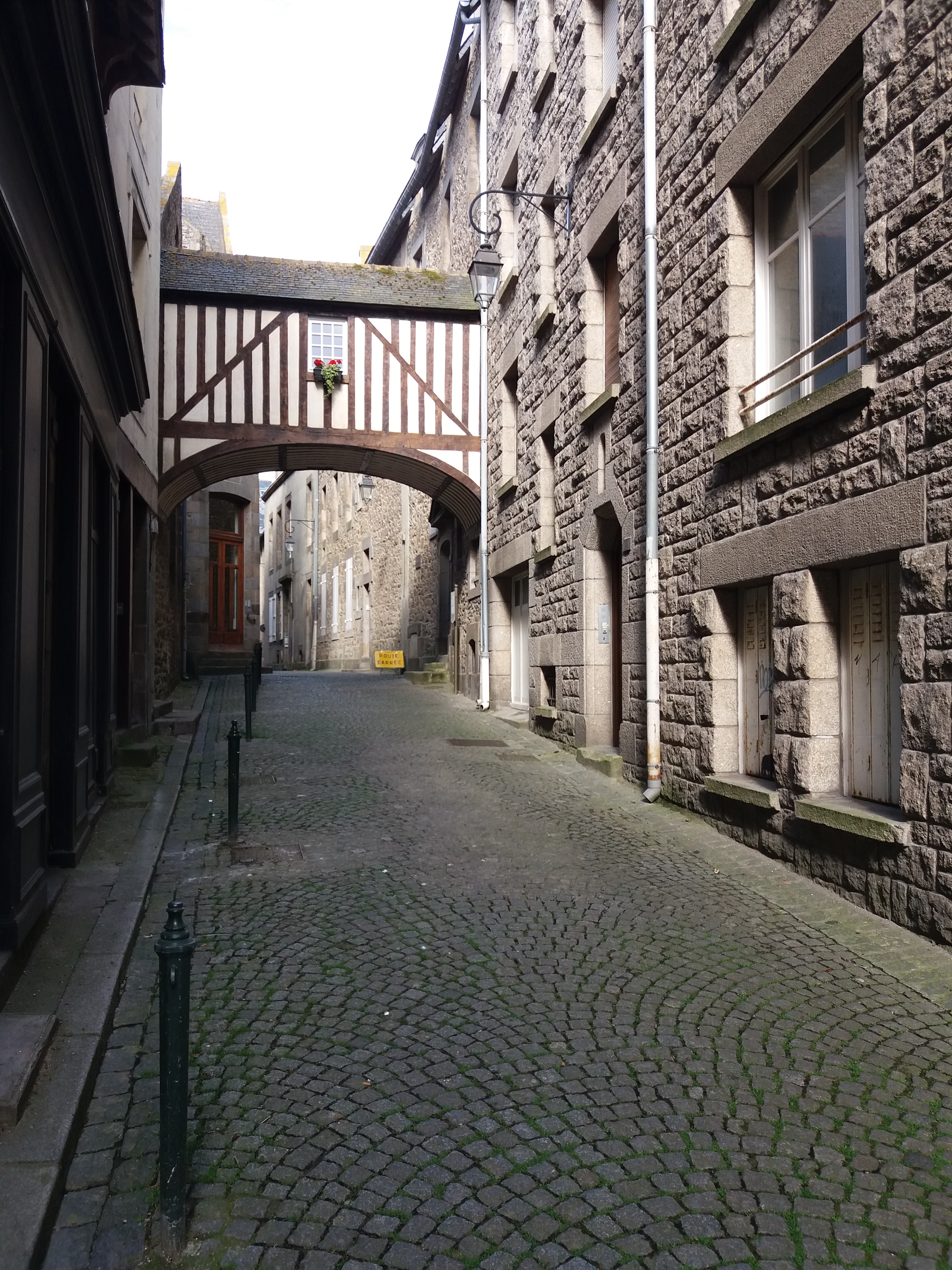
Granite du Hinglé, en taille éclatée, utilisé pour la reconstruction[Note 8].
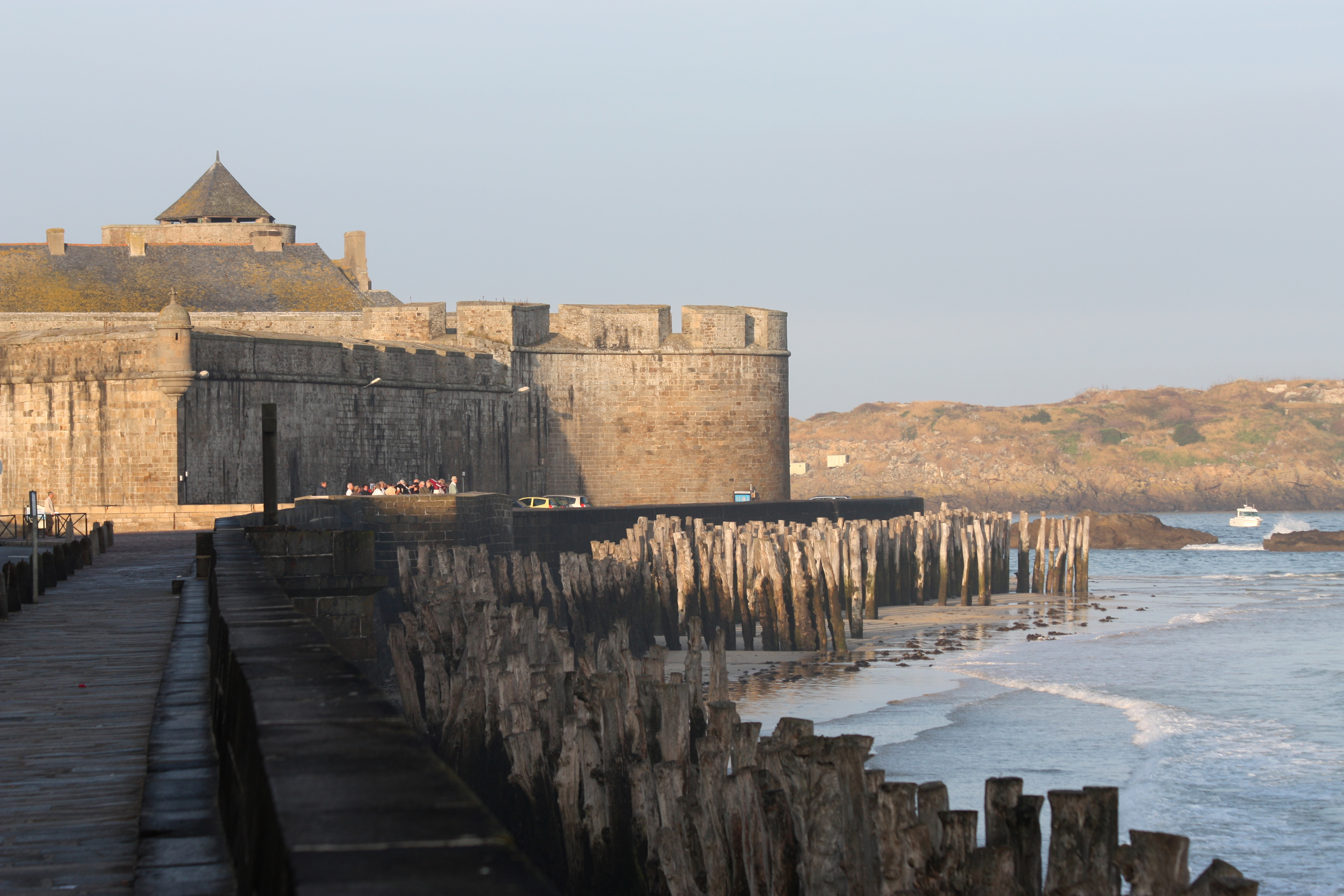
Plage du Sillon : parapet en granite de Lanhélin et pavage en grès d'Erquy charmant « l'œil rivé sur le pavé vieilli[18] ».
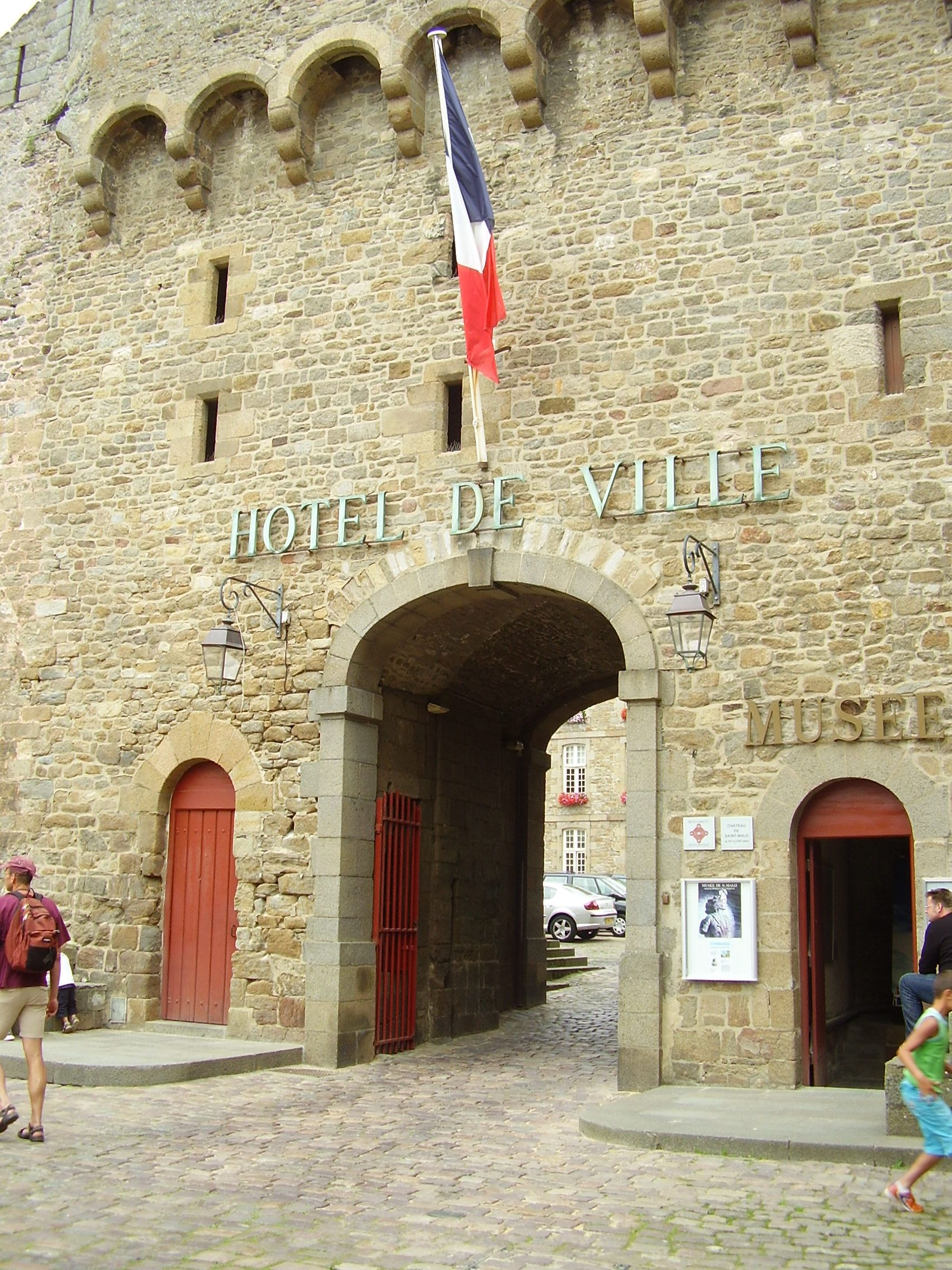
Pavage devant l'Hôtel de Ville en galets de dolérite et de silex[Note 9].

### Littoral et submersion marine

#### Les marées à Saint-Malo

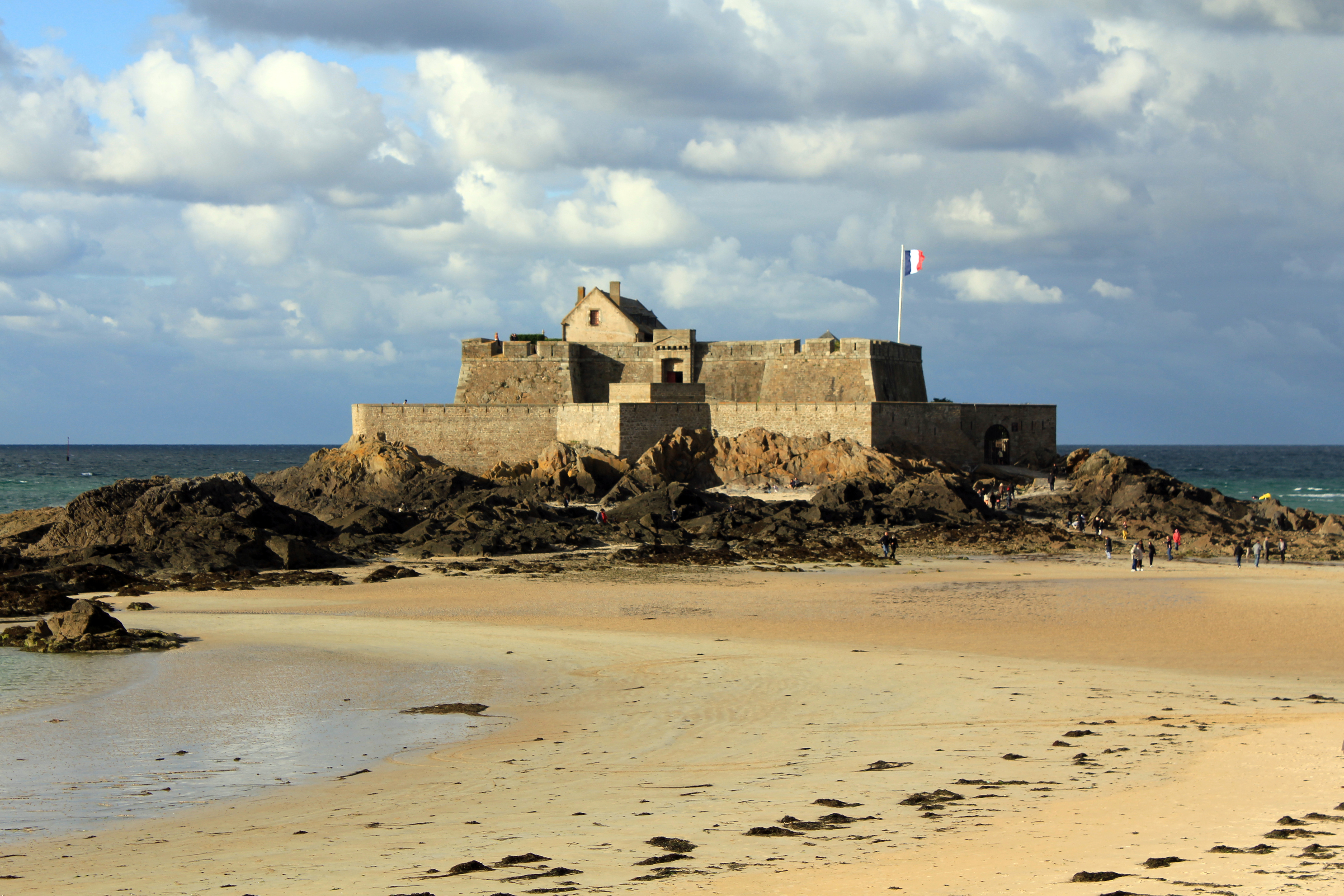
Le fort National peut se visiter et il est accessible à marée basse.

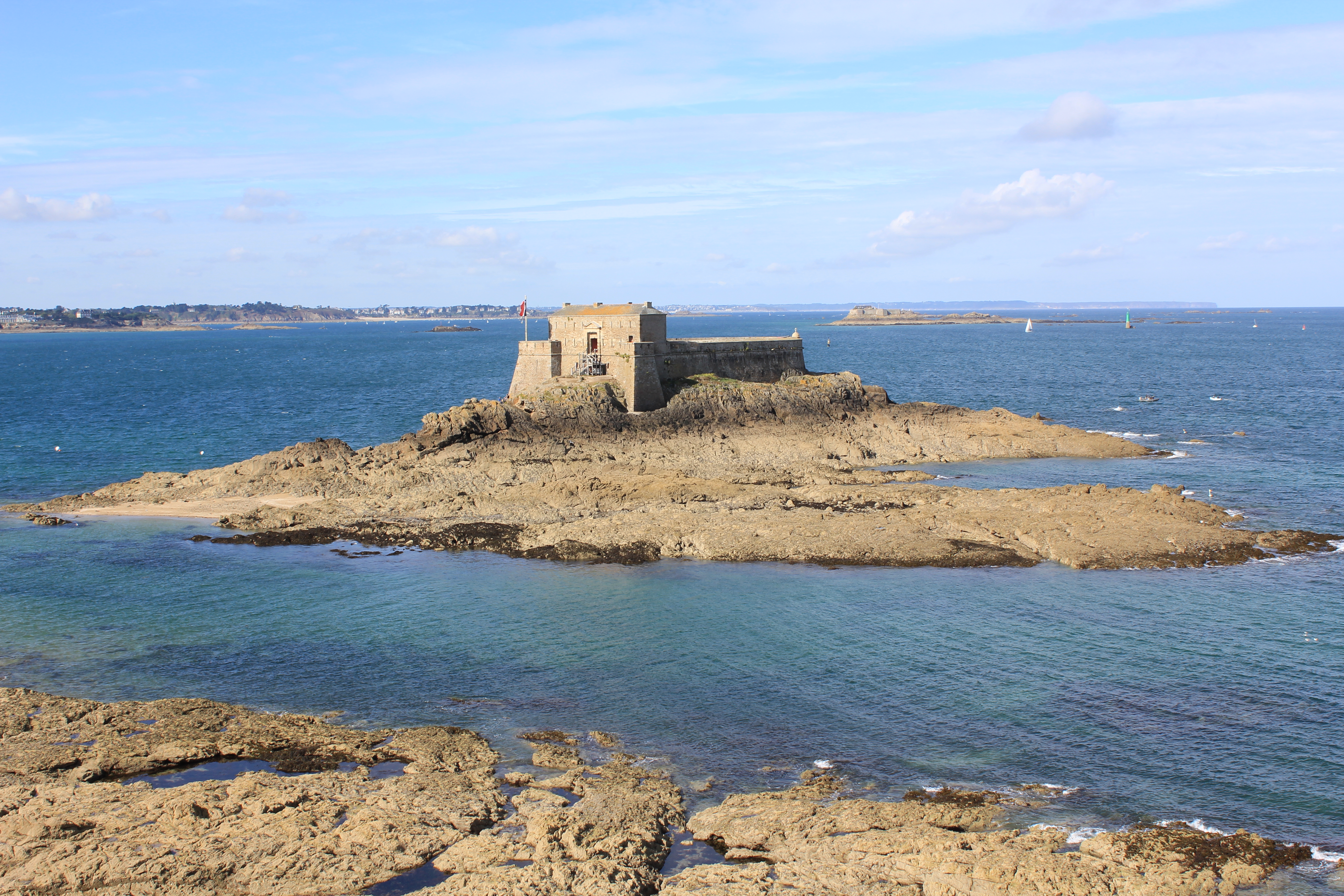
Le fort du Petit Bé vu du Grand Bé, ici à marée haute.

Les marées de la baie de Saint-Malo sont parmi les plus importantes en Europe. Elles sont provoquées par la concentration des eaux au cœur d'une baie triangulaire entre Bretagne et Cotentin.
Au maximum, le marnage (amplitude entre marée basse et marée haute) peut y atteindre 14 mètres, soit plus du double du marnage ordinaire en Atlantique. C'est pour cette raison que le barrage de l'usine marémotrice fut construit sur l'estuaire de la Rance, en amont de l'intra-muros de Saint-Malo (l'autre option étant la baie du Mont-Saint-Michel) au début des années 1960,.
La prudence est de rigueur en bord de mer. Avant de s'aventurer sur les bancs de sable ou sur les rochers à marée basse, il convient de se renseigner sur les horaires des marées, au risque de se retrouver piégé par la mer. Les jours où se conjuguent grandes marées et des vents importants imposent un surcroît de précautions. Les risques d'être emporté par la mer et de mourir noyé sont réels. Une signalisation spécifique et des bouées de sauvetage ont été installées tout au long de la chaussée du Sillon.
Il est possible de trouver les horaires des marées de différentes façons : à l'Office de tourisme, dans des  grandes surfaces ici où là dans la ville et même dans des petites commerces, comme intramuros au Comptoir de la mer.

#### Le risque de submersion marine
Selon un index global correspondant à l'agrégation de 5 critères effectué en 2011 par l'Observatoire National des Risques Naturels, Saint-Malo est la commune de Bretagne qui a le plus d'habitants exposés au risque de submersion marine (18 709 personnes concernées) et aussi celle qui a le plus de bâti exposé au risque de submersion (117,51 ha).
L'augmentation actuelle du niveau marin à Saint-Malo est de l'ordre de 4 mm par an depuis 1850 et risque de s'amplifier dans les prochaines décennies (entre 13 et 30 cm entre 2023 et 2050, prévoit Météo-France. Le dernier plan de prévention du risque de submersion marine de Saint-Malo, qui date de 2017 et devait être révisé en 2027 va l'être de manière anticipée dès 2024 « à cause de l'élévation anticipée du niveau de la mer » déclaré le maire Gilles Lurton.

### Hydrographie
Pour un article plus général, voir Réseau hydrographique d'Ille-et-Vilaine.
La commune est située dans le bassin Loire-Bretagne. Elle est drainée par le Routhouan,.

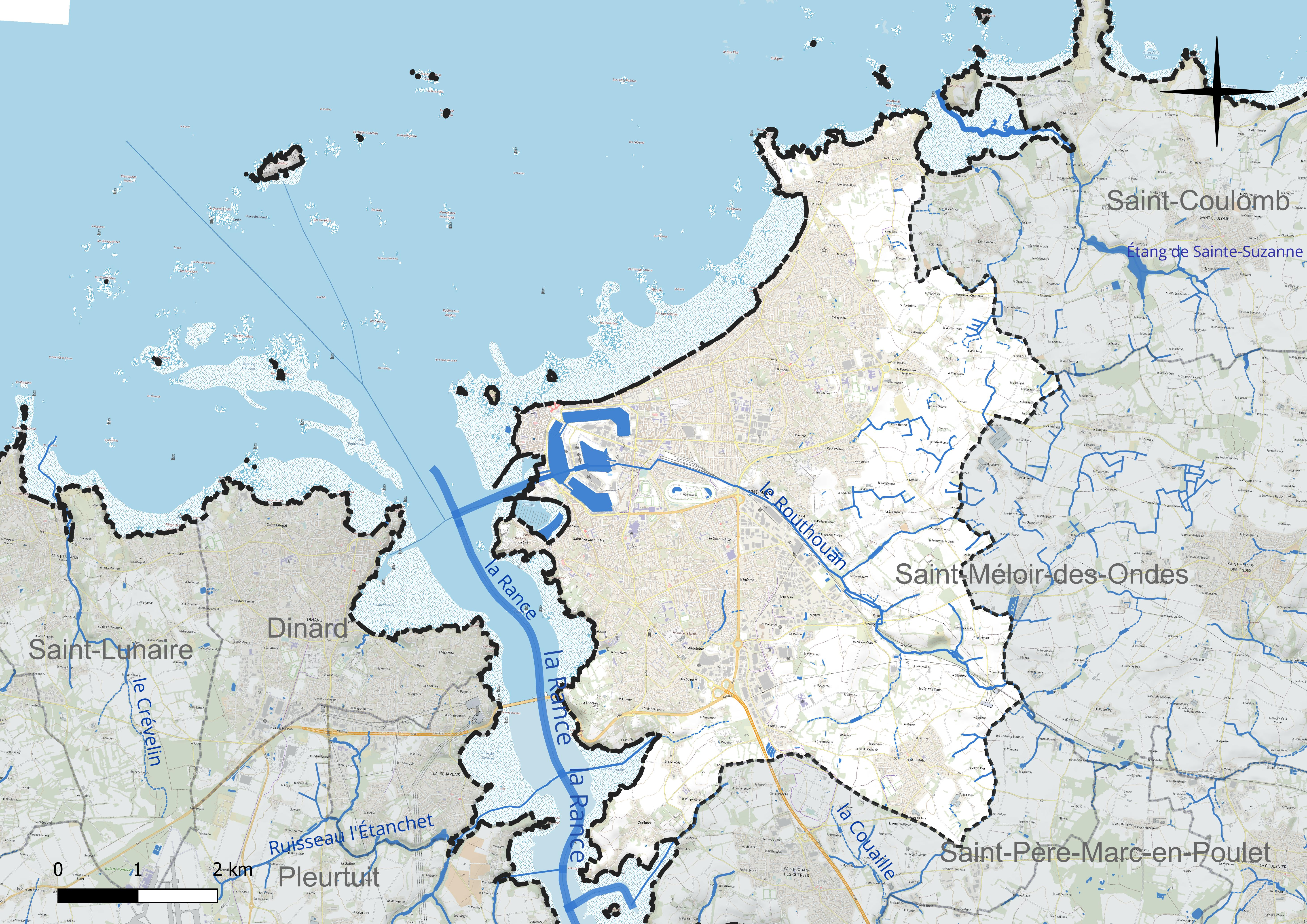
Réseau hydrographique de Saint-Malo.

### Climat
Pour des articles plus généraux, voir Climat de la Bretagne et Climat d'Ille-et-Vilaine.
En 2010, le climat de la commune est de type climat océanique franc, selon une étude du CNRS s'appuyant sur une série de données couvrant la période 1971-2000. En 2020, Météo-France publie une typologie des climats de la France métropolitaine dans laquelle la commune est exposée à un climat océanique et est dans la région climatique Bretagne orientale et méridionale, Pays nantais, Vendée, caractérisée par une faible pluviométrie en été et une bonne insolation. Parallèlement l'observatoire de l'environnement en Bretagne publie en 2020 un zonage climatique de la région Bretagne, s'appuyant sur des données de Météo-France de 2009. La commune est, selon ce zonage, dans la zone « Littoral doux », exposée à un climat venté avec des étés cléments.
Pour la période 1971-2000, la température annuelle moyenne est de 11,5 °C, avec une amplitude thermique annuelle de 11,5 °C. Le cumul annuel moyen de précipitations est de 676 mm, avec 11,6 jours de précipitations en janvier et 6,2 jours en juillet. Pour la période 1991-2020, la température moyenne annuelle observée sur la station météorologique la plus proche, située à Pleurtuit, à 8 km à vol d'oiseau, est de 11,9 °C et le cumul annuel moyen de précipitations est de 752,0 mm,. L'ensoleillement annuel moyen est de 1733,4 heures. Pour l'avenir, les paramètres climatiques de la commune estimés pour 2050 selon différents scénarios d'émission de gaz à effet de serre sont consultables sur un site dédié publié par Météo-France en novembre 2022.
| Mois                              | jan.  | fév.  | mars  | avril | mai   | juin  | jui.  | août  | sep.  | oct.  | nov. | déc. | année   |
| --------------------------------- | ----- | ----- | ----- | ----- | ----- | ----- | ----- | ----- | ----- | ----- | ---- | ---- | ------- |
| Température minimale moyenne (°C) | 3,8   | 3,6   | 4,9   | 6,2   | 9,1   | 11,8  | 13,6  | 13,7  | 11,8  | 9,7   | 6,5  | 4,2  | 8,2     |
| Température moyenne (°C)          | 6,5   | 6,7   | 8,5   | 10,3  | 13,2  | 16    | 17,8  | 18    | 16    | 13,1  | 9,5  | 6,9  | 11,9    |
| Température maximale moyenne (°C) | 9,1   | 9,8   | 12,2  | 14,5  | 17,3  | 20,2  | 22,1  | 22,3  | 20,3  | 16,5  | 12,4 | 9,7  | 15,5    |
| Record de froid (°C)              | −13,7 | −11,7 | −6,2  | −2,8  | −0,2  | 3,6   | 6,7   | 5     | 2,3   | −4,2  | −5,9 | −9,6 | −13,7   |
| Record de chaleur (°C)            | 16,4  | 20,9  | 23,7  | 27,1  | 29,2  | 35,5  | 40    | 39,4  | 33,1  | 28,9  | 20,6 | 17,6 | 40      |
| Ensoleillement (h)                | 68,7  | 91,2  | 132,7 | 178,9 | 202,6 | 207,5 | 220,7 | 201,4 | 170,1 | 114,2 | 79,6 | 65,8 | 1 733,4 |
| Précipitations (mm)               | 64    | 56    | 47,6  | 53,9  | 56    | 54,1  | 46,1  | 58,3  | 60,2  | 81,3  | 89   | 85,5 | 752     |

| Diagramme climatique                                  |          |             |             |           |              |              |              |              |             |           |            |
| J                                                     | F        | M           | A           | M         | J            | J            | A            | S            | O           | N         | D          |
| 9,13,864                                              | 9,83,656 | 12,24,947,6 | 14,56,253,9 | 17,39,156 | 20,211,854,1 | 22,113,646,1 | 22,313,758,3 | 20,311,860,2 | 16,59,781,3 | 12,46,589 | 9,74,285,5 |
| Moyennes : • Temp. maxi et mini °C • Précipitation mm |          |             |             |           |              |              |              |              |             |           |            |

### Flore et faune
Du point de vue de la richesse de la flore, Saint-Malo est à la cinquième place des communes du département possédant dans leurs différents biotopes le plus de taxons, sa voisine Saint-Coulomb étant en tête, soit 618 pour une moyenne communale de 348 taxons et un total départemental de 1 373 taxons (118 familles). On compte notamment 81 taxons à forte valeur patrimoniale (total de 207) ; 60 taxons protégés et 30 appartenant à la liste rouge du Massif armoricain (total départemental de 237).
De nombreux parcs et jardins disséminés aux quatre coins de la ville accueillent des espèces riches et variées comme à la roseraie Sainte Anne qui accueille un rosier datant de 1797 (la cuisse de nymphe).

### Villages, hameaux, écarts, lieux-dits
Quatre anciennes communes ont été absorbées par Saint-Malo et restent présentes dans la toponymie locale : Saint-Servan (souvent dit Saint-Servan-sur-Mer), Paramé, Rothéneuf, Saint-Ideuc.

## Urbanisme

### Typologie
Au 1er janvier 2024, Saint-Malo est catégorisée centre urbain intermédiaire, selon la nouvelle grille communale de densité à sept niveaux définie par l'Insee en 2022.
Elle appartient à l'unité urbaine de Saint-Malo, une unité urbaine monocommunale constituant une ville isolée,. Par ailleurs la commune fait partie de l'aire d'attraction de Saint-Malo, dont elle est la commune-centre,. Cette aire, qui regroupe 35 communes, est catégorisée dans les aires de 50 000 à moins de 200 000 habitants,.
La commune, bordée par la Manche, est également une commune littorale au sens de la loi du 3 janvier 1986, dite loi littoral. Des dispositions spécifiques d'urbanisme s'y appliquent dès lors afin de préserver les espaces naturels, les sites, les paysages et l'équilibre écologique du littoral, tel le principe d'inconstructibilité, en dehors des espaces urbanisés, sur la bande littorale des 100 mètres, ou plus si le plan local d'urbanisme le prévoit.

### Occupation des sols
L'occupation des sols de la commune, telle qu'elle ressort de la base de données européenne d'occupation biophysique des sols Corine Land Cover (CLC), est marquée par l'importance des territoires artificialisés (50,5 % en 2018), en augmentation par rapport à 1990 (46,6 %). La répartition détaillée en 2018 est la suivante : 
zones urbanisées (33,5 %), terres arables (32,5 %), zones industrielles ou commerciales et réseaux de communication (16,2 %), zones agricoles hétérogènes (14,3 %), prairies (1,1 %), milieux à végétation arbustive et/ou herbacée (1 %), espaces verts artificialisés, non agricoles (0,9 %), zones humides côtières (0,4 %), eaux maritimes (0,2 %).
L'IGN met par ailleurs à disposition un outil en ligne permettant de comparer l'évolution dans le temps de l'occupation des sols de la commune (ou de territoires à des échelles différentes). Plusieurs époques sont accessibles sous forme de cartes ou photos aériennes : la carte de Cassini (XVIIIe siècle), la carte d'état-major (1820-1866) et la période actuelle (1950 à aujourd'hui).

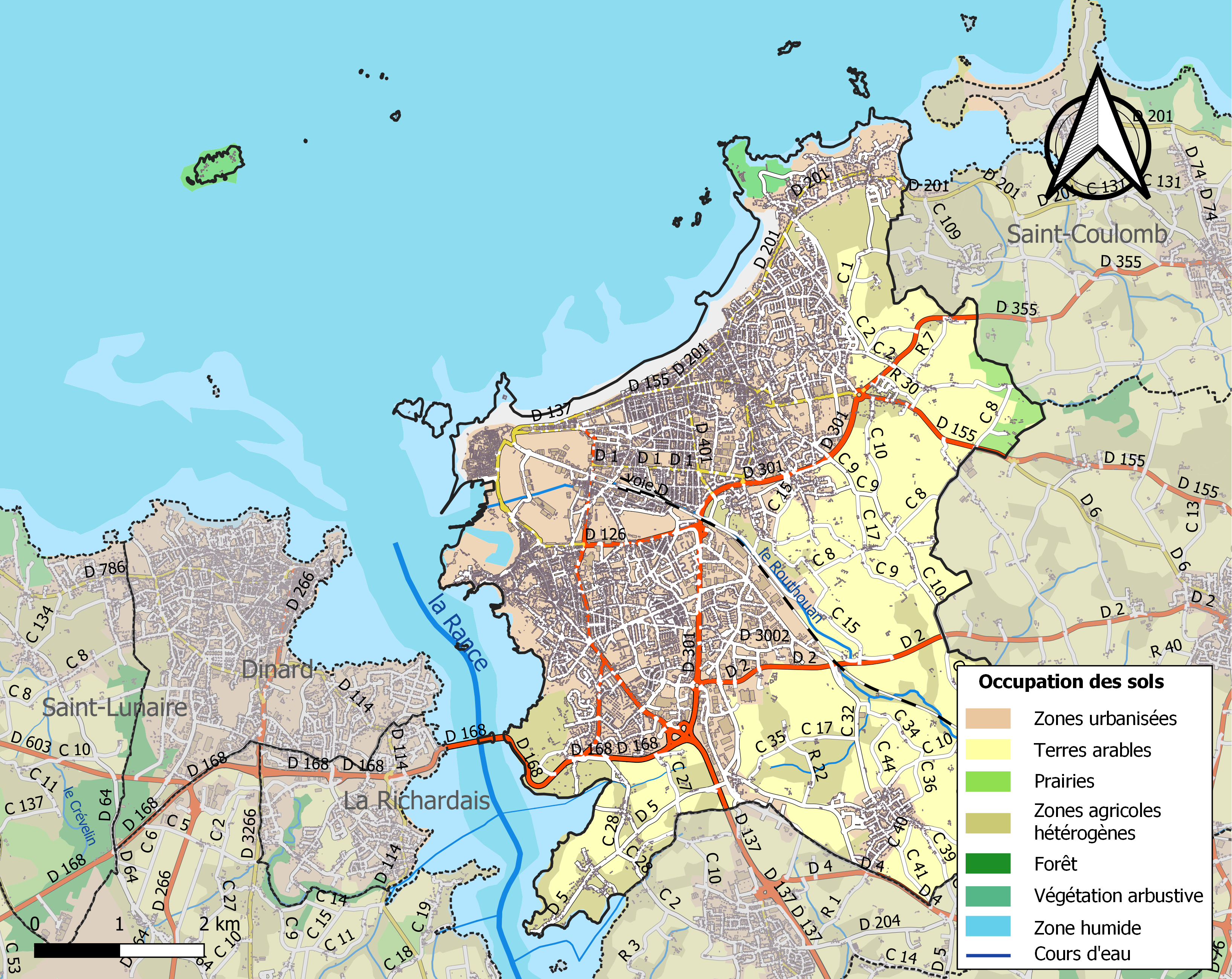
Carte des infrastructures et de l'occupation des sols de la commune en 2018 (CLC).
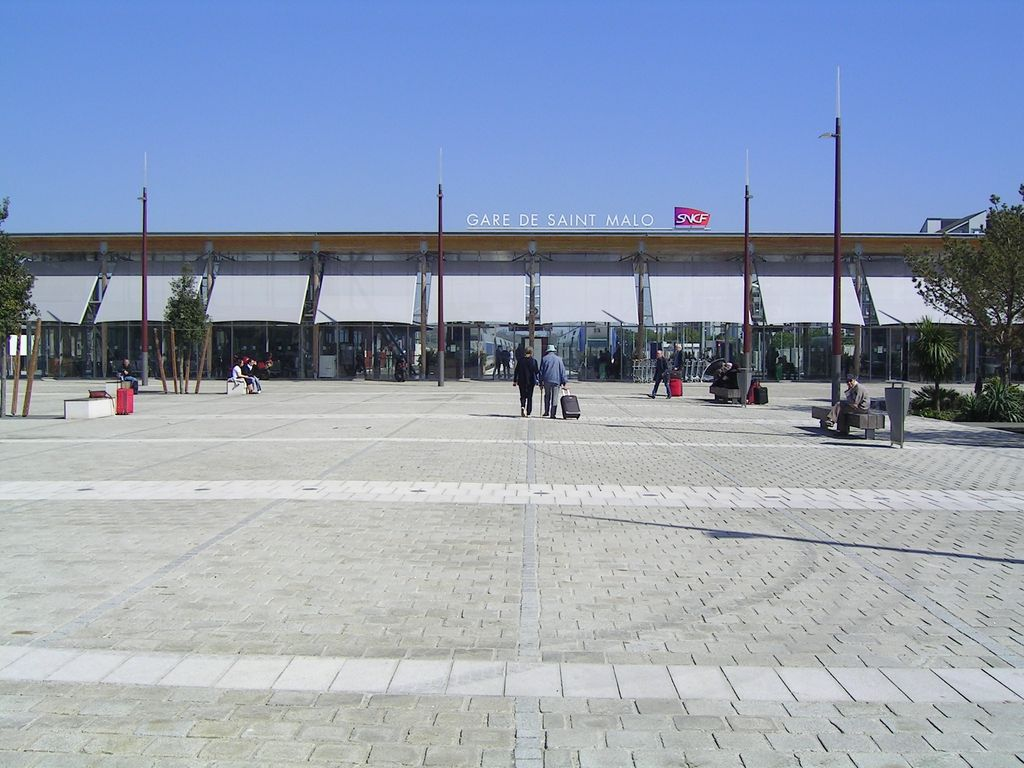
La nouvelle gare, inaugurée en 2005.

### Habitat et logement
En 2018, le nombre total de logements dans la commune était de 35 872, alors qu'il était de 33 105 en 2013 et de 31 363 en 2008.
Parmi ces logements, 68,6 % étaient des résidences principales, 26,2 % des résidences secondaires et 5,2 % des logements vacants. Ces logements étaient pour 37,3 % d'entre eux des maisons individuelles et pour 62 % des appartements.
Le tableau ci-dessous présente la typologie des logements à Saint-Malo en 2018 en comparaison avec celle d'Ille-et-Vilaine et de la France entière. Une caractéristique marquante du parc de logements est ainsi une proportion de résidences secondaires et logements occasionnels (26,2 %) supérieure à celle du département (7,1 %) et à celle de la France entière (9,7 %). Concernant le statut d'occupation de ces logements, 50,6 % des habitants de la commune sont propriétaires de leur logement (51,4 % en 2013), contre 59,8 % pour l'Ille-et-Vilaine et 57,5 pour la France entière.
| Typologie                                               | Saint-Malo | Ille-et-Vilaine | France entière |
| ------------------------------------------------------- | ---------- | --------------- | -------------- |
| Résidences principales (en %)                           | 68,6       | 86,3            | 82,1           |
| Résidences secondaires et logements occasionnels (en %) | 26,2       | 7,1             | 9,7            |
| Logements vacants (en %)                                | 5,2        | 6,7             | 8,2            |

### Projets d'aménagement
Saint-Malo a pour projet de faire un renouvellement car son parc social est vieillissant. Il vise notamment à reconnecter les quartiers de la ville entre eux et de les rendre plus attractifs. Les projets fleurissent sur toute la commune et dans tous les quartiers. Chaque chantier va contribuer à modifier la physionomie globale de la ville. Le point, chantier par chantier :
- Le quartier de la Gare : le projet le plus important. Après l'inauguration de la nouvelle gare accueillant TER et TGV, du parvis et de la nouvelle gare routière en 2005, place à la construction de 355 logements, avec une identité commune : lignes architecturales modernes, même hauteur de faîtage, mêmes matériaux de construction, etc. Le projet inclut aussi un hôtel trois étoiles de 60 chambres, une supérette, une médiathèque, un cinéma (3 salles), des bureaux, et des commerces dont l'offre devrait compléter celle déjà apportée dans le quartier[42].
- L'esplanade Saint-Vincent : le projet consiste à réaliser sur le parking souterrain aux pieds des remparts de Saint-Malo intra muros une esplanade, afin de rendre l'espace accessible aux circulations douces. L'esplanade accueillera une petite gare routière pour les bus et les cars et à terme un TCSP[43]. Les travaux commencent en automne 2012[44].
- ANRU (Agence nationale pour la rénovation urbaine) : La Découverte : Un grand projet de renouvellement social et urbain au cœur des quartiers prioritaires de la Découverte et de L'Espérance, portant sur la restructuration de l'ensemble de la voirie au niveau de l'avenue du Général de Gaulle, mais aussi sur la résidentialisation des quartiers, a été réalisé[45].

D'autres quartiers seront également rénovés.
- Le projet du musée d'Histoire maritime, prévu comme espace historique de 4000 à 6 000 m² au cœur de la ville, sur le site des anciens silos à grains au fond du bassin Duguay-Trouin dans le port, et destiné à mettre en valeur l'histoire maritime de Saint-Malo et des communes environnantes, avec des salles de conférences et d'expositions temporaires, accessibles à tous, ainsi que certaines collections du musée d'histoire, un espace scénographié pour les collections de la Natière, des espaces thématiques tels que La grande pêche à Terre-Neuve, etc., est finalement abandonné[47].
- Le multiplexe : construction d'un cinéma de 7 salles, courant 2014, dans le quartier de la Découverte à l'emplacement des entrepôts logistique du groupe Beaumanoir (anciens locaux de la Seifel)[48].
- Réhabilitation du quartier Bellevue : le site de Bellevue, au milieu du boulevard Léonce-Demalvillain, doit être complètement rénové. 131 nouveaux logements et des commerces vont y être reconstruits. Le début de ce vaste chantier, commencé en 2009, se poursuit en 2021[49]. Le nouvel ensemble sera composé de quatre îlots distincts qui abriteront 112 logements destinés à l'accession libre. L'ensemble bénéficiera d'une architecture très contemporaine, avec des toitures en zinc, des balcons équipés de vitres pare-soleil et des couleurs vives… Au pied de chaque immeuble, des commerces prendront place[50].

En 2022, les religieuses de la congrégation des Sœurs des Saints-Cœurs de Jésus et de Marie  qui vivent à Paramé, ne sont plus qu'une vingtaine avec une moyenne d'âge de 84 ans. Elles décident de se séparer de leur patrimoine de sept hectares. Les acquéreurs doivent présenter des projets « à taille humaine, et porter les valeurs de l'intergénérationnel, la mixité sociale, la protection de l'environnement et celle des personnes les plus vulnérables ».
Saint-Malo accueille 5 lycées : Jacques Cartier, lycée général et technologique, La Providence, lycée technologique, le lycée Maritime, Les Rimains et L'institution la providence. Le lycée l'Institution est connu car il est situé au beau milieu de Intra- Muros, avec un cadre splendide pour les élèves qui y étudient. La mer les accompagne dans leurs pauses du midi.

### Transports et déplacements

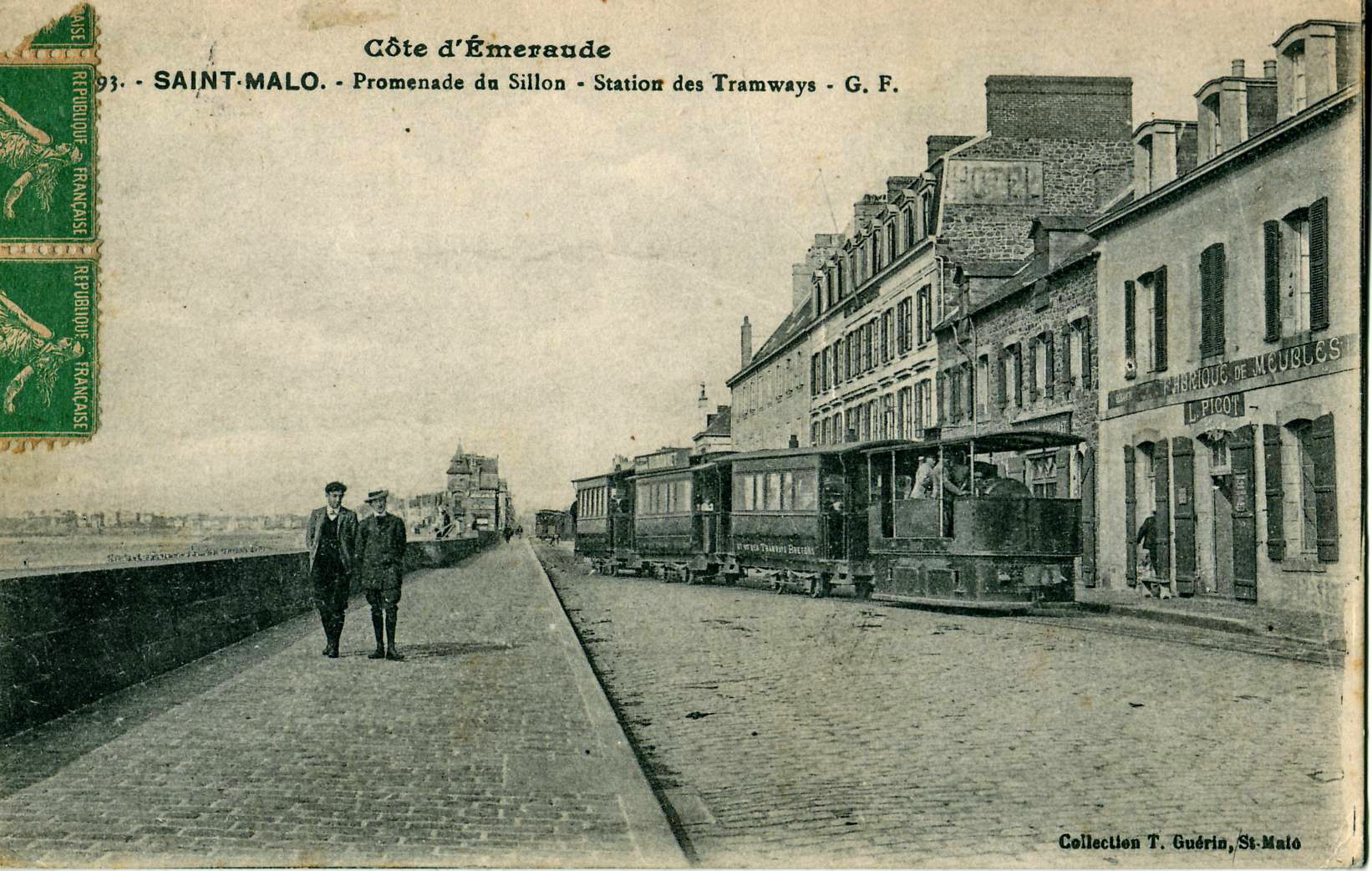
Les Tramways bretons, avant la Première Guerre mondiale, sur le Sillon.

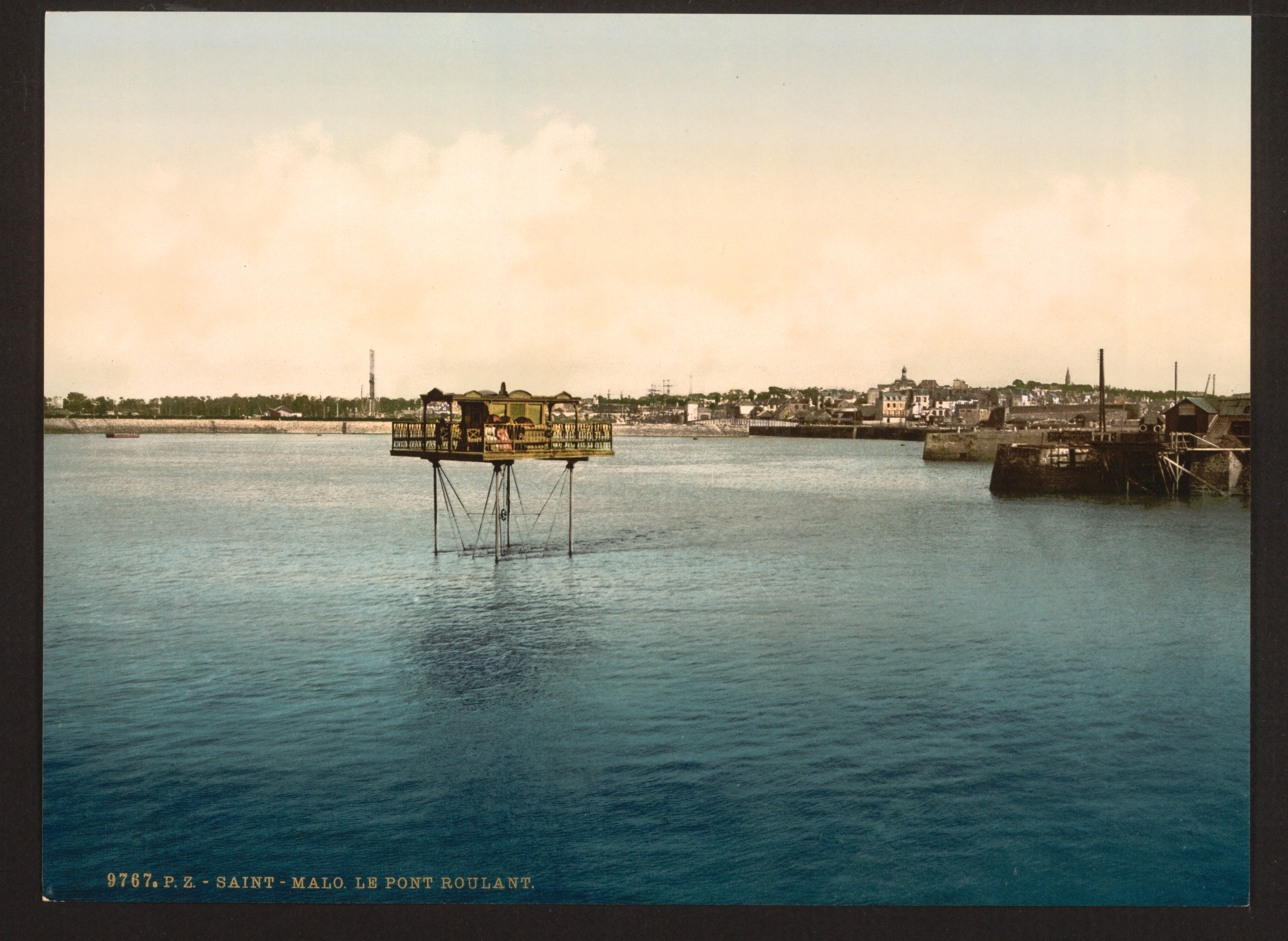
Pont roulant reliant Saint-Malo à Saint-Servan, vers 1910.

Saint-Malo est relié au réseau ferroviaire depuis 1864. Il disposait de deux réseaux de tramways, les Tramways bretons et le Tramway de Rothéneuf, qui circulèrent jusqu'en 1947, et qui sont les ancêtres de l'actuel réseau d'autobus urbain.[réf. souhaitée]

#### Transports
En saison s'ajoutent des liaisons avec Granville (2 A/R par jour, 1 h 15) et Lille Europe (le week-end seulement).
De nombreux Malouins partent chaque matin travailler à Rennes et rentrent le soir, bénéficiant de deux arrêts dans la capitale régionale ; outre la gare de Rennes, la halte de Pontchaillou dessert l'hôpital de Pontchaillou, des établissements scolaires et le campus de Villejean.
De nombreux lycéens de Dol et de Combourg utilisent le train pour se rendre aux lycées de Saint-Malo qui offrent un large choix de formations dans les métiers du tourisme ou du commerce et dans l'enseignement général et technologique.
À l'inverse, les Rennais viennent parfois l'été ou les dimanches profiter de la mer à Saint-Malo.
Saint-Malo Agglomération organise un réseau de transport en commun, exploité par la société RATP dev Saint-Malo agglomération  dans le cadre d'une délégation de service public de cinq ans, jusqu'en 2024, qui dessert notamment Saint-Malo.
En saison, lors des grands week-ends et des grands événements, une navette gratuite est mise en place entre le parking Paul Féval, situé à l'entrée de la ville, et l'Intra Muros (avec parking et services camping-cars à proximité immédiate). Dans quelques années, la mairie prévoit de remplacer cette navette par un Transport en Commun en Site Propre (TCSP),.
Le service de transport de Saint Malo Agglomération est maintenant le réseau MAT qui dessert tout Saint Malo. Ce réseau est composé de 8 lignes urbaines et 7 lignes périurbaines. Tout le monde peut y avoir accès soit en achetant un ou plusieurs tickets soit en achetant une carte de bus à l'année.

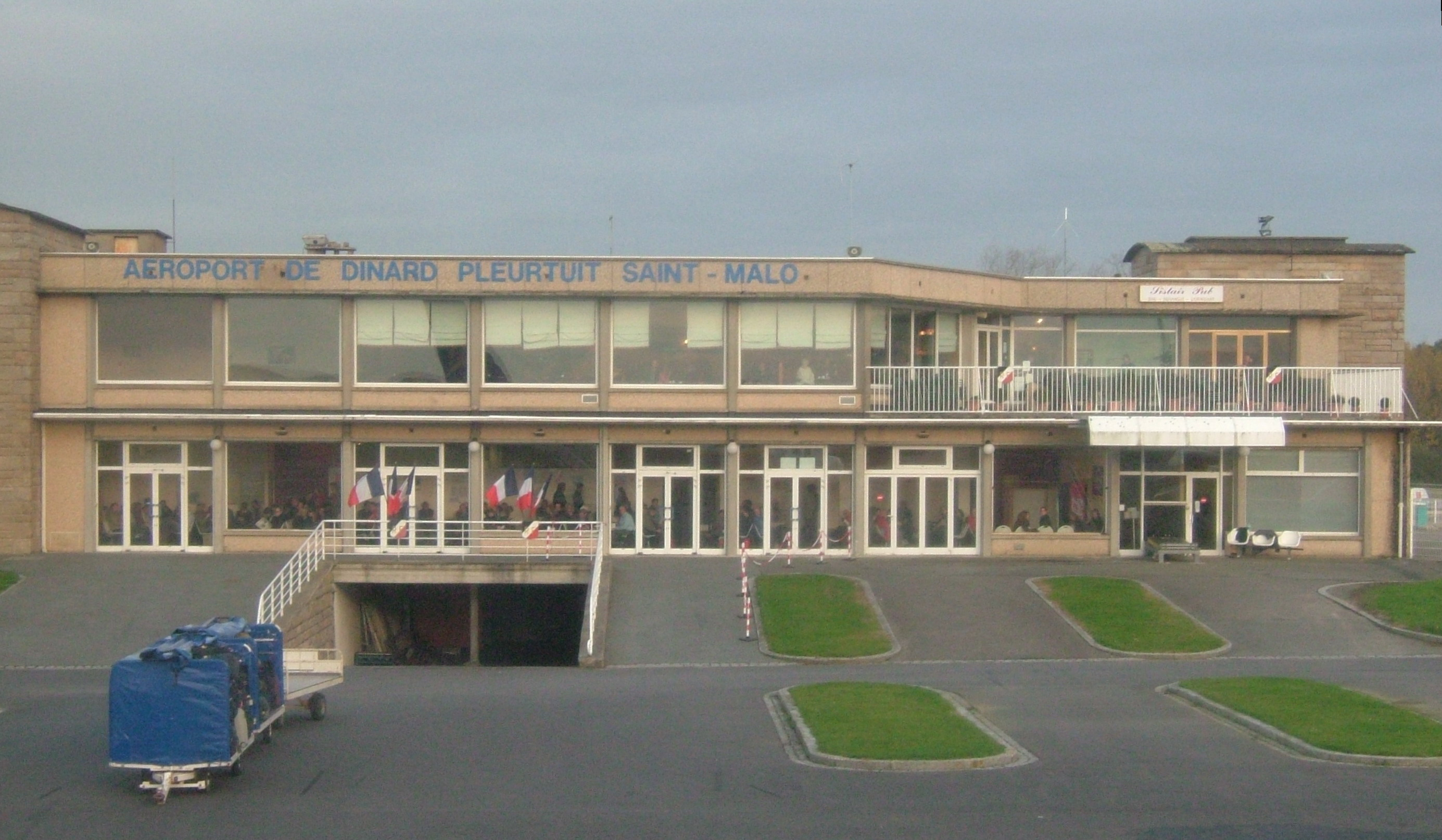
Terminal de l'aéroport de Dinard, Pleurtuit et Saint-Malo.

La ville voisine de Pleurtuit possède un aéroport sur son territoire.
Il est géré par la CCI de Rennes, la CCI de Saint-Malo et le groupe Vinci Airports.
En 2007, environ 180 000 passagers ont été transportés par les deux compagnies Ryanair et Aurigny Air Service. L'aéroport propose des liaisons avec Londres Stansted, Nottingham, Bristol, Birmingham et Guernesey.

## Toponymie
On rencontre l'appellations suivante : Insula Aaronis au VIe siècle (« L'île d'Aaron »). Un ermite du nom de Aaron y construisit à cette époque un ermitage (selon la tradition, au lieu de la chapelle Saint-Aaron).

### Saint-Malo
Le nom de la localité est attesté sous la forme latinisée Macloviensem en 1162, puis Saent Mallou en 1282, Saint Malou en 1287 et en 1294, Saint Malo en 1304, etc.
Il s'agit d'une formation toponymique médiévale en Saint-, dont le second élément -Malo se réfère à un saint connu autrement sous le nom de Maclovius,.
Durant la Révolution, la commune est rebaptisée Port-Malo, puis Commune-de-la-Victoire, puis Mont-Mamet.
En gallo, la langue régionale locale, la localité se nomme Saint-Mâlo. À l'instar de quelques autres grandes villes de Haute-Bretagne, la ville de Saint-Malo est traditionnellement connue en breton sous le nom de Sant-Maloù. Néanmoins, Saint-Malo ne se trouve pas dans la zone bretonnante actuelle, même si les variations historiques de la frontière linguistique bretonne montrent que le breton était parlé à Saint-Malo au Moyen Âge,.

## Histoire

### Préhistoire et Antiquité
L'histoire de Saint-Malo remonte à l'époque gauloise : les Coriosolites occupent en premier les lieux. Sous l'influence romaine, la ville de Corseul (dans les terres) se développe aux dépens de la cité d'Alet mais Alet demeure un port important au point qu'à la fin du IIIe siècle les Romains choisissent de le fortifier. À cette époque, face à Alet, l'île de la future Saint-Malo est encore inhabitée.
Lors du retrait de l'armée romaine (le 16 janvier 423), Alet subit de nombreuses attaques venues du Nord. C'est ensuite que saint Malo, venant de l'actuel Pays de Galles, s'installe sur le rocher qui prendra le nom de rocher de Saint-Malo en 541.

### Moyen Âge
Alet continue de se développer jusqu'à la fin du premier millénaire où, après plusieurs attaques des Normands, la ville est durablement affaiblie. Au milieu de XIIe siècle, le siège épiscopal d'Alet est déplacé sur le rocher de Saint-Malo, mais on ne sait si l'arrivée de l'évêque précède ou suit la première urbanisation de Saint-Malo. Cet événement marque néanmoins la fin de la grandeur d'Alet. Désormais, la position stratégique du port est l'objet de conflits entre les ducs de Bretagne et les rois de France.[réf. souhaitée] Saint-Malo sera ainsi rattachée provisoirement au domaine royal de 1395 à 1415, reprise par le duc de Bretagne en 1415 au retour de l'armée ducale de la bataille d'Azincourt, puis à nouveau intégrée au domaine royal en 1488.

### Époque moderne
Le 11 mars 1590, Saint-Malo proclame, d'après une légende tenace, son indépendance du royaume de France et devient la république de Saint-Malo. Dans les faits, les édiles malouins refusent l'hommage à un roi protestant, jusqu'à ce que leur commerce en patisse tant qu'ils finissent par se soumettre. Cet épisode de quatre ans s'acheva le 5 décembre 1594 avec la conversion au catholicisme du roi Henri IV, la ville revenant à l'issue de cette période dans le giron des rois de France.
C'est avec la découverte des Amériques et le développement des échanges commerciaux avec les Indes (premier navire négrier armé à Saint-Malo en 1669) que Saint-Malo prend son envol économique et s'enhardit considérablement. Les armateurs deviennent plus nombreux. on peut citer l'exemple de la famille Robert. Des personnages de cette époque font la renommée de la ville, renommée dont le pic coincide avec le commerce de la Mer du Sud qui permet de ramener en Europe l'argent des mines péruviennes. Jacques Cartier découvre et explore le Canada, les corsaires harcèlent les marines marchandes et militaires ennemies, tels Duguay-Trouin, puis un peu plus tard Surcouf.
C'est la ville natale de Guy Le Gentil de la Barbinais, premier navigateur Français présumé à avoir fait un tour du monde de 1714 à 1717, et à avoir raconté ses aventures dans son Nouveau voyage autour du monde, publiée en 1728.

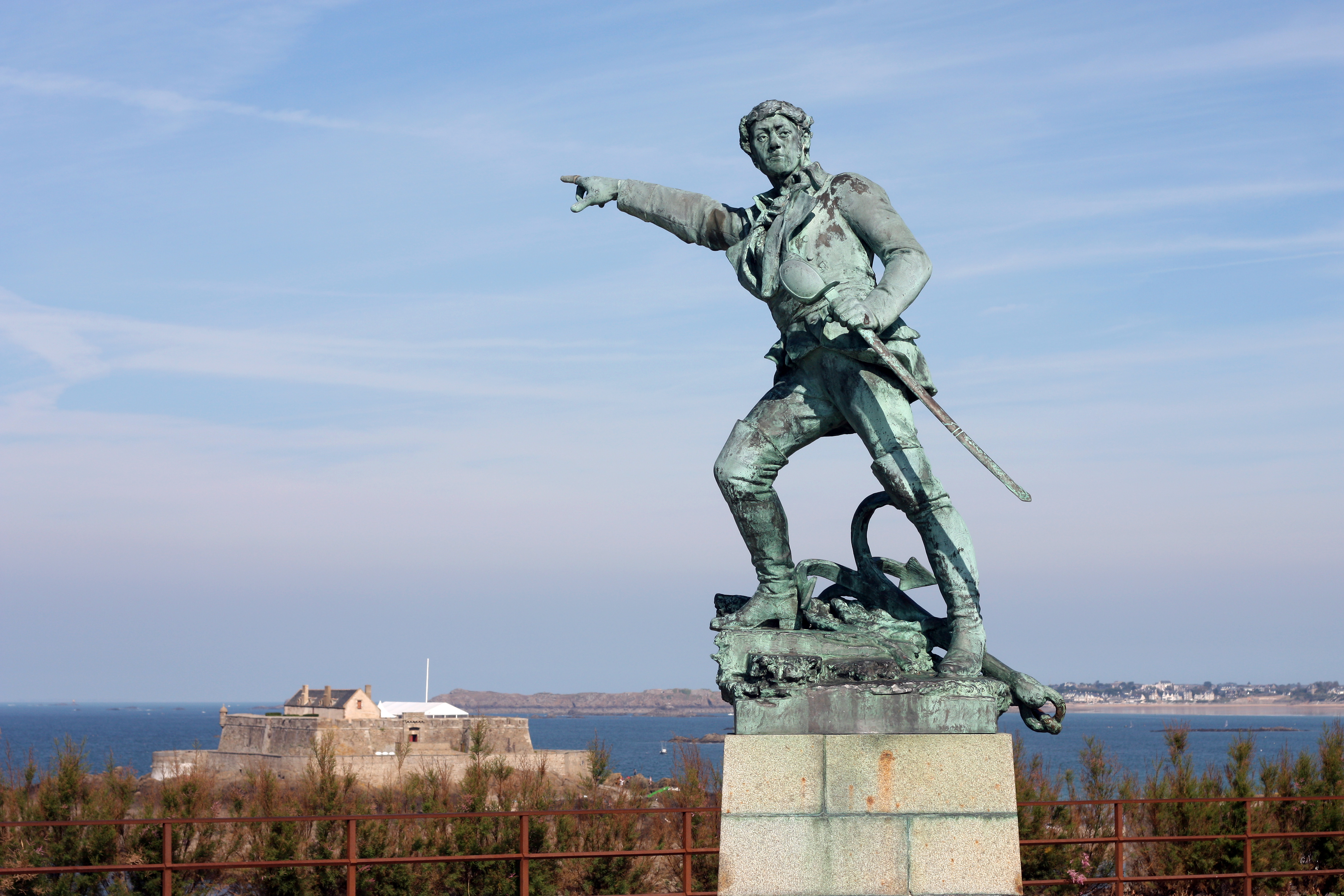
Alfred Caravanniez, Monument à Surcouf (1902).

D'autres s'illustrent dans les sciences, tel Maupertuis, ou dans les lettres et la politique comme Chateaubriand. Modification du style de vie, les armateurs se font construire de belles demeures particulières appelées malouinières.

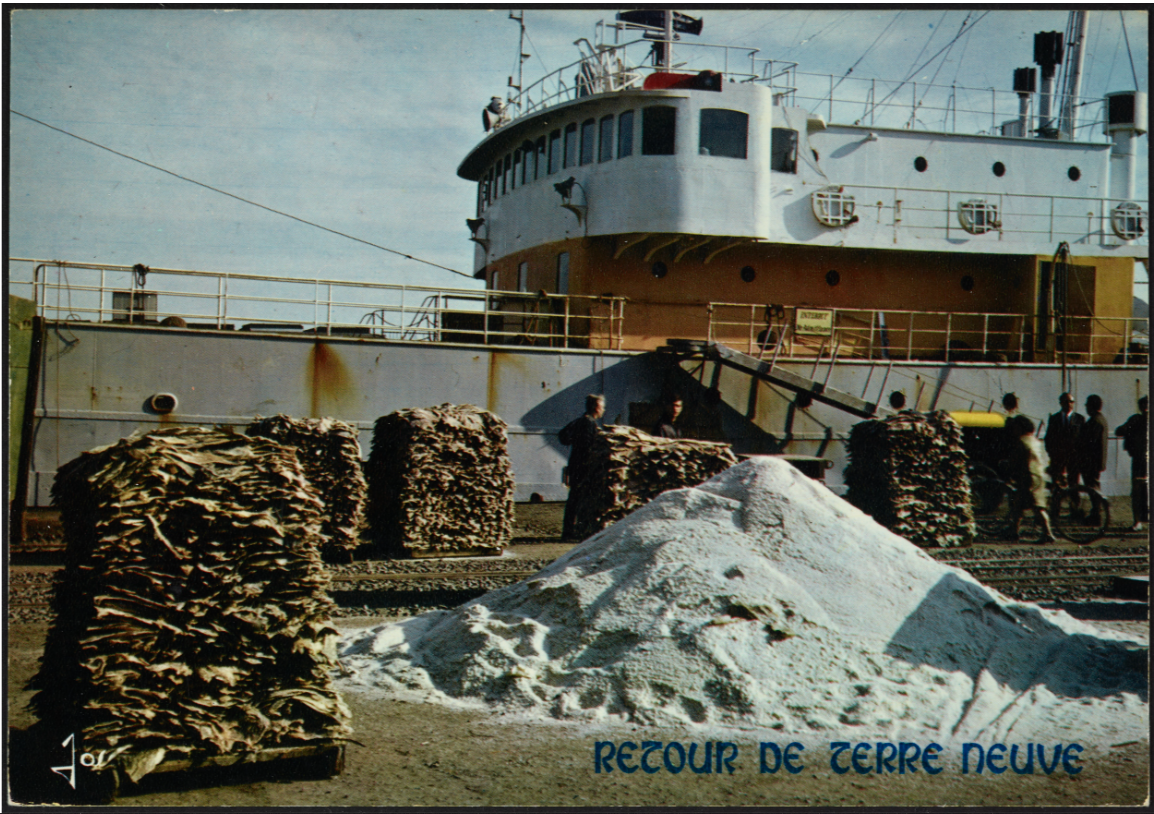
Saint-Malo, retour de Terre-Neuve.

A la fin du XVIIIe siècle, Saint-Malo est un port de premier plan qui a participé depuis deux siècles aux plus grands trafics mondiaux. Mais son déclin est déjà prononcé et la Révolution française et son cortège de bouleversements va l'accélérer.
En l'espace de quelques mois, le Rocher n'est plus qu'un district, sous contrôle rennais,  qui perd également son évêché, et les événements révolutionnaires exacerbent les tensions politiques latentes. La société malouine est en effet dirigée par une oligarchie noble d'origine négociante, désavouée dès le déclenchement de la crise révolutionnaire par une bourgeoisie patriote, lassée d'être écartée du pouvoir. En dépit d'un certain engouement pour les idées de la Révolution, certains patriotes n'hésitent pas à qualifier la ville d'« autre Coblence ».
Après l'envoi de Rochegude, Defermont et Prieur de la Côte-d'Or qui ont la mission d'orchestrer le recrutement des volontaires au printemps 1793, puis le passage à la fin août de Jean-Baptiste Carrier, ainsi que Julien et Jeanbon Saint- André à l'automne, c'est au tour du représentant en mission Jean-Baptiste Le Carpentier de faire son entrée à Saint-Malo, le 25 frimaire an II (15 décembre 1793). Soucieux d'appliquer les mesures économiques votées par la Convention, sa réputation est principalement due à sa victoire face aux Vendéens lors du siège de Granville. En raison des tensions politiques locales et de la situation géographique de Saint-Malo, la mission confiée à Le Carpentier par la Convention est de première importance. Epuration des administrations du district, des sociétés populaires de Saint-Malo et Saint-Servan, ainsi que la lutte acharnée contre toute forme de contre-révolution ont contribué à créer après Thermidor une légende noire de l'action du représentant en mission à Saint-Malo.
La pêche errante, la Grande Pêche, sur les bancs de Terre-Neuve se développe. Le tourisme balnéaire commence très tôt (1er établissement de bains en 1838) ainsi que le tourisme littéraire et artistique avec la mise en place du tombeau de Chateaubriand sur l'îlot du Grand Bé.
Avec le départ d'environ 250 expéditions jusqu'en 1824, Saint-Malo fut le cinquième port négrier français, derrière Nantes, Le Havre, Bordeaux et La Rochelle. On estime à 80 000 le nombre d'esclaves transportés par les navires armés à Saint-Malo. Un des derniers armateurs à pratiquer le commerce triangulaire fut Robert Surcouf, alors même que cette activité était interdite depuis 1815,.

### Époque contemporaine
Saint-Malo était alors une ville de garnison (le 47e régiment d'infanterie y était basé).
En 1925, la ville de Saint-Malo se dote de l'éclairage électrique.

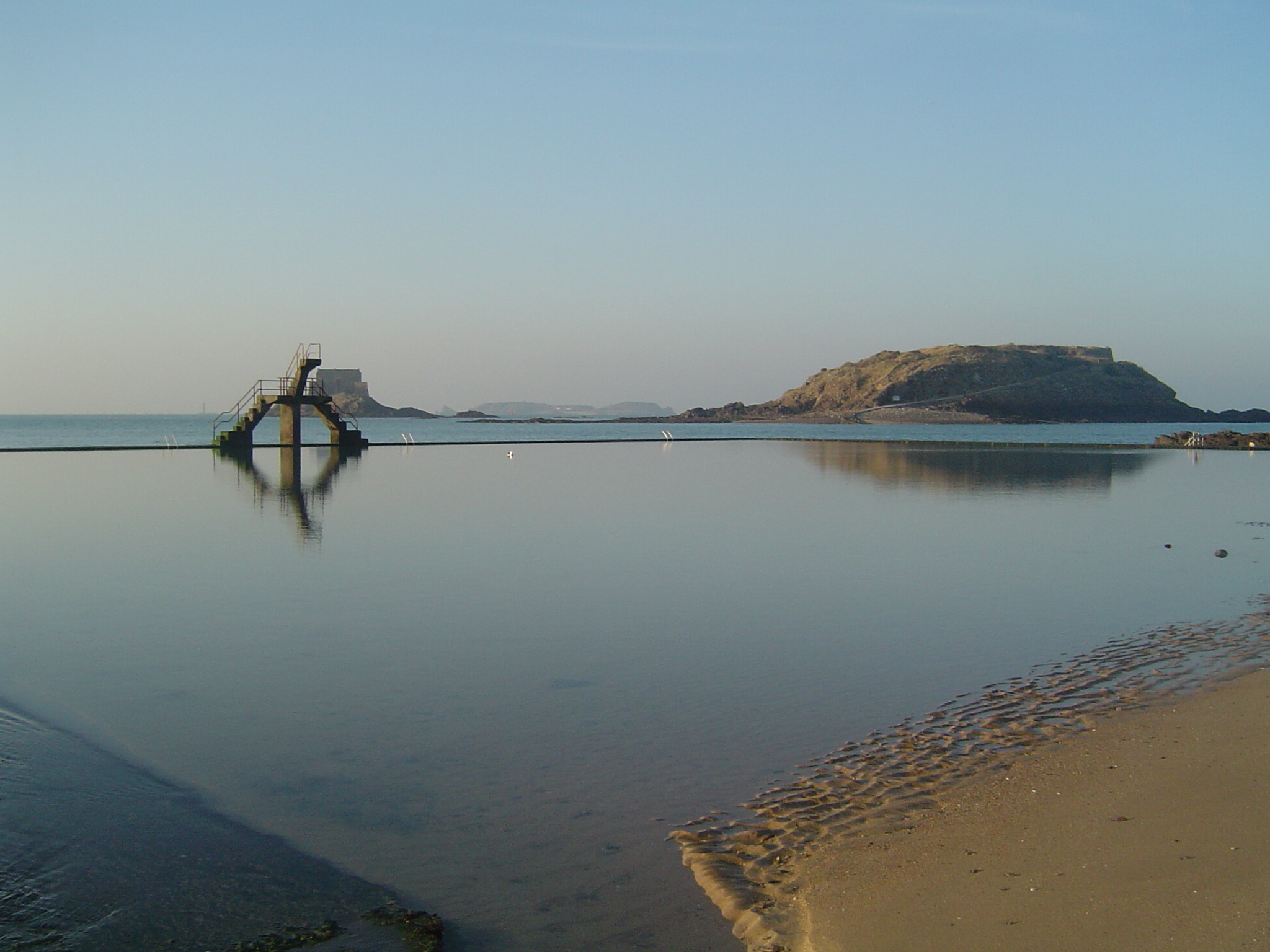
Piscine d'eau de mer de Bon-Secours à Saint-Malo

En 1936, la piscine d'eau de mer de la plage de Bon-Secours à Saint-Malo est construite sur les plans de Yves Hémar, l'architecte de la ville,,.
Durant la Seconde Guerre mondiale, Saint-Malo et ses alentours sont fortifiés par les Allemands comme plusieurs ports de la façade Atlantique. La Festung (forteresse) Saint-Malo devient même comme toute la zone côtière d'accès restreint. Lors de la libération de la ville en août 1944, les points de résistance allemands sont bombardés par les Américains dont la cité intra-muros où, malgré des renseignements communiqués par des officiers de la Marine nationale française encore présents à Saint-Malo, ils pensent à tort que se trouve une importante garnison. Cette garnison allemande se trouve en réalité sur la cité d'Aleth, sous les ordres du commandant de la Festung, l'oberst (colonel) von Aulock. Les forces présentes dans St Malo même se rendent le 17 août. Les bombardements et les incendies qu'ils déclenchent détruisent 80 % de la vieille ville. Les Allemands, Italiens, Russes et Polonais présents sur l'île de Cézembre, sous le commandement de l'oberleutnant (lieutenant) Seuss, résisteront encore pendant près d'un mois, ne se rendant que le 2 septembre, après un pilonnage terrestre, maritime et aérien intensif dont l'utilisation de bombes au napalm.
La reconstruction de la vieille ville se fait dans un style « historicisant » mais non « à l'identique » : les remparts n'ayant pas été détruits, la ville est reconstruite au sein de cet espace. Volonté  étant de conserver autant que possible à la cité historique sa silhouette traditionnelle, les nouveaux édifices doivent adopter le style ancien. Quelques constructions en nombre limité, mais indispensables, font l'objet d'une reconstruction « à l'identique » grâce aux vieilles pierres récupérées, numérotées et réemployées (par le chanoine Julien Descottes notamment), ainsi qu'aux dessins de l'artiste lithographe Daniel Derveaux, réalisés avant 1944, qui furent mis à la disposition des architectes.
Saint-Malo est aujourd'hui un important centre touristique estival, également port de commerce, de pêche et de plaisance.

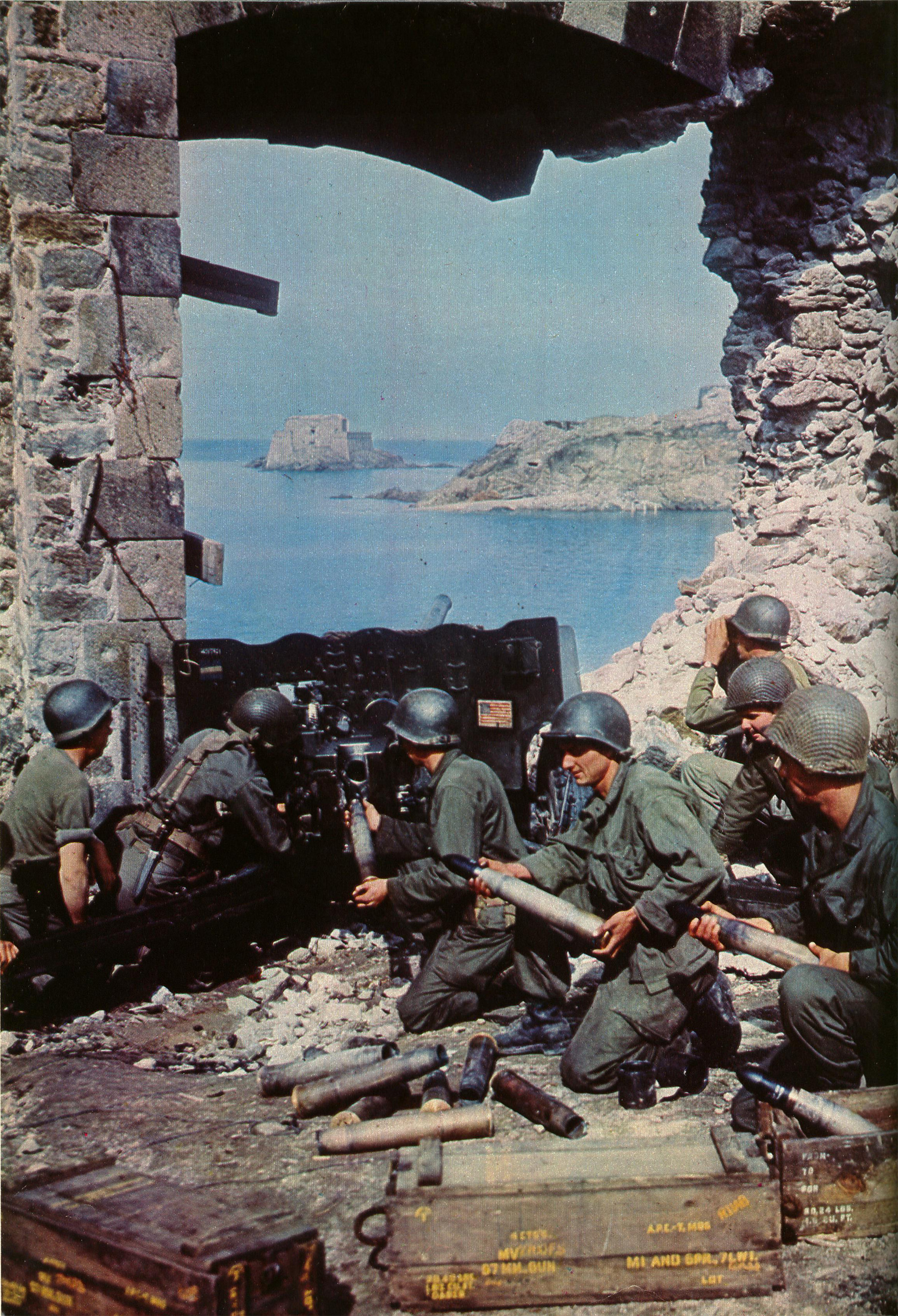
Des soldats américains tirant avec un canon M1 sur un blockhaus de l'île du Grand Bé tenu par la Wehrmacht, 1944.
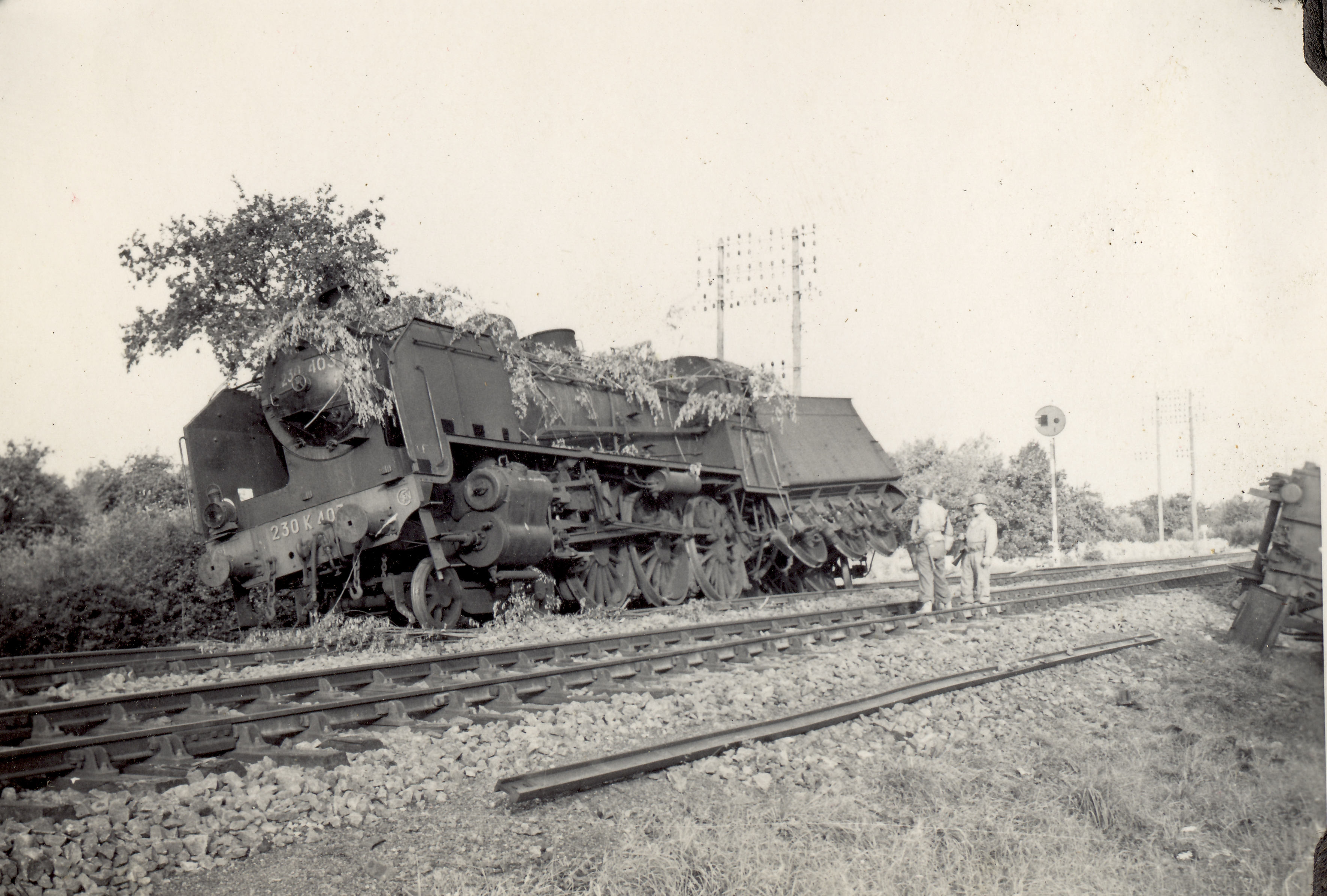
Locomotive déraillée près de Saint-Malo.
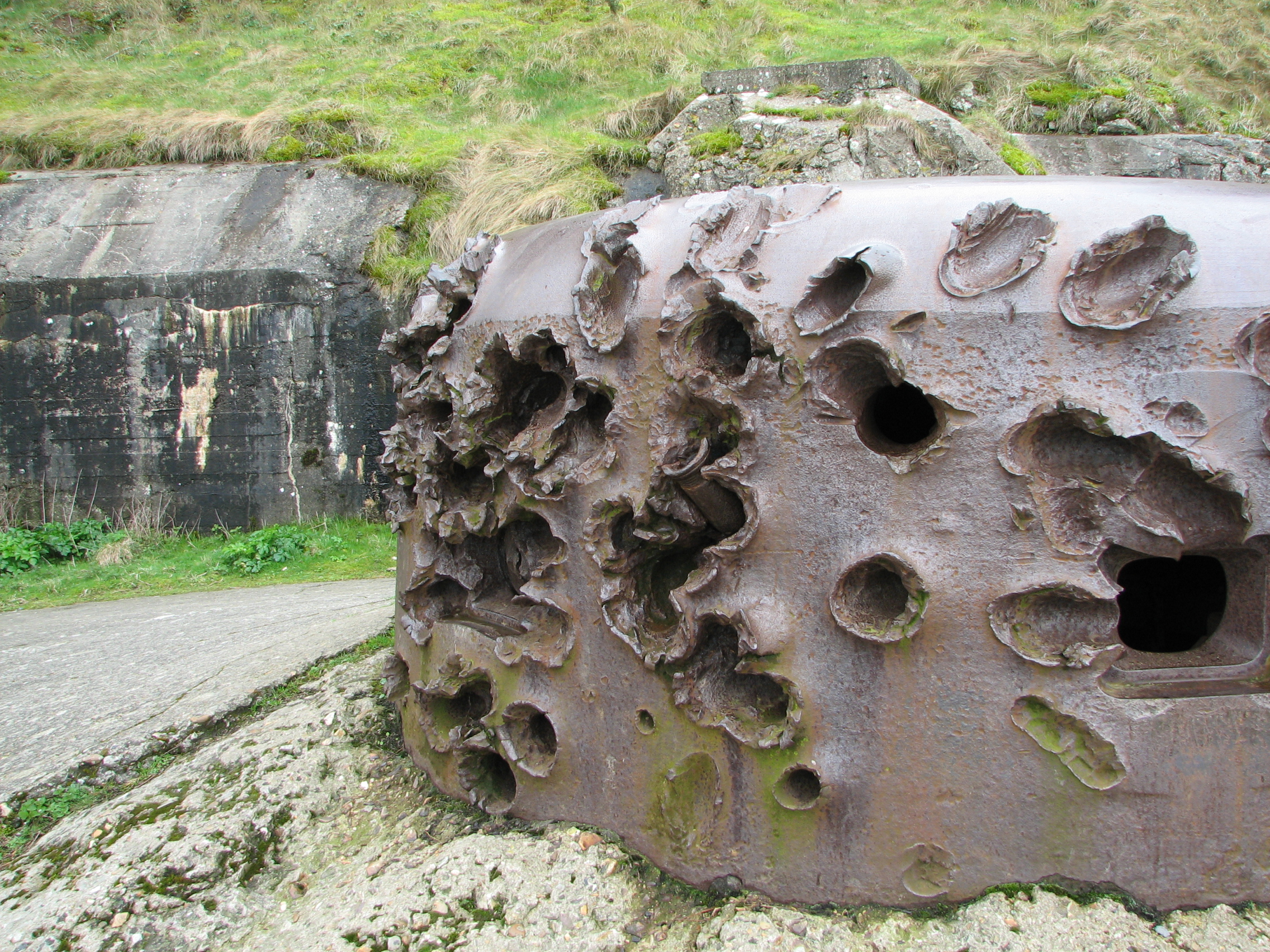
Cloche blindée avec les impacts d'obus à la cité d'Aleth.
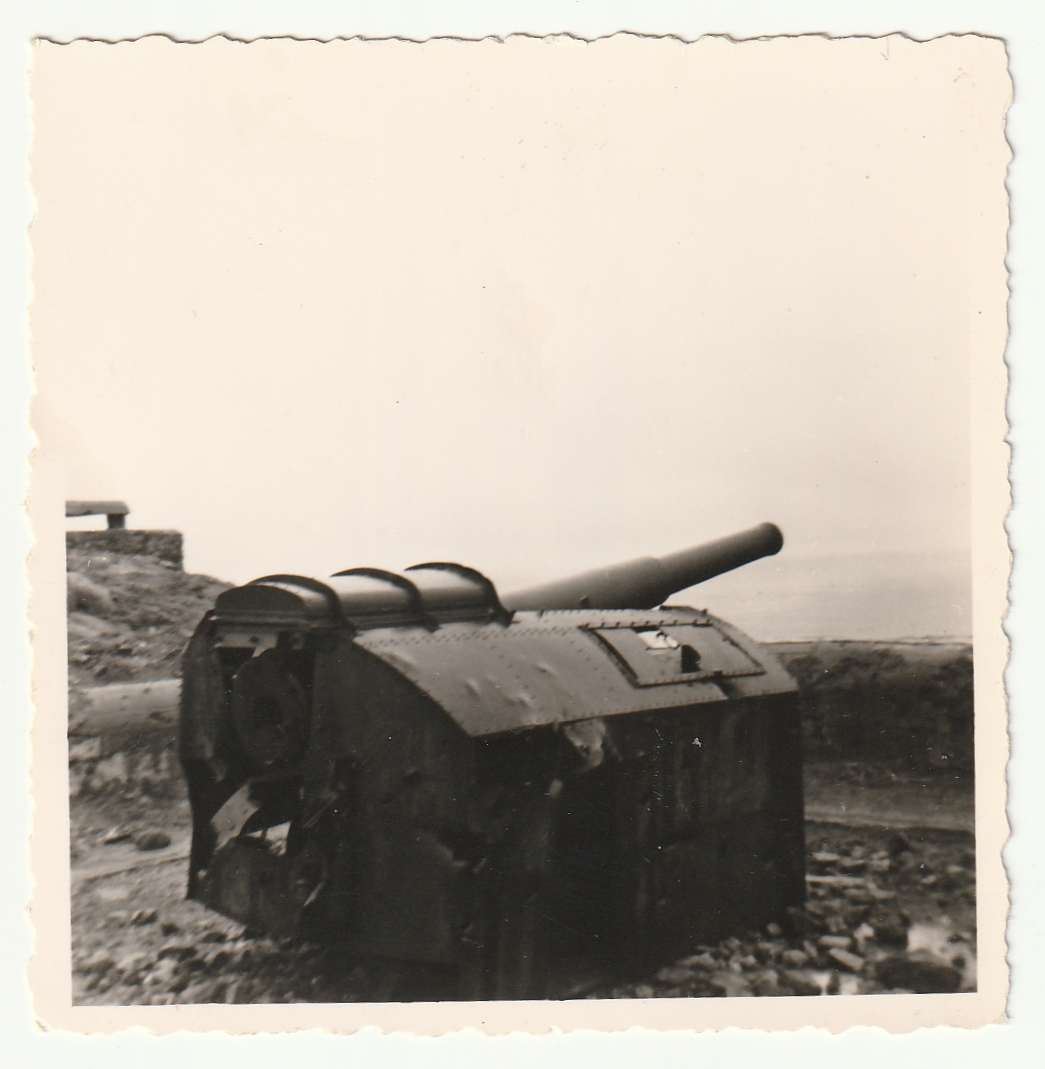
Batterie côtière allemande de défense de la baie de Saint-Malo en 1944
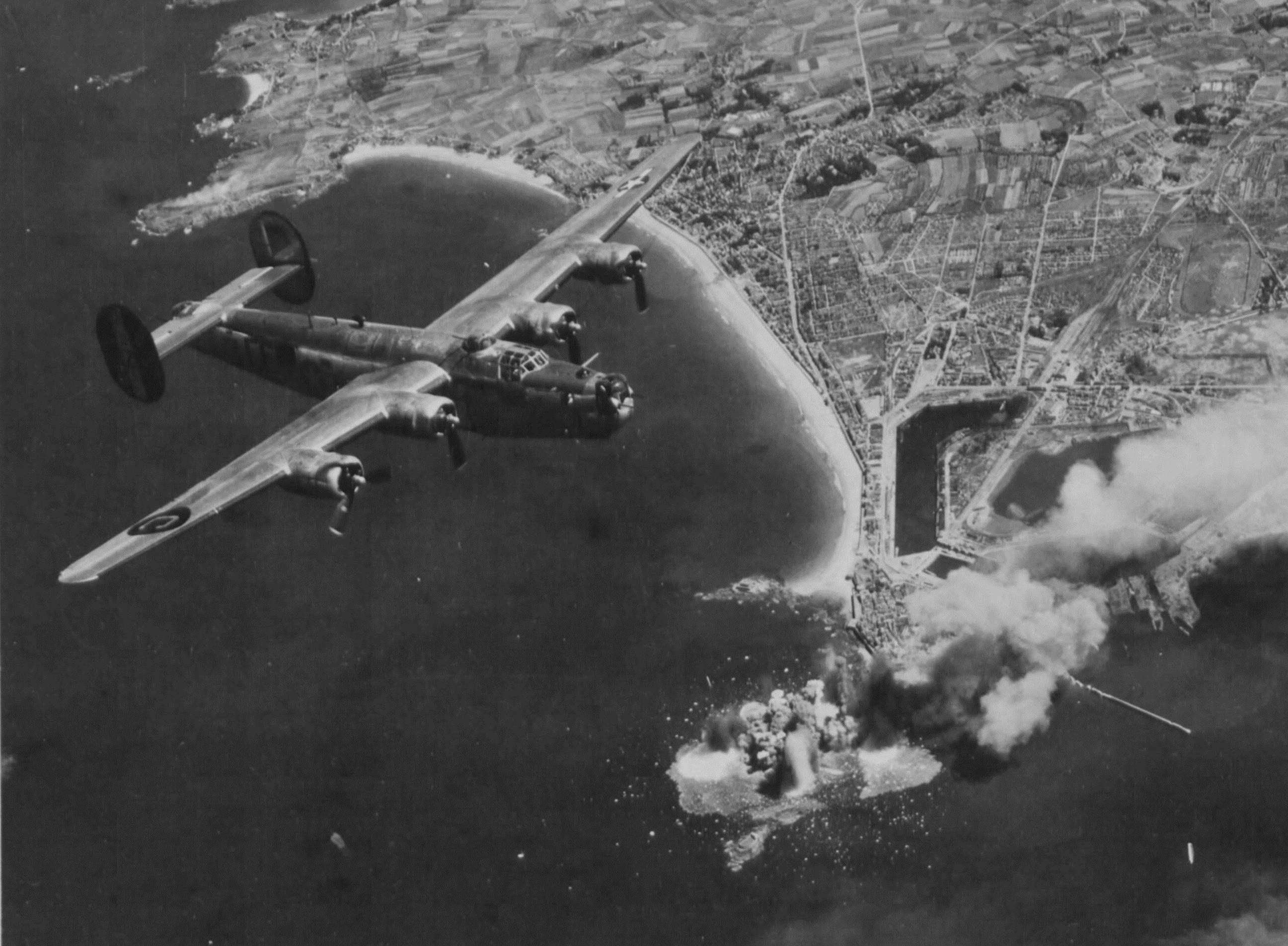
Bombardement du Grand-Bé par des Consolidated B-24 Liberator de la 8e Air Force.
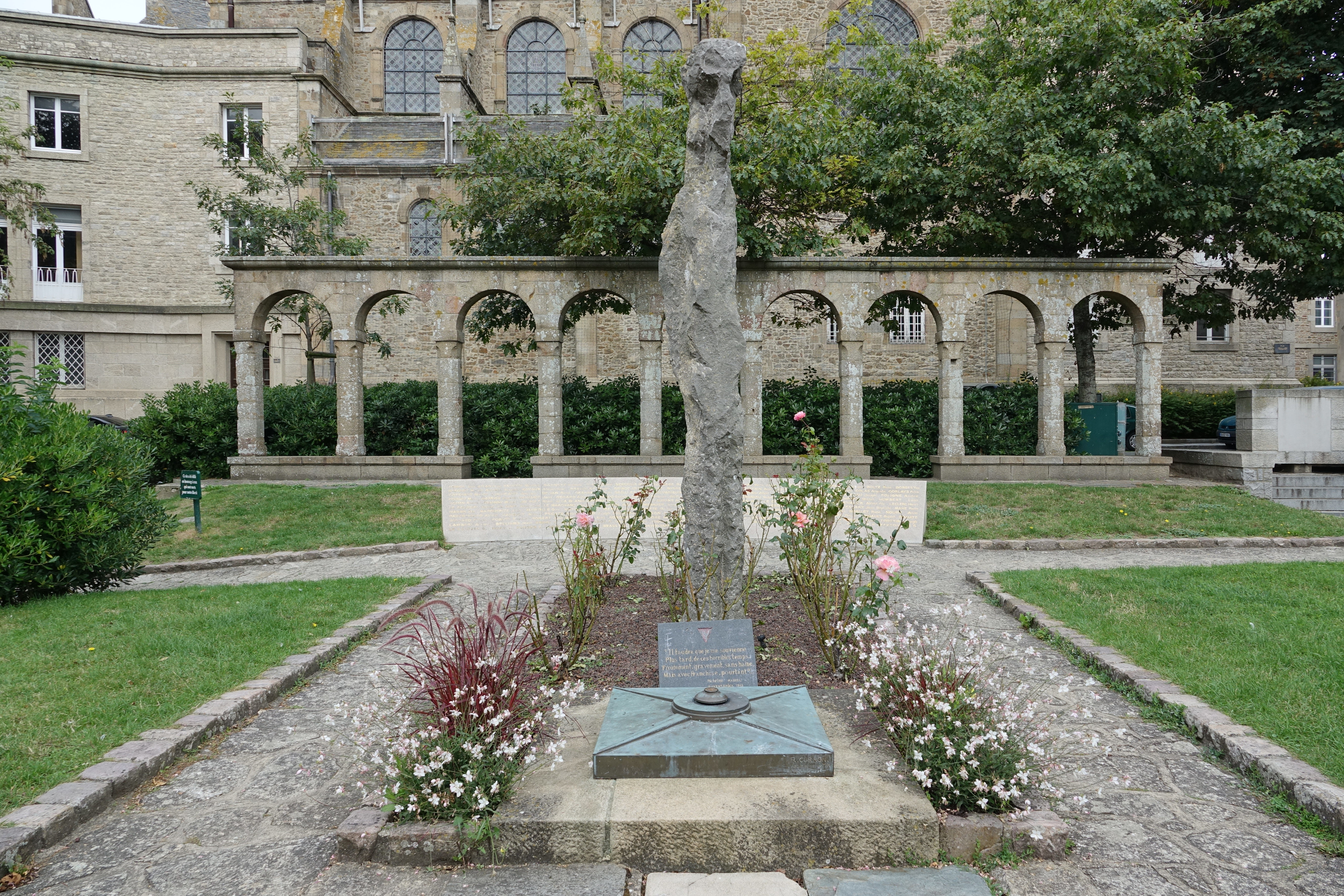
Monument aux morts de la Seconde Guerre mondiale.

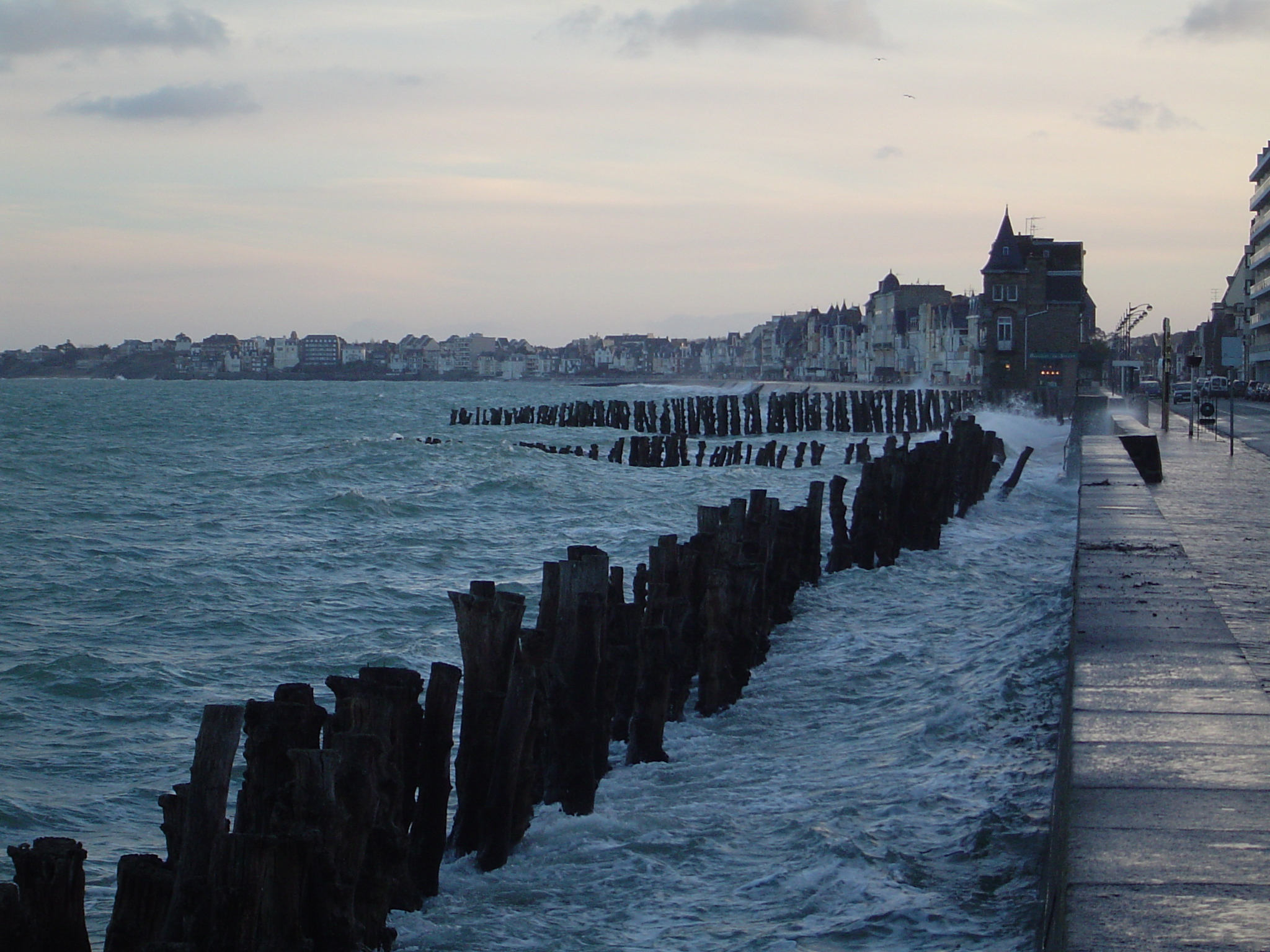
La chaussée du Sillon par une marée de coefficient 106.

## Politique et administration
La fusion entre Saint-Malo, Paramé et Saint-Servan fut suggérée sous le terme de « réunification » à plusieurs reprises au cours du XIXe siècle, lors des travaux de transformation du port de marée en bassins à flot.
Toutefois ce projet ne se réalisera qu'en 1967 avec pour élément déclencheur la volonté de jeunes entrepreneurs malouins de créer des zones industrielles communes aux trois villes (INDUSMA). L'ensemble des trois communes ainsi réunies, prend le nom de « Saint-Malo ».

### Rattachements administratifs et électoraux

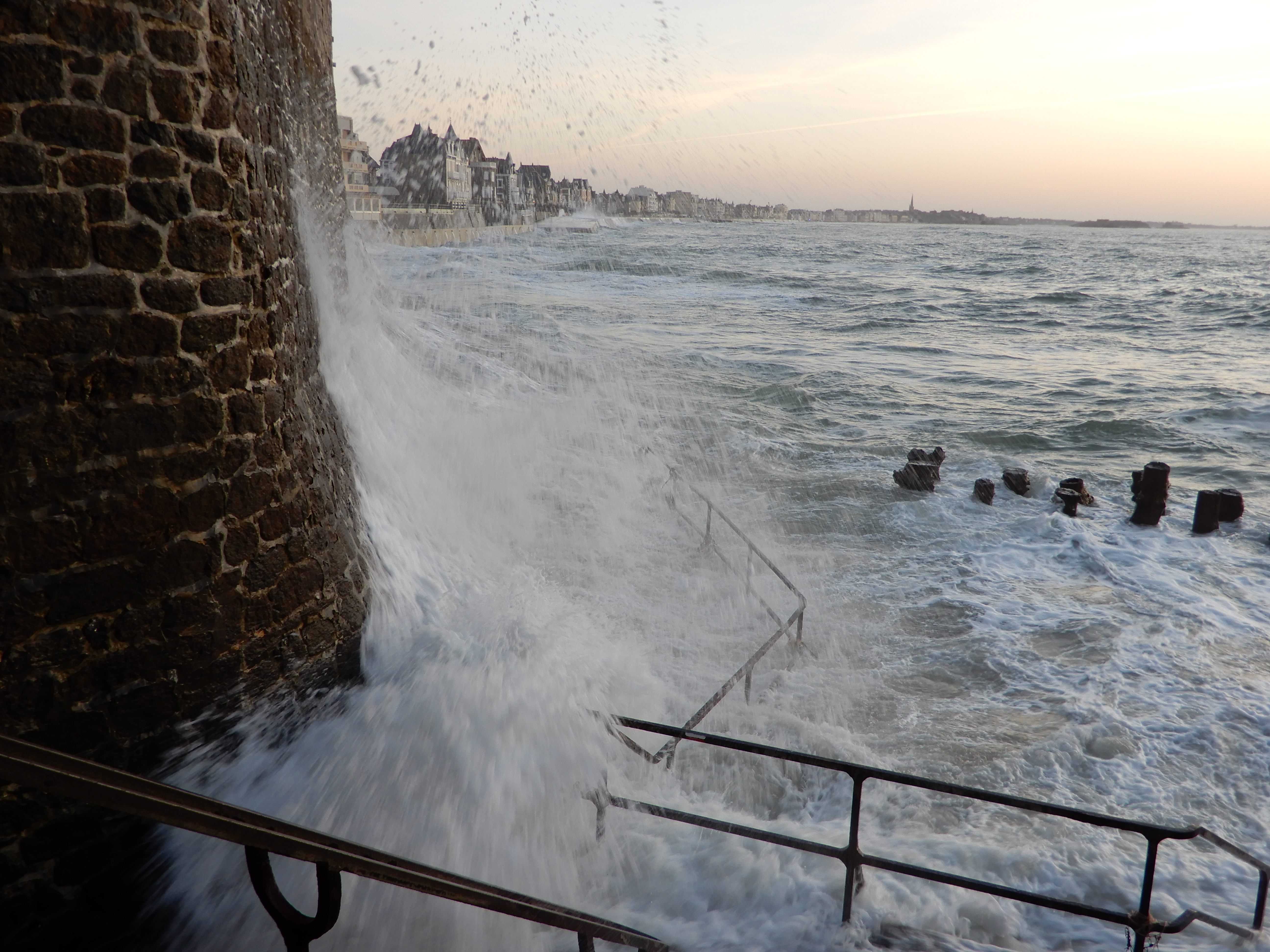
St Malo - Grande marée sur le Sillon en avril 2018

La commune est le chef-lieu de l'arrondissement de Saint-Malo du département d'Ille-et-Vilaine. Pour l'élection des députés, elle fait partie depuis 1988 de la septième circonscription d'Ille-et-Vilaine.
Elle a été le chef-lieu du canton de Saint-Malo  de 1793 à 1967, année où celui-ci est scindé. La commune devient alors le chef-lieu des cantons de Saint-Malo-Nord et de Saint-Malo-Sud. Dans le cadre du redécoupage cantonal de 2014 en France, Saint-Malo devient le bureau centralisateur de deux nouveaux cantons, celui de Saint-Malo-1 et celui de Saint-Malo-2.
La partie de la commune incluse dans le canton de Saint-Malo-2 est celle située au sud d'une ligne définie par l'axe des voies et limites suivantes : plage des Bas-Sablons, rue de l'Amiral-Magon, place Bouvet, rue Ville-Pépin, place de la Roulais, rue de la Nation, rue de la Pie, rue de la Marne, boulevard des Talards, rue Pierre-de-Coubertin, rue des Antilles, rue Michel-de-la-Bardelière, avenue du Général-de-Gaulle, rue de la Guymauvière, rue du Grand-Jardin, rue du Mottais, rue des Bregeons, rue de la Ville-es-Cours, route départementale 2, ligne de chemin de fer de Rennes à Saint-Malo, jusqu'à la limite territoriale de la commune de Saint-Jouan-des-Guérets. Le surplus  fait partie du canton de Saint-Malo-1.
Quartier maritime

Saint-Malo est un quartier maritime dont le code est « SM ».

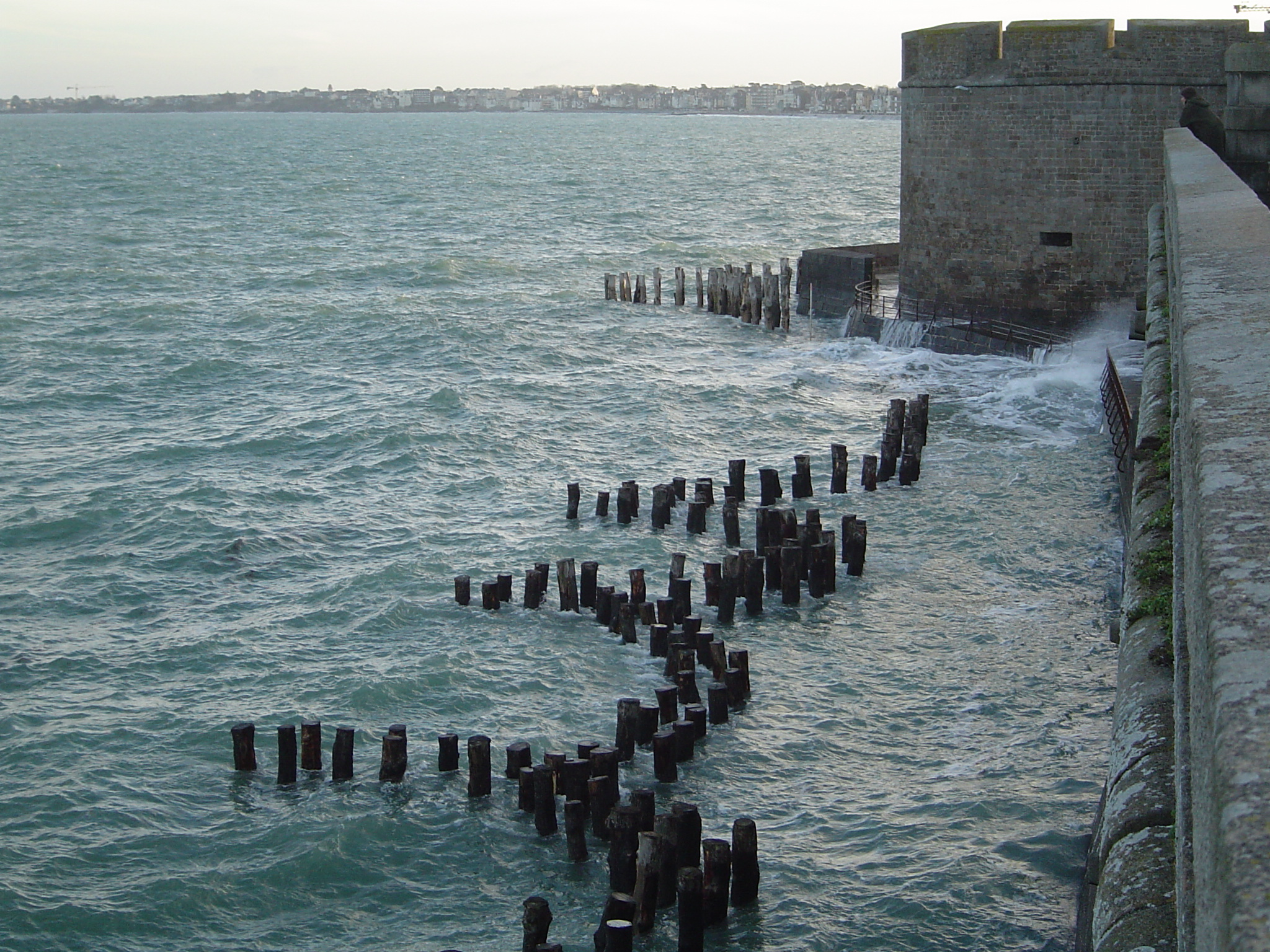
Plage de l'Éventail vue des remparts, recouverte par une marée de coefficient 106.

### Intercommunalité
La ville est la principale commune de la communauté d'agglomération dénommée Saint-Malo Agglomération, créée en 2001. Celle-ci fait partie d'un pays « Voynet » du même nom. Saint-Malo le chef-lieu de l'arrondissement de Saint-Malo regroupant 63 communes.
De manière traditionnelle et historique, Saint-Malo est la « capitale » du pays de Saint-Malo.

### Liste des maires
| Période        | Période        | Identité         | Étiquette                                 | Qualité |
| -------------- | -------------- | ---------------- | ----------------------------------------- | --- |
| 1967           | 1977           | Marcel Planchet, | Centriste                                 | Entrepreneur du BTP, Maire de Saint-Servan (1965 → 1967) Conseiller général de Saint-Malo-Sud (1967 → 1998) Conseiller régional (1972 → 1976)                                                                                        |
| 1977           | 1983           | Louis Chopier    | PS                                        | Agriculteur Président de la chambre d'agriculture d'Ille-et-Vilaine[Quand ?] Conseiller général de Saint-Malo-Nord (1982 → 1994) Parlementaire européen (1988 → 1989)                                                                |
| 1983           | 1989           | Marcel Planchet, | DVD                                       | Entrepreneur du BTP, Conseiller général de Saint-Malo-Sud (1967 → 1998) |
| 1989           | avril 2014     | René Couanau     | UMP (2002-2011), puis DVD[réf. souhaitée] | Inspecteur général de l'administration de l'éducation nationale Député d'Ille-et-Vilaine (7e circ.) (1986 → 2012); Conseiller régional de Bretagne (1986 → 1989) Président de Saint-Malo Agglomération (2001 → 2007)[réf. souhaitée] |
| avril 2014,    | 3 juillet 2020 | Claude Renoult   | DVD                                       | Retraité Ingénieur EDF Président de Saint-Malo Agglomération (2014 → ) |
| 3 juillet 2020 | En cours       | Gilles Lurton    | ex-LR                                     | Député de la 7e circonscription d'Ille-et-Vilaine (2012→2020) Conseiller général du canton de Saint-Malo-Sud (2011-2012) Suppléant du député Jean-Luc Bourgeaux depuis 2022                                                          |

### Labels et distinctions
Saint-Malo est : 
- Ville la plus sportive de France en 1957 ;
- Ville fleurie quatre fleurs en 1987 ;
- prix national de l'arbre en 1992 ;
- Prix national de mise en valeur du patrimoine historique en 1995 ;
- grand prix national[De quoi ?] en 1999, 2002 et 2005 ;
- Station nautique quatre étoiles décernées par France station nautique[Quand ?].
- Considérée en 2008 comme une station touristique de premier plan pour son attractivité et sa notoriété[92]; Label station classée de tourisme
- Label qualité AVF (Accueil des Villes Françaises) 2017/2019[93].

### Jumelages

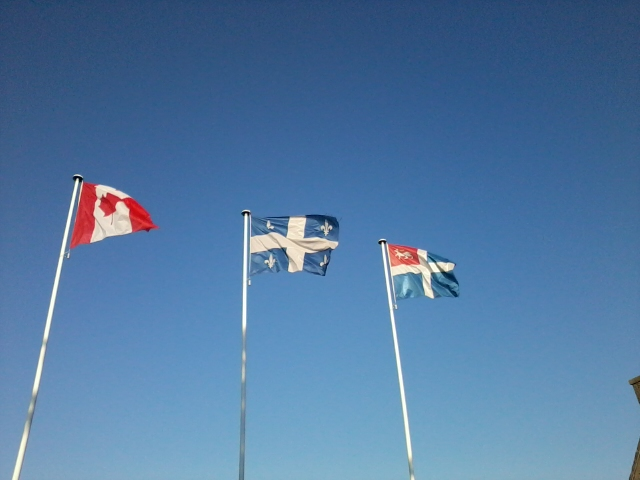
Drapeaux du Canada, du Québec et de Saint-Malo.

Saint-Malo a des liens avec les lieux suivants :
- Gaspé (Québec) depuis 2009[94] ;
- Saint-Malo (Québec) ;
- Saint-Malo, Manitoba (Manitoba) ;
- Port-Louis (Maurice) depuis 1999[95].
- Sao Luis, Brésil (Brésil)

## Population et société

### Démographie

#### Période 1793-1967
Durant cette période, le maximum de la population est atteint en 1962 avec 17 137 habitants.
| 1793   | 1800  | 1806  | 1821  | 1831  | 1836  | 1841   |
| ------ | ----- | ----- | ----- | ----- | ----- | ------ |
| 10 730 | 9 147 | 9 934 | 9 949 | 9 981 | 9 744 | 10 053 |

| 1846   | 1851  | 1856   | 1861   | 1866   | 1872   | 1876   |
| ------ | ----- | ------ | ------ | ------ | ------ | ------ |
| 10 076 | 9 997 | 10 809 | 10 886 | 10 693 | 12 316 | 10 295 |

| 1881   | 1886   | 1891   | 1896   | 1901   | 1906   | 1911   |
| ------ | ------ | ------ | ------ | ------ | ------ | ------ |
| 11 212 | 10 500 | 11 896 | 11 476 | 11 486 | 10 647 | 12 371 |

| 1921   | 1926   | 1931   | 1936   | 1946   | 1954   | 1962   |
| ------ | ------ | ------ | ------ | ------ | ------ | ------ |
| 12 390 | 13 137 | 12 864 | 13 836 | 11 311 | 14 339 | 17 137 |

#### Période 1967-aujourd'hui
1967 va connaître un essor significatif en raison de la fusion des communes de Saint-Malo, Saint-Servan (14 963 habitants en 1962) et Paramé (8 811 habitants en 1962), fusion intervenue le 26 octobre 1967. Publié au Journal Officiel de la République Française le 29 octobre 1967, le décret précisera que les anciens cantons de Saint-Malo et de Saint-Servan-sur-Mer prennent respectivement les noms de Saint-Malo-Nord et Saint-Malo-Sud. Quant au siège de la nouvelle commune, il est fixé à l'hôtel de ville de Saint-Malo.
L'évolution du nombre d'habitants est connue à travers les recensements de la population effectués dans la commune depuis 1968. Pour les communes de plus de 10 000 habitants les recensements ont lieu chaque année à la suite d'une enquête par sondage auprès d'un échantillon d'adresses représentant 8 % de leurs logements, contrairement aux autres communes qui ont un recensement réel tous les cinq ans,.

En 2022, la commune comptait 47 255 habitants, en évolution de +2,72 % par rapport à 2016 (Ille-et-Vilaine : +5,46 %, France hors Mayotte : +2,11 %).
| 1968   | 1975   | 1982   | 1990   | 1999   | 2006   | 2011   | 2016   | 2021   |
| ------ | ------ | ------ | ------ | ------ | ------ | ------ | ------ | ------ |
| 42 297 | 45 030 | 46 347 | 48 057 | 50 675 | 49 661 | 45 201 | 46 005 | 47 323 |

| 2022   | - | - | - | - | - | - | - | - |
| ------ | - | - | - | - | - | - | - | - |
| 47 255 | - | - | - | - | - | - | - | - |

### Enseignement

#### Équipements scolaires
Saint Malo compte en 2021 dix-neuf écoles primaires (onze publiques et huit privées), six collèges et cinq lycées, dont un lycée professionnel.
L'enseignement à Saint-Malo est représentatif de l'activité économique régionale, mettant notamment l'accent sur les métiers en relation avec la mer, le tourisme et l'agriculture.
Ainsi, on peut citer dans le domaine maritime l'école de la Marine marchande, un lycée professionnel maritime proposant des formations de marine marchande et d'aquaculture, depuis les années 1960 et jusqu'à sa fermeture en 2021, une classe préparatoire au concours de la marine marchande au lycée Les Rimains.
Le tourisme est lui représenté par un lycée hôtelier dans la ville voisine de Dinard, mais aussi par le lycée Institution Saint-Malo La Providence (intra-muros) qui propose de nombreuses formations dans le domaine de la vente, du commerce ainsi que du service et de l'accueil. On trouve aussi une École nationale de police.
Parmi les enseignements moins liés à l'activité régionale : 
- une formation d'infirmiers avec l'IFSI (Institut de formation en soins infirmiers), qui se situe juste à côté du centre hospitalier Broussais ;
- un IUT proposant quatre départements: réseaux et télécommunications (Formation initiale classique et formation initiale par alternance, sur un cursus orienté opérateurs de réseaux), carrières juridiques, génie industriel et maintenance ainsi que gestion des entreprises et des administrations[103] ;
- le lycée Maupertuis, spécialisé dans le développement des énergies et du matériel technologique.

L'enseignement secondaire général est réparti dans quatre lycées : deux publics, le lycée Jacques-Cartier, le lycée Maupertuis et deux privés : l'Institution-La Providence et le lycée les Rimains.

#### Langue bretonne
À la rentrée 2016, 27 élèves étaient scolarisés dans la filière bilingue publique (soit 0,8 % des enfants de la commune inscrits dans le primaire).
Saint-Malo est l'une des rares grandes villes de Bretagne à ne pas avoir signé la charte Ya d'ar brezhoneg (Oui à la langue bretonne). Celle-ci vise à développer l'usage de la langue bretonne dans la vie quotidienne. Les lieux publics ne portent donc pas de signalétique bilingue ou en breton.

### Santé
La ville regroupe[Quand ?] plus d'une soixantaine de médecins généralistes, plus d'une centaine de médecins spécialisés, une trentaine de pharmacies. Elle possède deux hôpitaux dont l'un est un centre hospitalier, une clinique, alliée de dix maisons de retraite (publiques et privées confondues) et de quatre laboratoires d'analyses médicales.

### Équipements culturels
La plus grande salle de concerts est la Nouvelle vague (anciennement nommée Omnibus). C'est une structure originale composée d'une salle de spectacle de 920 places qui présente toute l'année de nombreux concerts (rock, électro, reggae, musique bretonne, jazz…) ainsi que de salles de répétitions et d'enregistrements.
En octobre 2012, c'est l'association Rock Tympans, organisatrice du festival La Route du Rock, qui obtient pour 5 ans la gestion de l'Omnibus, à la suite d'un appel d'offres lancé par la municipalité.
Deux théâtres sont présents dans la ville de Saint-Malo. L'un se situe intra-muros (Chateaubriand) et l'autre à Saint-Servan (place Bouvet). Chacun accueille des spectacles pour adultes ou enfants avec des programmations variées et orientées vers tous les publics.
Il existe en 2013 un seul complexe de cinéma, Le Vauban, à Rocabey près du quartier de la gare. Cependant, deux autres devraient voir le jour. L'un au cœur de la future médiathèque (3 salles), et l'autre à côté du centre commercial de la Découverte, sur l'ancien site de la Seiffel (7 salles).

### Sports
Le sport à Saint-Malo est diversifié avec une tendance importante pour les sports nautiques. Étape du Tour de France 2008, événements nautiques et médiatiques, grands rassemblements, compétitions nationales et internationales.

#### Équipements sportifs
6,8 hectares sont consacrés au sport à Saint-Malo[réf. nécessaire].
La ville possède le patrimoine sportif suivant[Quand ?] :
- Une piscine comptant 173 740 entrées en 2007 ;
- Cinq centres nautiques développant : voile et kayak, aviron, planche, surf, char à voile, plongée ;
- Bellevue : un plateau omnisports de 920 m2, un gymnase de 120 m2 (tennis de table), un gymnase de 100 m2 (boxe), une salle de 80 m2 (salle de musculation), un terrain de football de 6 000 m2 ;
- Charcot : une salle de 300 m2 volley ball, handball et basket ;
- Grand Domaine : une aire de tir à l'arc 8 500 m2 ;
- Les cottages : un gymnase de 300 m2 ;
- La Découverte : un gymnase de 250 m2, deux terrains de foot de 6 000 m2 chacun ;
- Duguay Trouin : un plateau omnisports 920 m2, une salle de gymnastique 300 m2, un court de tennis couvert ;
- Henri Lemarié : un terrain de foot honneur 6 000 m2, un terrain de foot stabilisé 6 000 m2, deux terrains de foot à 9, huit terrains de foot à 5 et 7 un peu moins de 39 600 m2 et un skate park ;
- Paramé : Salle du panier fleuri : Une salle omnisports (Volley-Ball, Badminton, Basket-Ball) et un Dojo ;
- Ernest Renan : une salle de 140 m2 (haltérophilie) ;
- Gentillerie : une salle de gymnastique de 300 m2 ;
- L'islet : une salle de gymnase de 300 m2, un court de tennis ;
- Hippodrome : un hippodrome, un terrain de foot 6 000 m2, un terrain de rugby 9 000 m2, un terrain de foot annexe 7 500 m2 ;
- La Gilbardais : une salle de tir (10 m, 20 m et 50 m) ;
- Surcouf : une salle omnisports 1 600 m2, un dojo 400 m2, un plateau omnisports 920 m2, un plateau extérieur basket et handball ;
- Le Naye : un court de tennis, une salle omnisports 1 030 m2 (handball + basket) et un gymnase 200 m2 ;
- Saint-Servan : Salle de la Jeanne d'Arc : Un Dojo, une salle de billard, une salle de musculation, deux terrains de squash, une salle de gymnastique et deux salles omnisports ;
- Rocabey : un plateau omnisports (handball + football) ;
- Trianon : une salle de gymnastique et d'escrime 400 m2 ;
- Les Acadiens : une piste anneau cycliste 200 m, un terrain football d'entraînement et deux terrains de foot à sept.

#### Clubs sportifs
- Union sportive Saint-Malo, club de football qui évolue en championnat de France amateur ;
- UP Saint-Malo, club de tennis de table dont l'équipe féminine a disputé l'élite dans les années 1980 ;
- Association sportive Jeanne d'Arc (plusieurs sections[112] : Billard, Dodgeball[113], Escrime, Gymnastique, Hockey, Judo, Ju-jitsu, Krav-Maga, Musculation....) ;
- Cercle Jules Ferry ;
- Société Nautique de la Baie de Saint-Malo ;
- Surf School, association de voile de Saint-Malo
- XV Corsaire Saint-malo rugby, le club de rugby et champion de fédérale 3 en 2022
- Les Corsaires Malouins (avec plusieurs sections : tir sportif, kayak, vélo…) ;
- Émeraude Stand Up Saint-Malo[114], club affilié à la Fédération française de surf ;
- Emeraude Kite : association regroupant environ 150 pratiquants de kite surf ;
- Saint-Malo Sports Loisirs (Cyclo Rando, Yoga, Marche à pied, footing, Randonnée pédestre, Futsal, Zumba, Tennis de table...).

### Manifestations culturelles et festivités

#### Culture
Dans le domaine musical, Saint-Malo présente chaque année le festival de La Route du Rock (été et hiver), en association avec la proche commune de Saint-Père. La ville organise également le festival de musique Classique au large, au printemps.
La ville de Saint-Malo, le conseil général d'Ille-et-Vilaine et le conseil régional de Bretagne soutiennent financièrement l'organisation du Festival de musique sacrée qui se tient à la cathédrale Saint-Vincent pendant la période estivale.
Parmi les évènements culturels importants figurent le Quai des Bulles, festival de la bande dessinée et de l'image projetée, qui a lieu à l'automne, ainsi que le festival littéraire des Étonnants Voyageurs, au printemps. D'autres évènements animent aussi la ville, tel le Festival européen du théâtre lycéen francophone. Un carnaval a eu lieu le 28 mars 2010.
Depuis 2009, tous les jeudis de l'été, le festival Renc'arts, permet à des artistes (de rues, de cabarets et de scènes) d'envahir les rues pour proposer gratuitement leurs prestations. Sont également proposés au public en été : les Mardis zicos (2 concerts au pied du château), les Mercredis des Douves (animations ludiques également au pied du Château) et les Vendredis de la Hoguette (animations sportives sur la plage).
À partir de 2017, la ville accueille le festival Regards croisés « Métiers et handicap », fondé (en 2009 à Nîmes) par l'association L'Hippocampe pour favoriser l'inclusion des personnes en situation de handicap.
Un festival de bière artisanale le "Saint Malo craft beer Festival" a lieu tous les ans au mois de mars.

#### Courses nautiques et sports
Les événements ayant pour cadre la ville de Saint-Malo les plus connus sont associés aux courses nautiques : le départ de la Route du Rhum, course de voiliers transatlantique en solitaire, a lieu tous les quatre ans, et l'arrivée de la Transat Québec-Saint-Malo en équipage qui a également lieu tous les quatre ans. Saint-Malo accueille également des évènements nautiques occasionnels comme un départ de la Course des Grands Voiliers (anciennement la Cutty Sark) en 2012 ou d'envergure plus modestes comme le Raid des Corsaires dans la baie de Saint-Malo. Dans le domaine, on notera également un salon du nautisme d'occasion, Saint-Malo à la Hune.

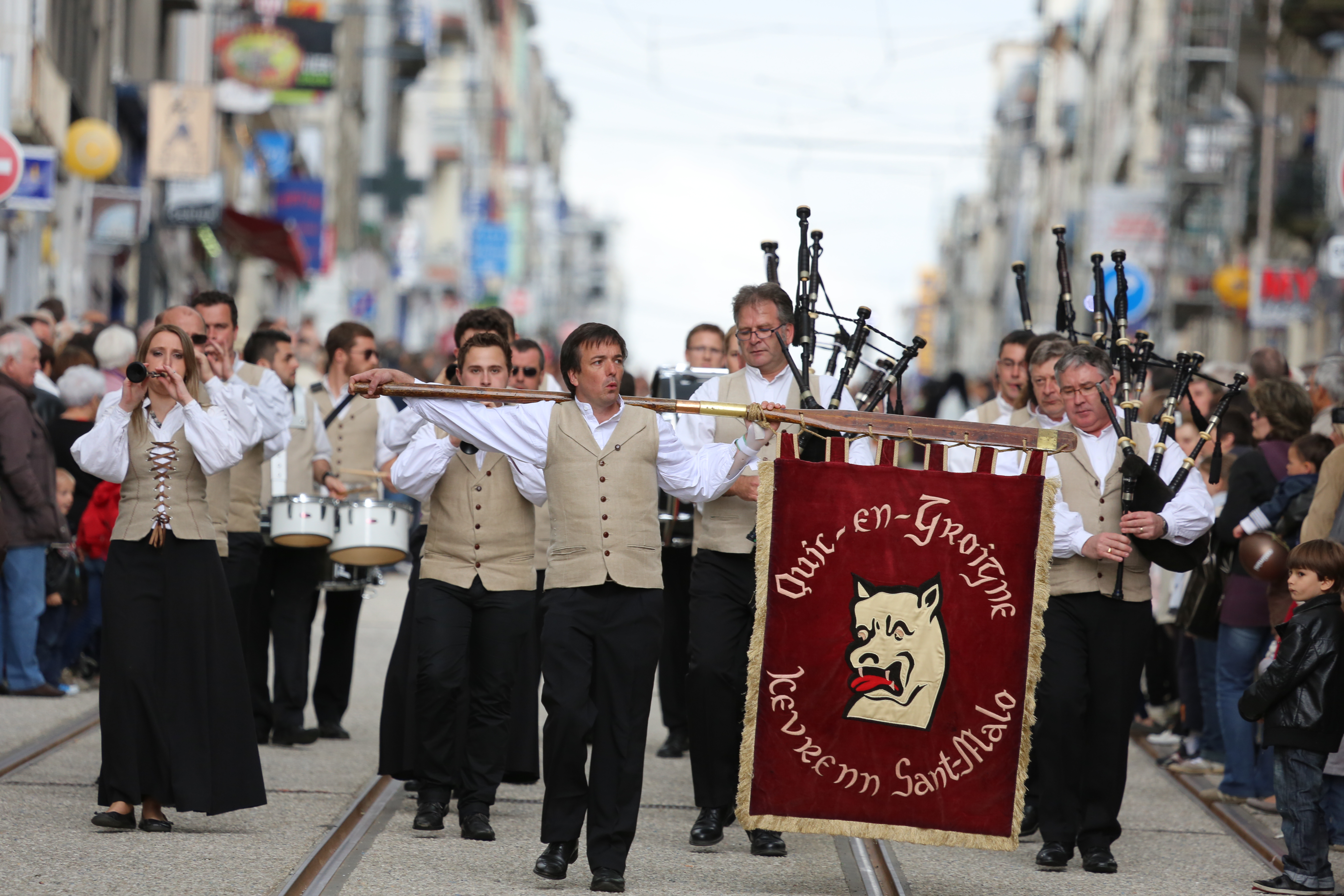
le bagad Quic-en-Groigne évolue en première catégorie du championnat national des bagadoù.

Enfin se tient l'été le festival  Folklores du monde en remplacement de la Fête des œillets de Paramé créée après la Seconde Guerre mondiale. Ce festival fut, dans un premier temps, exclusivement orienté vers la culture bretonne. Depuis, il s'est élargi aux cinq continents en accueillant chaque année de nombreux groupes de musique et danse venus des quatre coins du monde. La cité malouine est, lors de cet événement, représentée par les Corsaires Malouins (groupe de chant de marins), l'association folklorique Gwik Alet ainsi que le groupe Quic-en-Groigne, ensemble traditionnel breton, composé d'un bagad classé en première catégorie de la fédération Bodadeg ar Sonerion et d'un cercle celtique, champion de Bretagne 2004, 2005, 2006, 2008, 2009, 2010 et 2011 de la fédération de danse bretonne War'l Leur.
Durant chaque hiver, la fête foraine de la Saint Ouine, qui prendrait son origine dans la Sainte Dwynwen ou Santez Twina ar Mor en breton, dure pendant environ un mois sur les quais du port de la ville au pied des remparts. Elle se déroulait dans ses débuts sur l'îlot du Grand-Bé près d'une chapelle (Notre-Dame-du-Laurier) dans laquelle était vénérée une statue de saint Ouen d'où son nom. Avec le temps, la fête se transféra sur les quais coïncidant, de 1926 à 1966 avec le Pardon des Terre-Neuvas - ce qui contribua d'ailleurs à lui redonner de l'importance.

### Cultes

#### Catholique
Le culte catholique est principalement représenté par la cathédrale, monument historique de style roman et gothique. Elle a été l'ancien siège de l'évêché de Saint-Malo jusqu'en 1801.

##### Saint-Malo
- la cathédrale Saint-Vincent, place de Châtillon ;
- l'église Saint-Sauveur, rue Saint-Sauveur ;
- l'ancienne église du Prieuré Saint-Benoît, place Saint-Aaron ;
- la chapelle Notre-Dame de la Victoire, 4 rue de la Victoire ;
- la chapelle du château, place Chateaubriand (musée) ;
- la chapelle Saint-Aaron, place Saint-Aaron ;
- ancien couvent des Récollets de Saint-Malo.

##### Saint-Servan
- l'église Sainte-Croix rue de la Fontaine Jugan ;
- l'église Saint-Jean-l'Évangéliste, rue de la Croix des Marais ;
- l'église Saint-François-Xavier, place du Père Paul Boulay ;
- la chapelle de l'hôpital de Saint-Malo, rue de la Marne ;
- la chapelle Saint-Joseph, boulevard Gouazon[122] ;
- la chapelle Saint-Louis, rue Ville Pépin ;
- la chapelle Sainte-Anne, allée des Jardins de Sainte-Anne ;
- la chapelle Notre-Dame de Lorette, rue Patton ;
- la chapelle du collège du Sacré Cœur, rue Jeanne Jugan ;
- la chapelle des Petites Sœurs des Pauvres, rue Jeanne Jugan ;
- la chapelle de la maison de retraite, boulevard du Rosais ;
- la chapelle du château au Colombier ;
- la chapelle du château de la Chipaudière ;
- la chapelle du château le Boscq, rue de la Passagère.

##### Château-Malo
- l'église Saint-Barthélemy[123], rue Paul Cézanne.

##### Paramé
- l'église Saint-Patrick, rue Gustave Flaubert (annexe de la mairie) ;
- l'église Saint-Malo, rue Ange Fontan ;
- l'église Notre-Dame-des-Grèves, rue Abbé Huchet ;
- la grande et petite chapelle Notre-Dame des Chênes, rue des Chênes ;
- la chapelle Sainte-Anne des Grèves, boulevard Chateaubriand ;
- la chapelle de la maison de retraite, rue du Plessis.

##### Rothéneuf
- l'église Saint-Michel, place du Canada[124] ;
- la chapelle Notre-Dame des Flots, allée Notre-Dame des Flots.

##### Saint-Ideuc
- l'église Saint-Ideuc, place de l'Église.

#### Protestant et évangélique
Les premiers protestants s'installent à Saint Malo au XVIe : ce sont des calvinistes. En 1560, le gouverneur de Saint-Malo décide de les chasser de la ville car il les juge dangereux. La communauté se développe néanmoins parmi la noblesse ; elle se disperse après la bataille de Jarnac en 1569 où meurent deux barons bretons qui protégeaient les protestants.
Le culte anglican s'installe à Saint Malo au début du XIXe siècle (dès 1802, plusieurs Anglais s'installent à Saint-Malo). Après plusieurs demandes pour avoir un lieu de culte, rejetées par la préfecture, le culte anglican est exercé à Saint-Servan à partir de 1822 rue Duperré et est régularisé en 1838 avec l'ouverture officielle d'une chapelle à Saint-Malo rue de la Vicairie et d'une autre à Saint-Servan, rue Ville-Pépin. Ces deux dernières ont une existence éphémère : seule la chapelle rue Duperré se maintient dans le temps. À certaines occasions, on compte plus d'une centaine de personnes attendant le culte. Une nouvelle chapelle anglicane est construite rue du chapitre en 1875 par la communauté britannique. À l'époque, Les protestants sont enterrés au cimetière Jeanne-Jugan dans un carré qui leur est réservé.
En 1879, une communauté méthodiste se constitue avec des protestants francophones venus de Jersey et Guernesey, suscitant la réprobation immédiate du clergé catholique. Un temple méthodiste ouvre cependant à Saint-Servan place du Naye, mais l'acceptation des protestants est difficile.
Après la Seconde Guerre mondiale, la communauté anglicane est réduite et les Britanniques se réunissent plutôt à Dinard dans la paroisse Saint Batholomew. En 1950, la chapelle rue du chapitre est vendue à un promoteur immobilier qui la transforme en appartements.
Au XXIe siècle, Saint-Malo compte deux églises protestantes : l'église protestante unie à Saint-Servan (rue Georges-Clemenceau) et l'église protestante baptiste (Vallée de Beaulieu). Ainsi que deux autres églises, l'évangélique pentecôtiste, rue d'Alsace et l'adventiste, rue des Cosnes.[réf. nécessaire]

#### Culte millinariste
- Salle du royaume des témoins de Jéhovah, avenue de Brocéliande.

#### Musulman

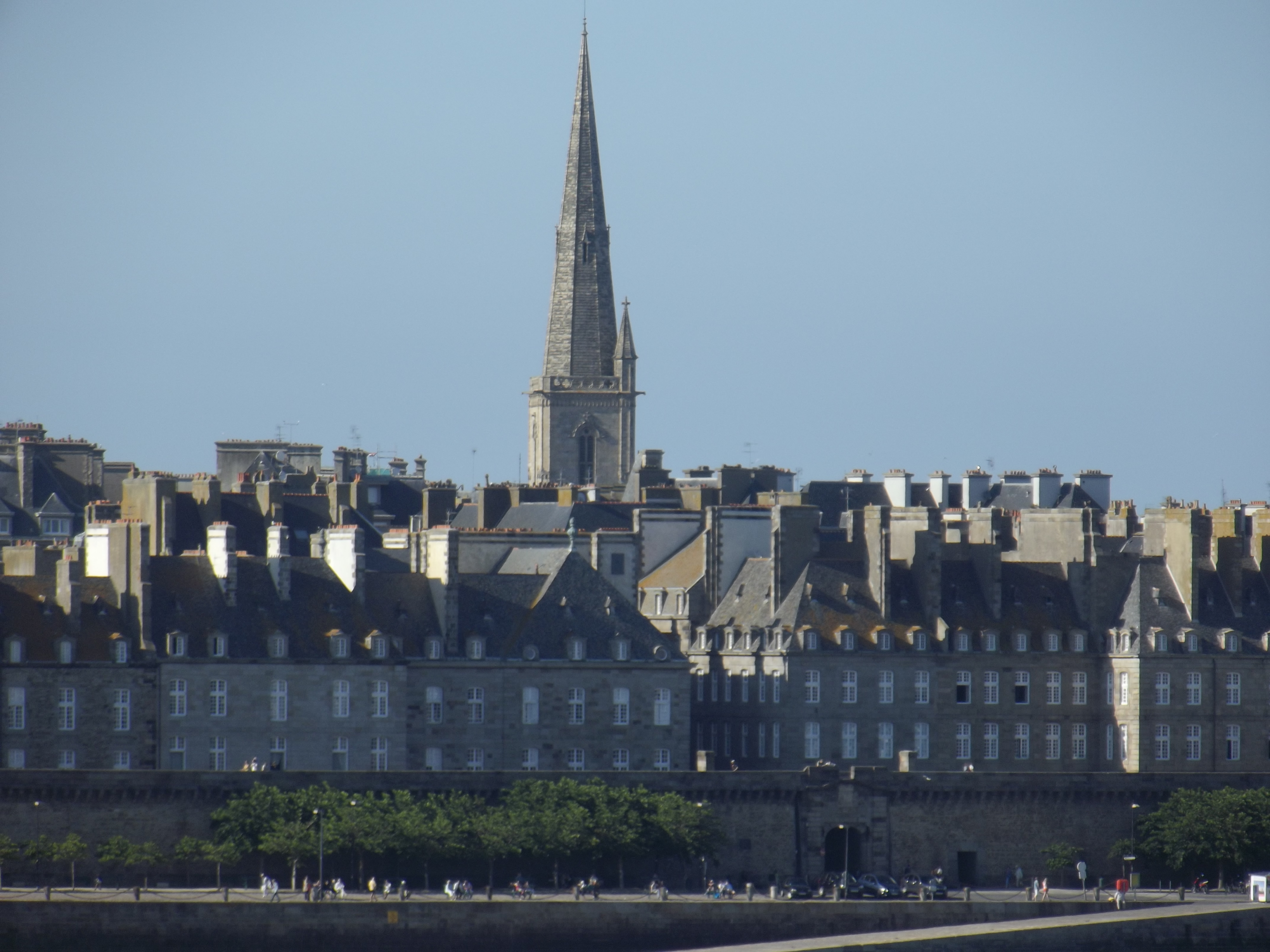
Il y a une salle de prière dans le quartier de La Découverte.  - Le clocher de la cathédrale Saint-Vincent.
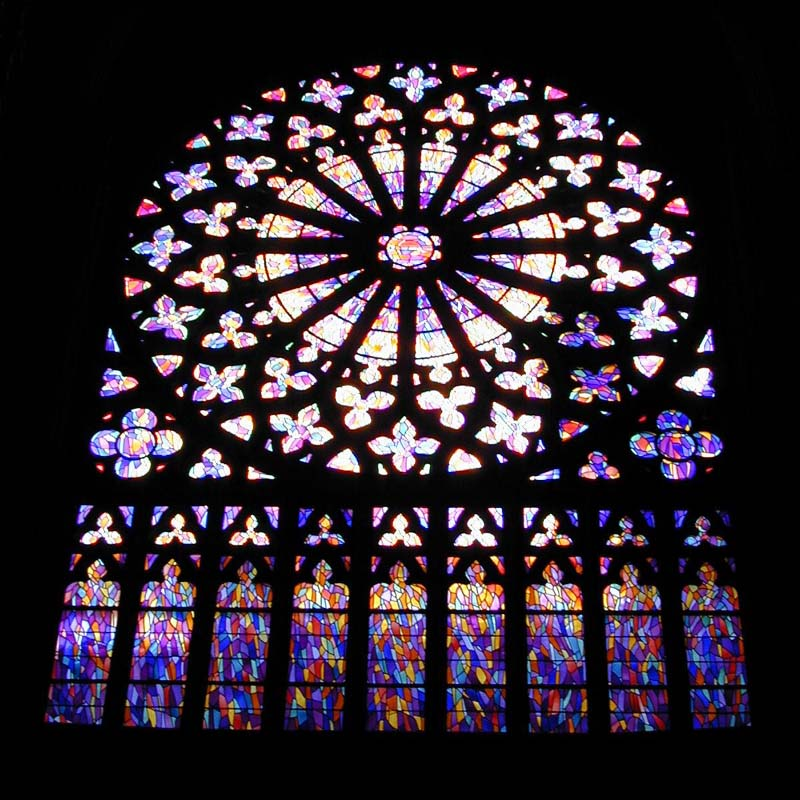
Le vitrail de l'abside de la cathédrale Saint-Vincent.
  - Le vitrail de l'abside de la cathédrale Saint-Vincent.

### Médias locaux
Presse
- Ouest-France : le quotidien régional diffuse une édition Saint-Malo. La rédaction se situe au 15 avenue Jean-Jaurès.
- Le Pays malouin : hebdomadaire propriété du groupe Ouest-France et que l'on trouve seulement dans le pays de Saint-Malo, présent dans les bars-tabacs, les maisons de la presse, les supermarchés et boulangeries. Il relate des faits d'actualité qui se produisent sur la ville de Saint-Malo et dans les localités voisines.
- Saint-Malo Magazine[131] : c'est un bimestriel produit et distribué par la mairie de Saint-Malo. Tous les deux mois, la totalité des habitants de Saint-Malo ont accès à ce magazine qui permet de se mettre au courant de tous les projets en cours à Saint-Malo.
- Le Télégramme : depuis le 2 juillet 2012, le quotidien régional breton consacre une page sur Saint-Malo dans son édition locale de Dinan-Dinard-Saint-Malo. Fort de ses 19 éditions locales, il est diffusé à plus de 220 000 exemplaires.
- Le Journal des entreprises couvre l'actualité économique en régions. Il est présent en Ille-et-Vilaine.
- Le Journal des Remparts, mensuel gratuit traitant de l'actualité économique et culturelle sur les Pays de Saint-Malo, Dinard et Dinan. Il est diffusé à 15 000 exemplaires principalement dans les commerces et les collectivités[132].

Média audiovisuel
- Saint-Malo TV : des reportages mis en ligne régulièrement, en complément du Saint-Malo Magazine, sur le site Internet de la Mairie : www.saint-malo.fr.

## Économie
Saint-Malo est le siège de la Chambre de commerce et d'industrie de Saint-Malo-Fougères. Elle gère le port de commerce, de pêche et de plaisance de Saint-Malo ainsi que le port de pêche de Cancale, la cale du Bec de la Vallée et l'aéroport de Saint-Malo-Dinard-Pleurtuit. Elle gère aussi l'espace Duguay-Trouin qui permet d'organiser des salons.
Le développement économique de Saint-Malo relève de la compétence de Saint-Malo Agglomération qui a aménagé un parc technopolitain « Atalante Saint-Malo ». Ce parc est destiné à accueillir des entreprises de recherche, de production et de services dans deux filières :
- les biotechnologies marines (cosmétique, nutrition, santé, pharmaceutique, agrofourniture…) ;
- la filière numérique appliquée au tourisme, aux loisirs, à la culture et au bien-être.

### Entreprises
Le pays de Saint-Malo conserve une activité exportatrice développée.
Les plus grosses entreprises de la ville sont :
- Groupe Roullier, première entreprise privée française en agrofourniture, 10 000 salariés, chiffre d'affaires de 4,1 Mds€ en 2022.
- Timac (du groupe Roullier), engrais et amendements, 660 salariés, chiffre d'affaires de 166 M€.
- Groupe Beaumanoir, commerce de prêt-à-porter, contrôle 850 magasins en France et 1 660 dans le monde (enseignes Cache-Cache, Bonobo, Patrice Bréal), chiffre d'affaires de 858 M€ en 2009.
- Les Thermes marins de Saint-Malo, thalassothérapie, hôtellerie et restauration, 700 salariés, chiffre d'affaires de 36 M€ en 2011.
- Sanden, constructeur de compresseurs de climatisation à destination du secteur automobile, 760 salariés, chiffre d'affaires de 129,3 M€.
- Silverwood-Pinault Bretagne, premier centre national d'importation et de transformation de bois résineux. 180 salariés, chiffre d'affaires de 85 M€.
- Laiterie Malo, 150 salariés, chiffre d'affaires de 60 M€[134].
- Goëmar, entreprise travaillant sur la valorisation des algues, créatrice du premier vaccin pour plantes.

### Centres-villes, centres commerciaux et marchés
À Saint-Malo, il existe trois centres-villes :
- Saint Malo Intra Muros (350 commerces) ;
- Saint Servan (250 commerces) ;
- Paramé (80 commerces).

À Saint-Malo, il existe cinq centres commerciaux :
- le centre commercial La Madeleine (50 commerces) ;
- le centre commercial La Découverte (24 commerces) ;
- le centre commercial Le Cézembre (15 commerces) ;
- le centre commercial Grand Mât (12 commerces) ;
- le centre commercial Le Grand Bleu (7 commerces).

Les marchés ont lieu tous les jours de la semaine de 8 h à 13 h :
- le lundi, dans le quartier de Rocabey ;
- le mardi, dans les quartiers intra-muros et de Saint-Servan ;
- le mercredi, dans le quartier de Paramé ;
- le jeudi, dans le quartier de Rocabey ;
- le vendredi, dans les quartiers intra-muros et de Saint-Servan ;
- le samedi, dans les quartiers de Rocabey et de Paramé ;
- le dimanche, dans le quartier de la Gare (place de l'Hermine).

### Le port
Saint-Malo est un port de commerce actif, deuxième port de commerce de Bretagne. Il est composé de quatre bassins, le bassin Vauban, le bassin Duguay-Trouin, le bassin Jacques-Cartier ainsi que le bassin Bouvet.
Les engrais et le bois forment une part importante des exportations du port de Saint-Malo, mais de nombreux autres produits y transitent. Le port de Saint-Malo est un des premiers ports français d'importation de granit. Les produits agro-alimentaires sont également très exportés en raison de l'importance de la production alimentaire et agricole en Bretagne.
Le trafic est de plus en plus important et ceci grâce aux liaisons avec la Grande-Bretagne et l'Irlande mais aussi avec les îles Anglo-Normandes.
Chaque année, c'est plus d'un million de passagers qui transitent par le port de Saint-Malo à destination ou en provenance de Grande-Bretagne, d'Irlande, de Jersey ou de Guernesey. L'avant-port de Saint-Malo est doté de deux terminaux ferries récents et performants, le terminal Ferry du Naye puis le terminal de La Bourse. Le nombre de passagers à travers la Manche s'est nettement développé depuis quelques années grâce en particulier aux liaisons régulières avec l'Angleterre : Portsmouth et Poole. Le port de Saint-Malo réalise un trafic important avec les îles de Jersey et Guernesey, autant en passagers qu'en marchandises. C'est l'activité touristique de ces îles qui est très développée et donc qui procure un flux continu. Le port de Saint-Malo, grâce à deux rampes RO/RO bien adaptées, est le principal site français d'acheminement de produits, de groupage et de conteneurisation vers Jersey et Guernesey.
Cependant l'accès au port est aussi rendu difficile par l'amplitude des marées et les fonds rocheux. Quatre phares balisent les différents chenaux d'accès : le Grand Jardin, la Balue, les Bas-Sablons et Rochebonne.

Le port
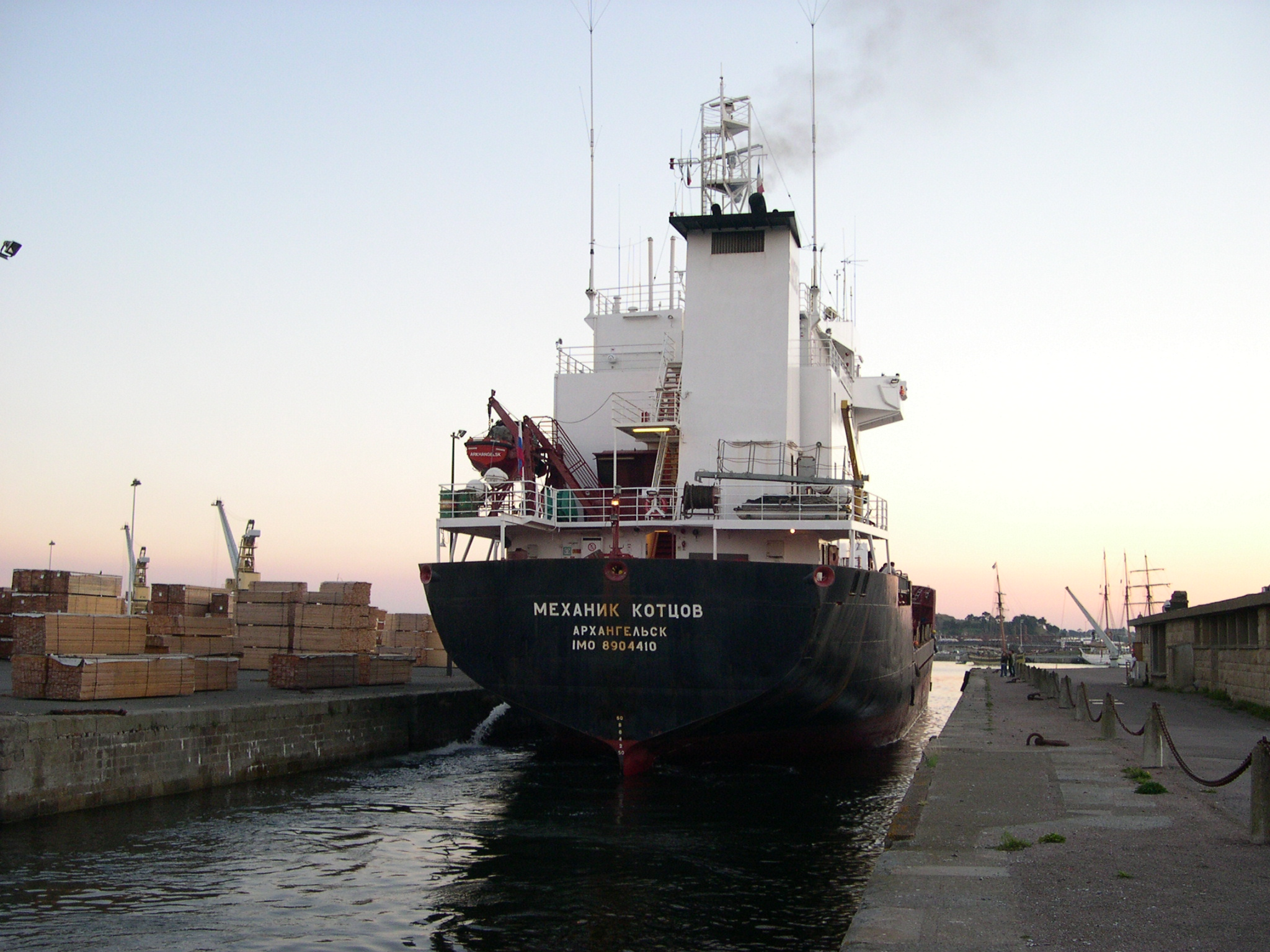
Caboteur quittant le bassin Duguay-Trouin.
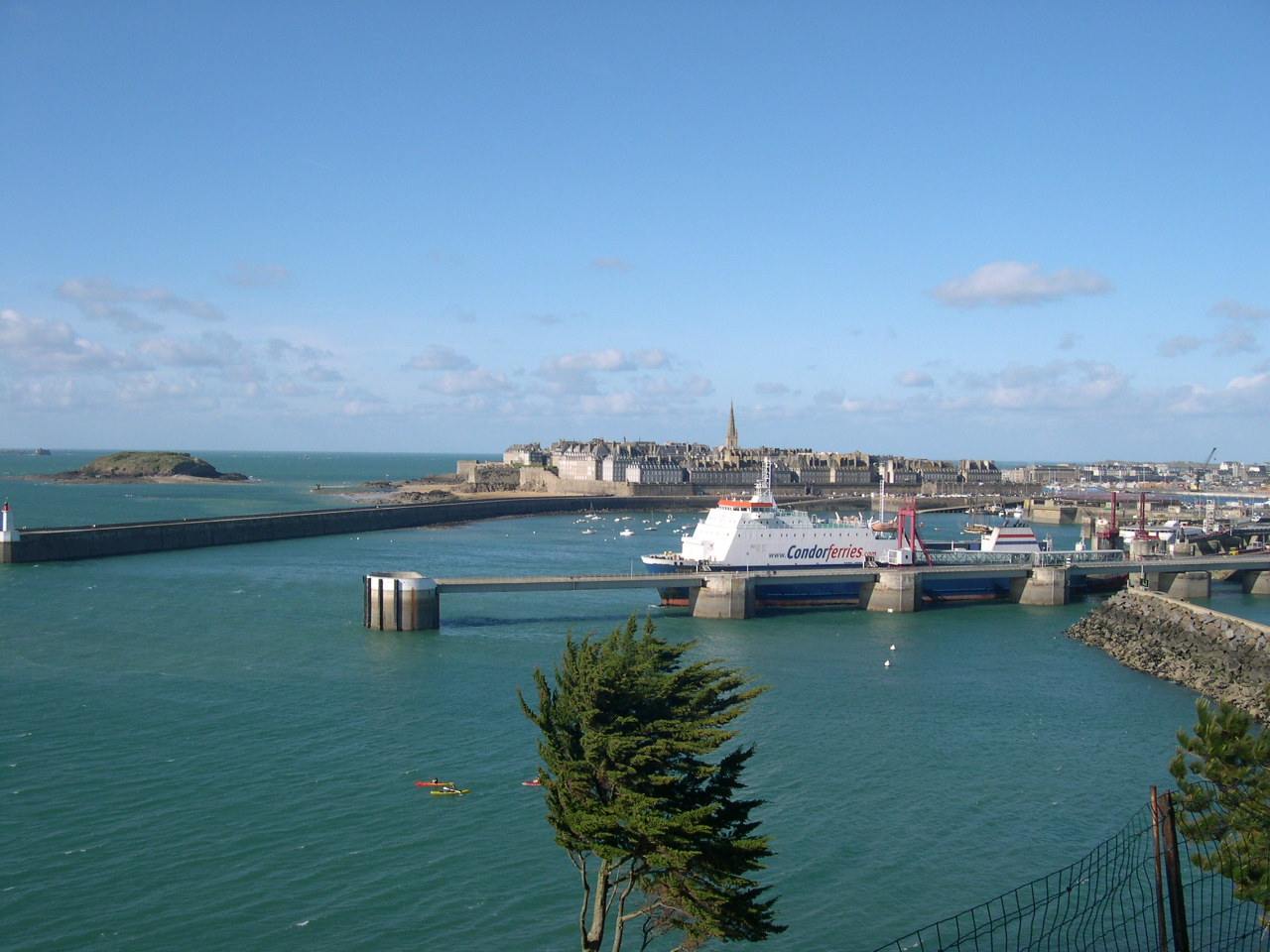
Terminal du Naye avec un ferry de Condor Ferries.
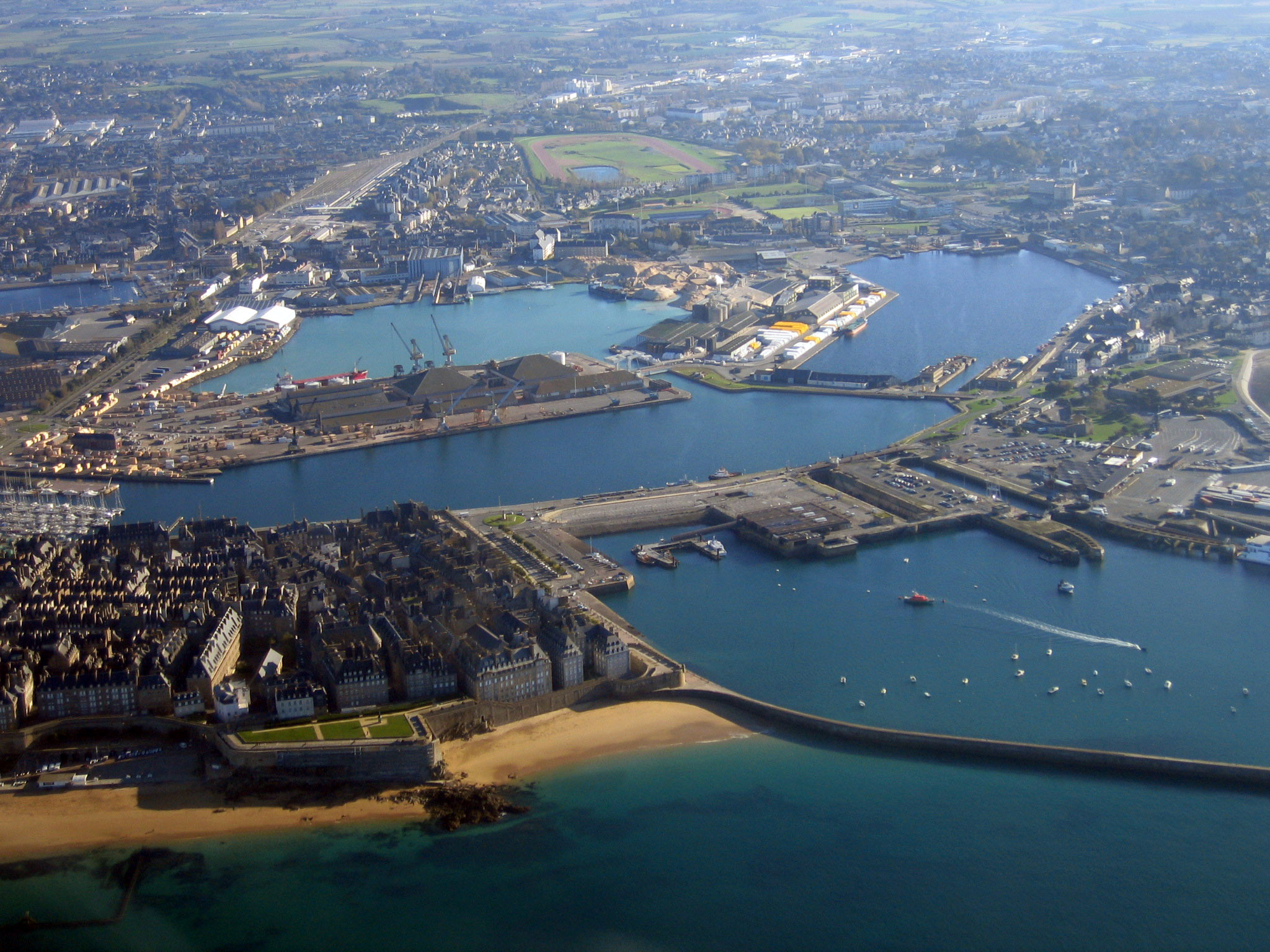
L'avant port protégé par le mole, puis l'écluse et les bassins à flot. Côté gauche Saint Malo intra-muros

## Culture locale et patrimoine

### Lieux et monuments
Saint-Malo abrite 83 monuments historiques et 169 bâtiments inventoriés. Les plus connus ou les plus emblématiques, sont situés dans la cité historique, intra-muros :
- la cathédrale Saint-Vincent[140] ;
- le château de Saint-Malo[141] ;
- la tour Solidor[142]
- les remparts[143].
- l'ancienne abbaye Saint-Benoît de Saint-Malo[144], actuel palais de justice.

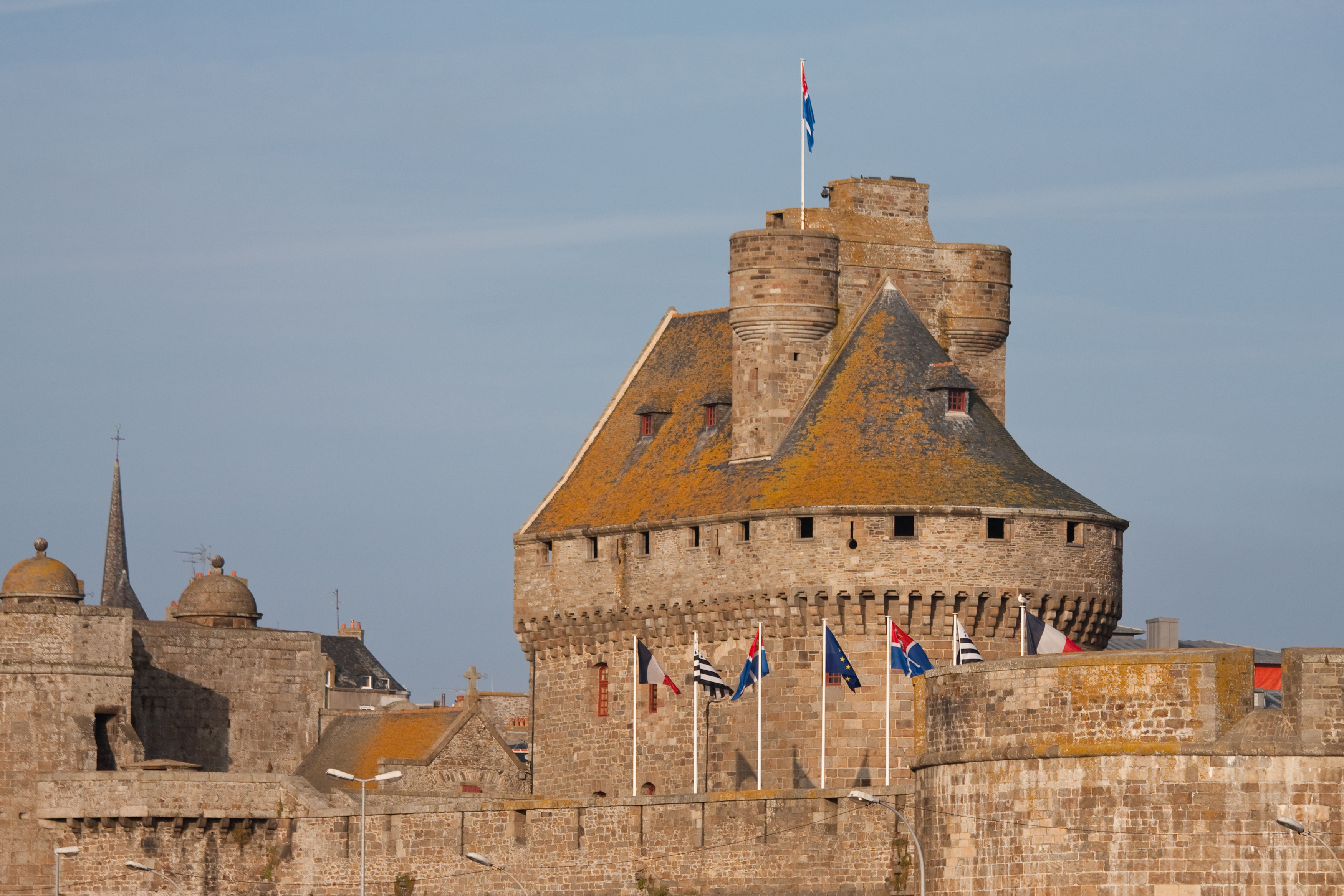
Le donjon du château de Saint-Malo.
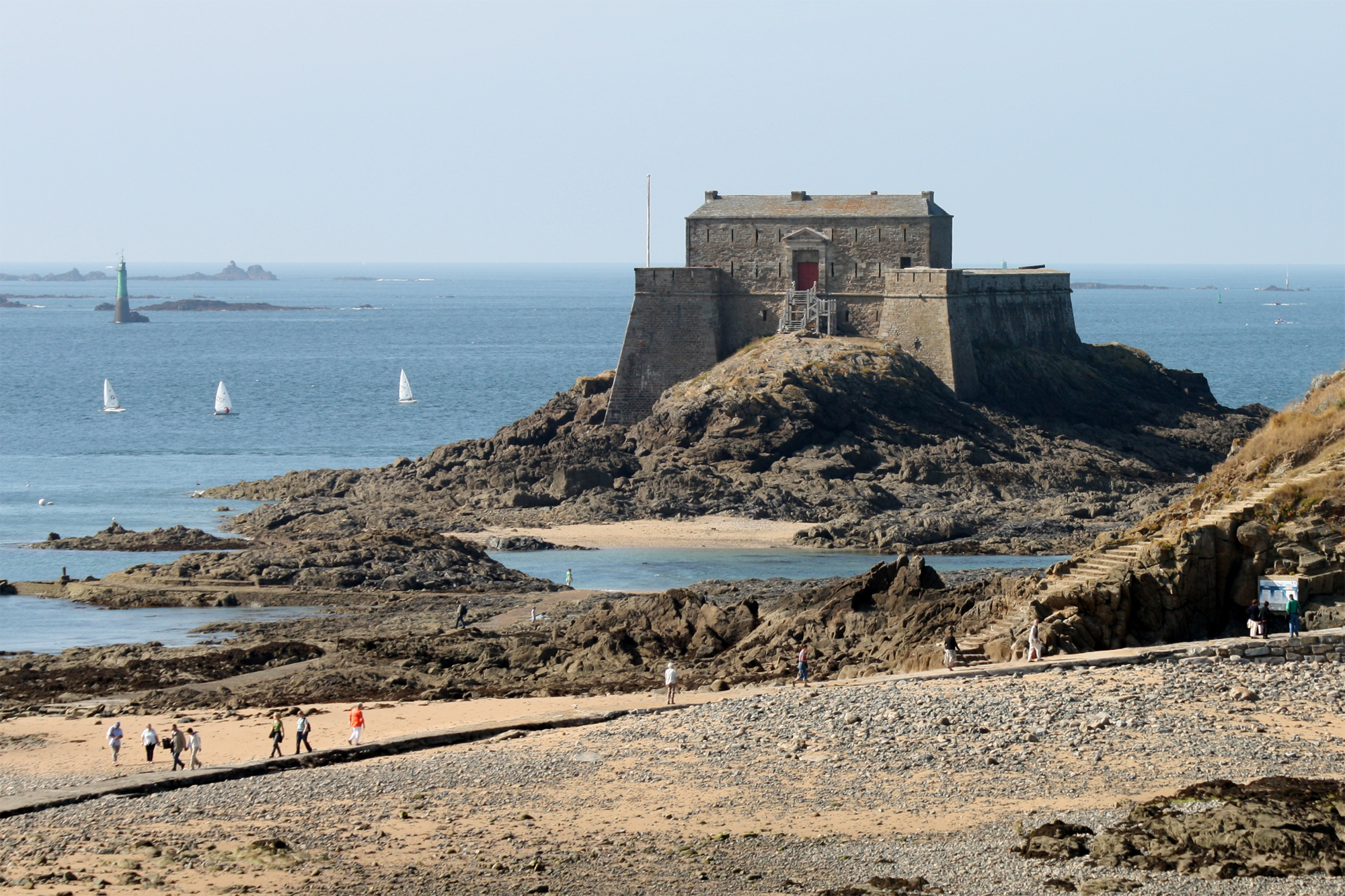
Le fort du Petit Bé.
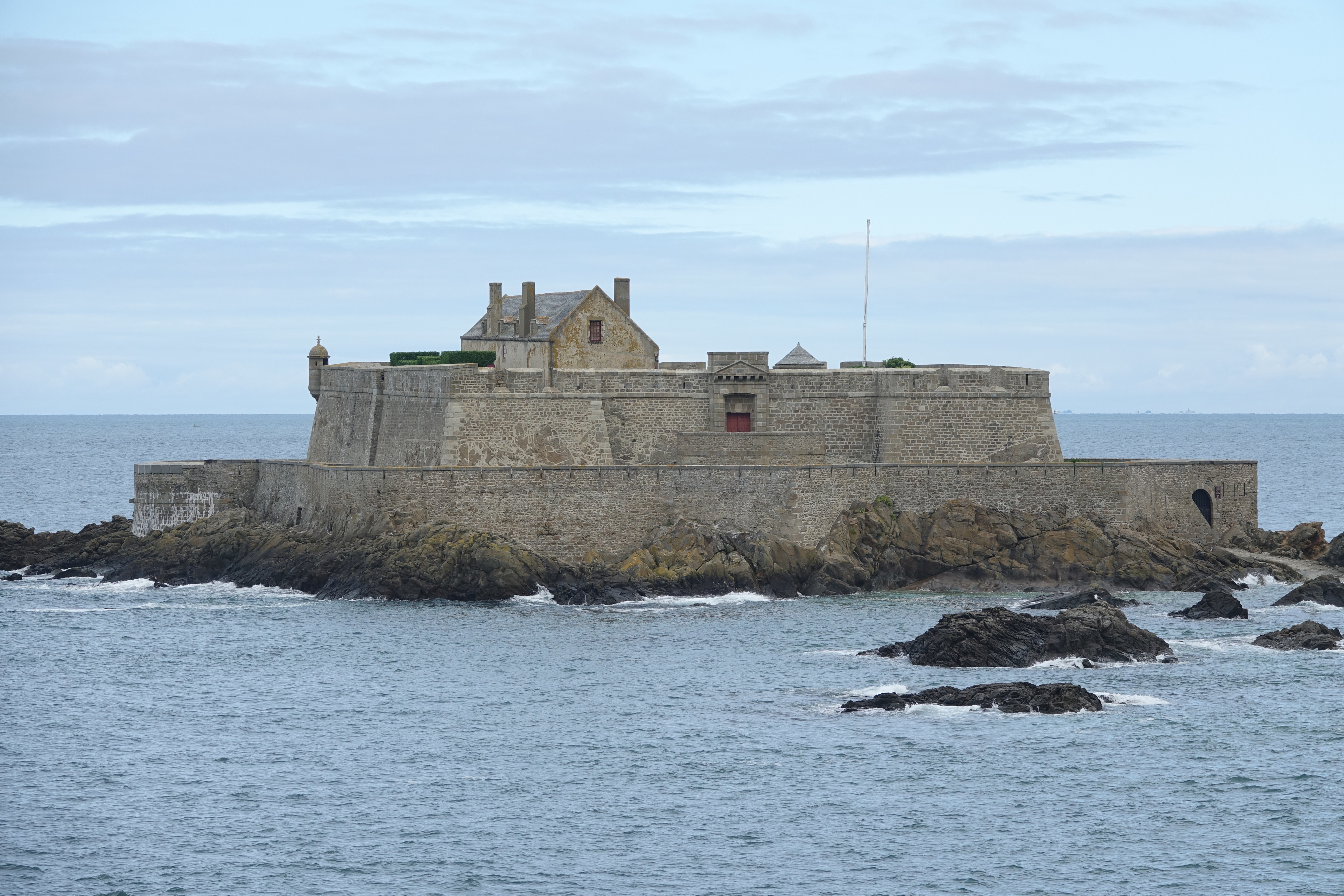
Le Fort national à marrée haute, ancien Fort royal (1689)
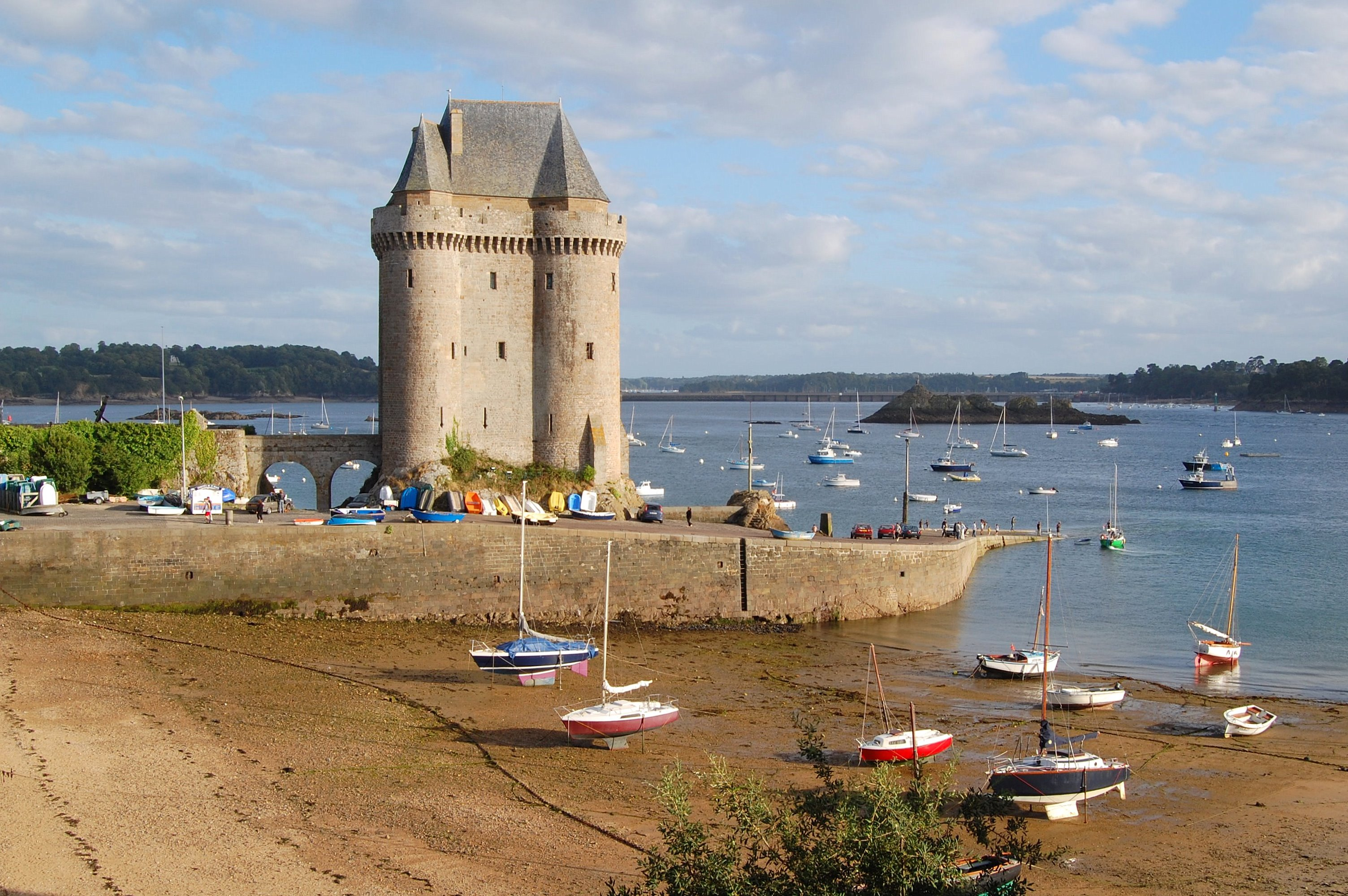
La tour Solidor dans l'estuaire de la Rance

#### Les cimetières

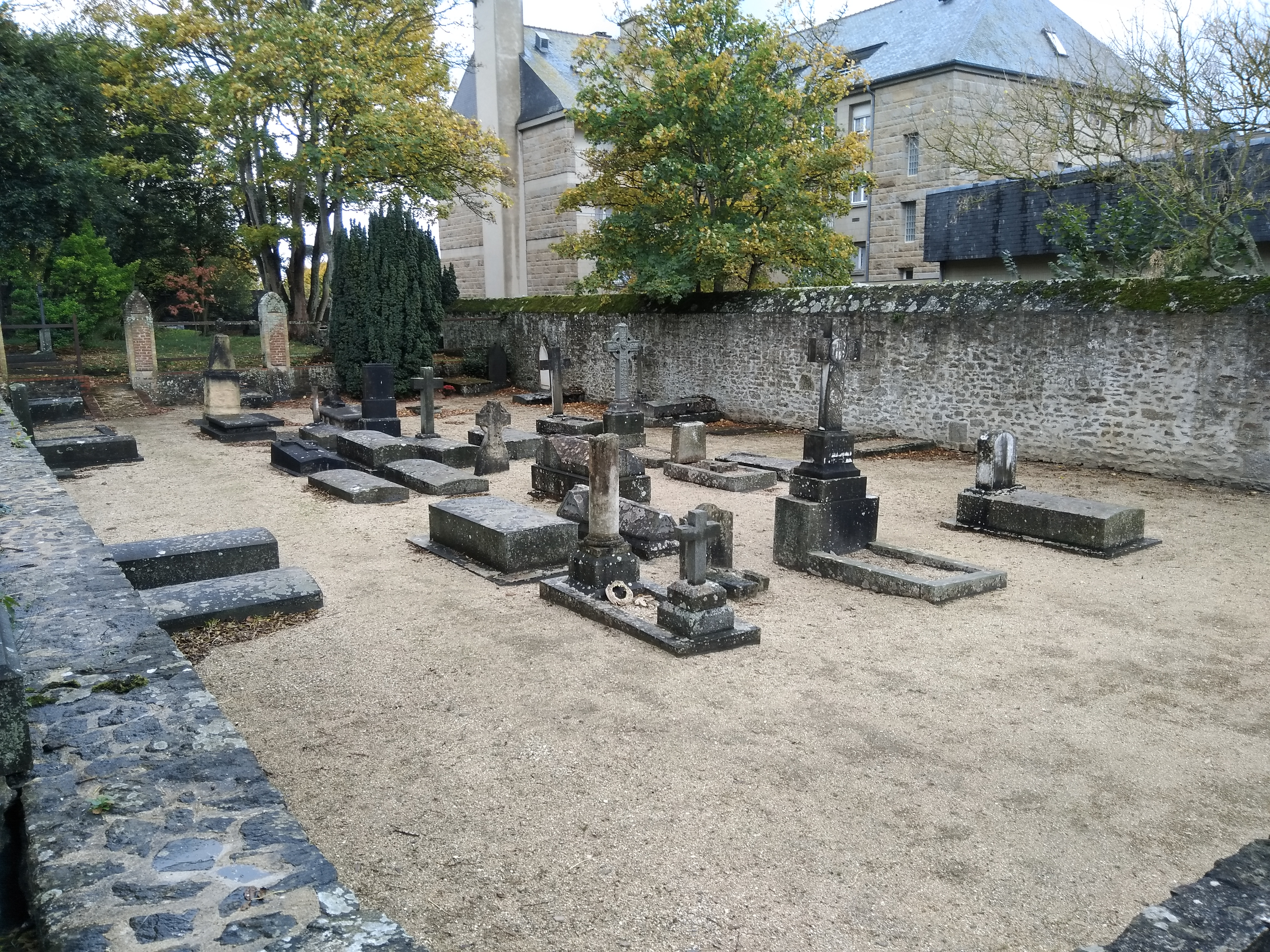
Le cimetière Jeanne-Jugan, vieux cimetière de Saint-Servan. Carré anglais — Saint-Malo (France)

Saint-Malo compte huit cimetières : quatre à Saint-Servan et quatre dans le secteur de Paramé. En 2013, il n'est plus possible de réserver une concession à l'avance ni d'acheter une concession perpétuelle.

#### Saint-Servan
Au Moyen Âge, le cimetière de Saint-Servan était le cimetière du Pré-Brécel. Devenu trop petit, le cimetière de la Vigne-au-Chapt est créé en 1722 et devient le cimetière officiel de la ville en 1779. Aujourd'hui, il est dénommé cimetière Jeanne-Jugan. Destiné à l'origine aux sépultures des pauvres, plusieurs personnalités y sont enterrées telles que le navigateur et amiral Pierre François Étienne Bouvet de Maisonneuve, l'amiral Auguste-Léopold Protet, l'amiral François Thomas Tréhouart, le contre-amiral François Colomban Étienne Marie Benic ainsi que le corsaire René Noël Rosse. On y trouve également plusieurs maires de Saint Servan comme Édouard Gouazon
Enfin, un carré anglican a été réservé aux Anglais venus s'installer au XIXe siècle à Saint-Servan pour le commerce.
Le Cimetière marin du Rosais à Saint-Servan, face à la mer, abrite les tombes de plusieurs personnalités : Louis Duchesne, chanoine, philologue, et historien ; Constant Bricout, organiste ; Étienne Blandin, peintre de la Marine, et de son élève Geoffroy Dauvergne, peintre, ou encore René-Auguste de Chateaubriand et son épouse Apolline de Bédée.
Le cimetière de Lorette abrite la tombe de Rob-Vel, pseudonyme de Robert Velter, créateur de Spirou.

##### Secteur de Paramé
Le cimetière de Rocabey est le cimetière historique de Saint-Malo.
- Carré militaire de 1939-1945, Indochine, Afrique du Nord; 20 croix identiques, à l'exception de celle d'un membre de commando anglais, envoyé pour saboter les écluses ;
- Colombarium de 1914-1918 avec en bas neuf Africains, deux Annamites, trois Russes et en haut, un Américain, 141 Français ;
- Guy La Chambre ;
- Daniel Gélin (1921-2002), acteur ;
- Charles Guernier ;
- Édouard Morel, mort en martyr à Verdun ;
- Cyprien Joseph Raffron de Val, baron du Second-Empire, ancien premier officier d'ordonnance de Napoléon et Maréchal de Camp;
- Charles Pierre Rouxin (1814-1891), ancien maire et député ;
- Louis Blaize de Maisonneuve, Conseiller Général et député d'Ille-et-Vilaine ;
- Robert Surcouf (1773-1827), marin, armateur, corsaire.

Le cimetière des Ormeaux est le siège du Bureau Central des Cimetières. La ville compte également le cimetière de Paramé et le cimetière de Rothéneuf.
Plusieurs personnalités sont également enterrées dans la cathédrale de Saint-Malo : Jacques Cartier, René Duguay-Trouin, Nicolas-Charles-Joseph Trublet et l'évêque Jean de Châtillon. Enfin, l'écrivain François-René de Chateaubriand est enterré sur le Grand Bé.
On trouve également la piscine naturelle de Bon-Secours, plus grande piscine naturelle d'Europe (76 mètres d’eau de mer sur 55), accessible à marée descendante pour le plus grand bonheur des touristes et malouins.
On trouve également à Paramé le pavillon des Indes de Saint-Malo, vestige de l'Exposition universelle de 1878.

##### Panorama de Saint-Malo

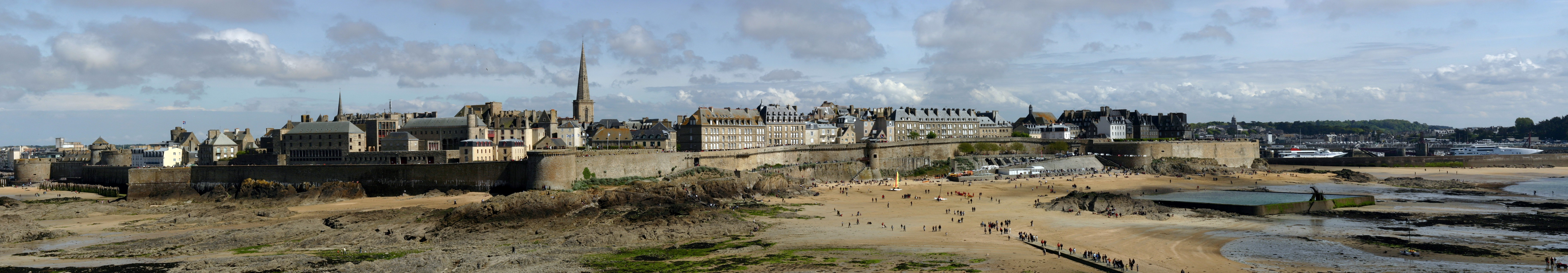
Ville et remparts depuis le Grand Bé.

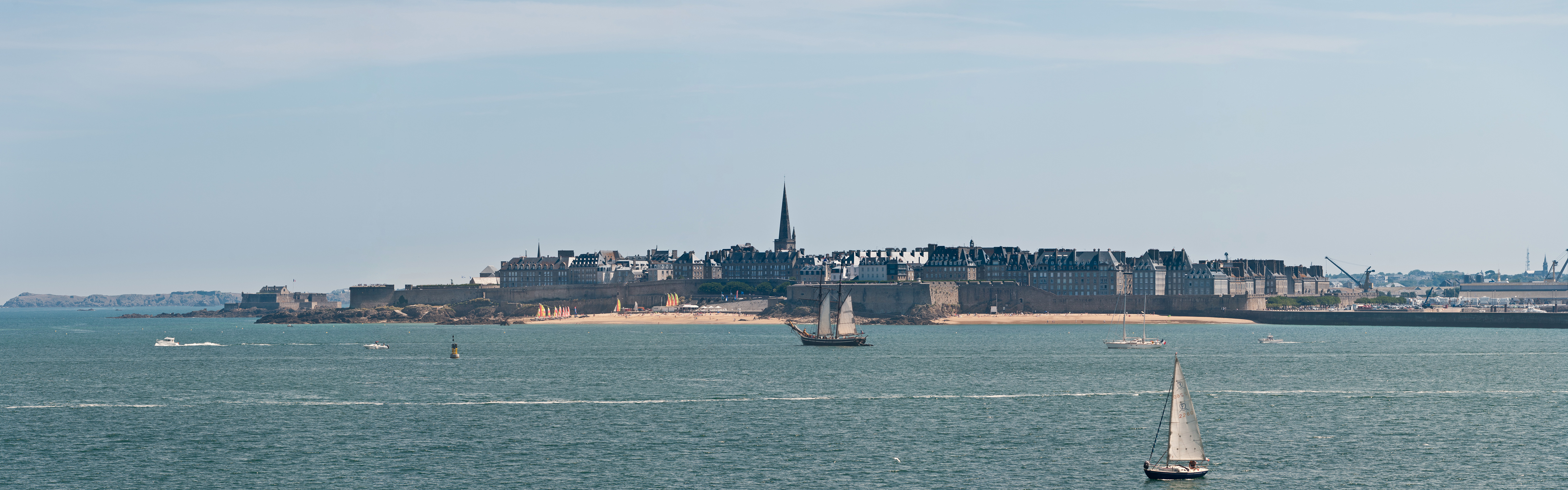
Vue du sud-ouest de la ville fortifiée.

#### Cité historique de Saint-Malo
Le tour des remparts est sans doute la première attraction touristique de Saint-Malo. Les Remparts de Saint-Malo ceignent entièrement la ville et on peut en faire le tour virtuellement sur le site de l'office du tourisme malouin.
On pénètre aujourd'hui à l'intérieur de la ville close par huit portes et trois poternes. Au XIIe siècle, il n'existe que  

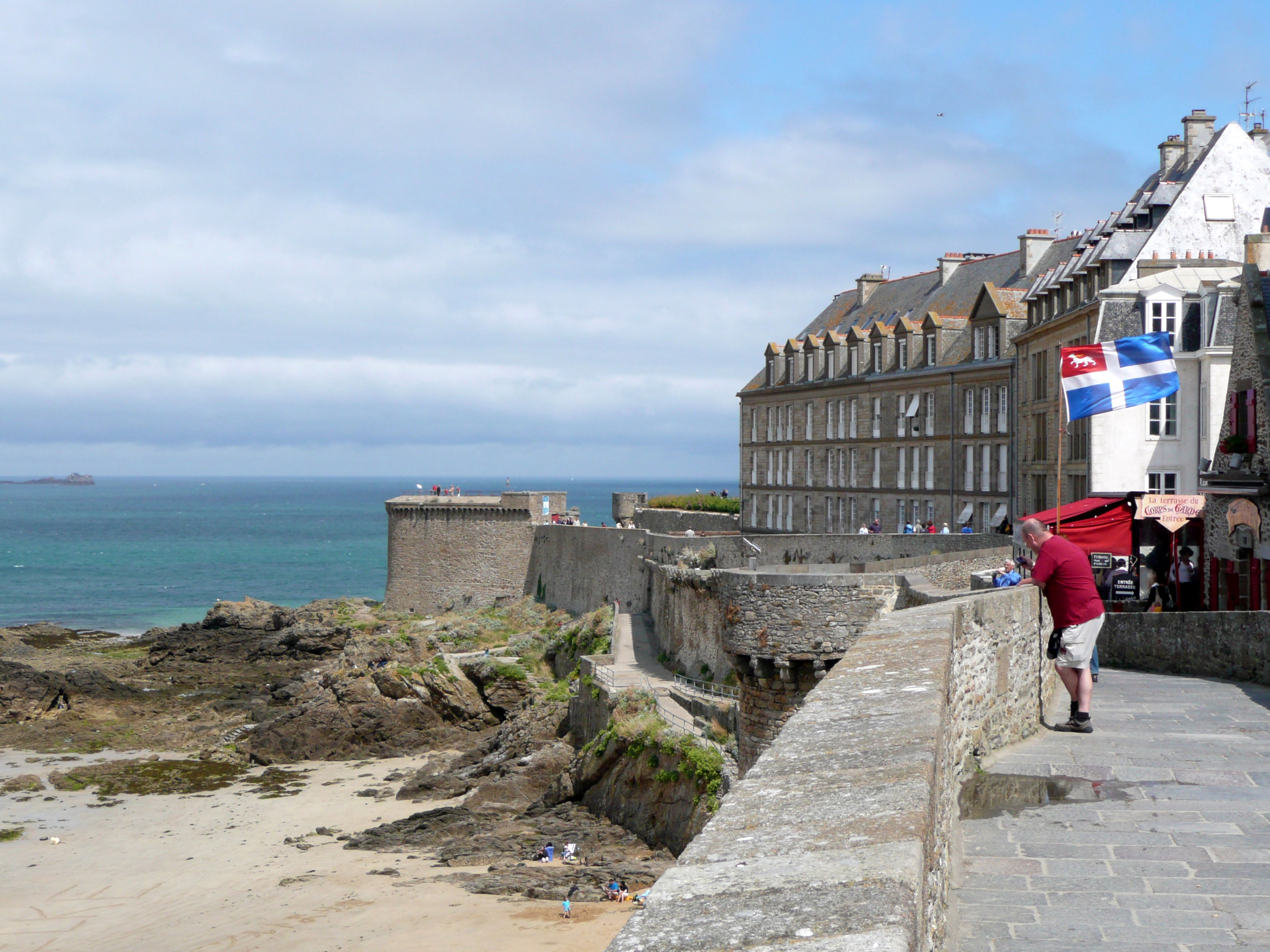
L'intra muros de Saint-Malo.

- L'intra muros de Saint-Malo.La porte Saint-Thomas, la première du nom, car il y en aura deux autres. Elle s'ouvre entre deux tours, le vieux donjon, et la Tour Carrée. On y voit encore les anciens mécanismes qui permettaient son ouverture et sa fermeture. Elle trouve l'origine de son nom dans celui d'une chapelle qui se trouvait en face. Au XVIe siècle, elle devient la porte d'entrée du château, avec un pont-levis et un pont dormant. Une seconde porte Saint-Thomas est ouverte dans le rempart nord, devant la Tour Quic-en-Groigne, permettant de sortir de la ville. La seconde porte Saint-Thomas est détruite avec l'ancien rempart et reconstruite dans le nouveau entre 1737 et 1742. C'est la troisième porte Saint-Thomas, qui donne sur la cale et la plage de l'Évantail, elle conserve toujours les anciens éléments du contrepoids de sa porte. L'escalier conduit à la courtine d'où on a une vue sur toute la baie jusqu'à la pointe de la Varde. Il n'y avait au XIIe siècle que deux portes permettant d'accéder à l'intérieur de la ville par marée basse, celle-ci et la plus ancienne qui suit., La Grand'Porte, Saint-Malo (vers 1910), eau-forte, 16 × 20 cm, Saint-Malo, musée d'Histoire de la Ville et du Pays Malouin.

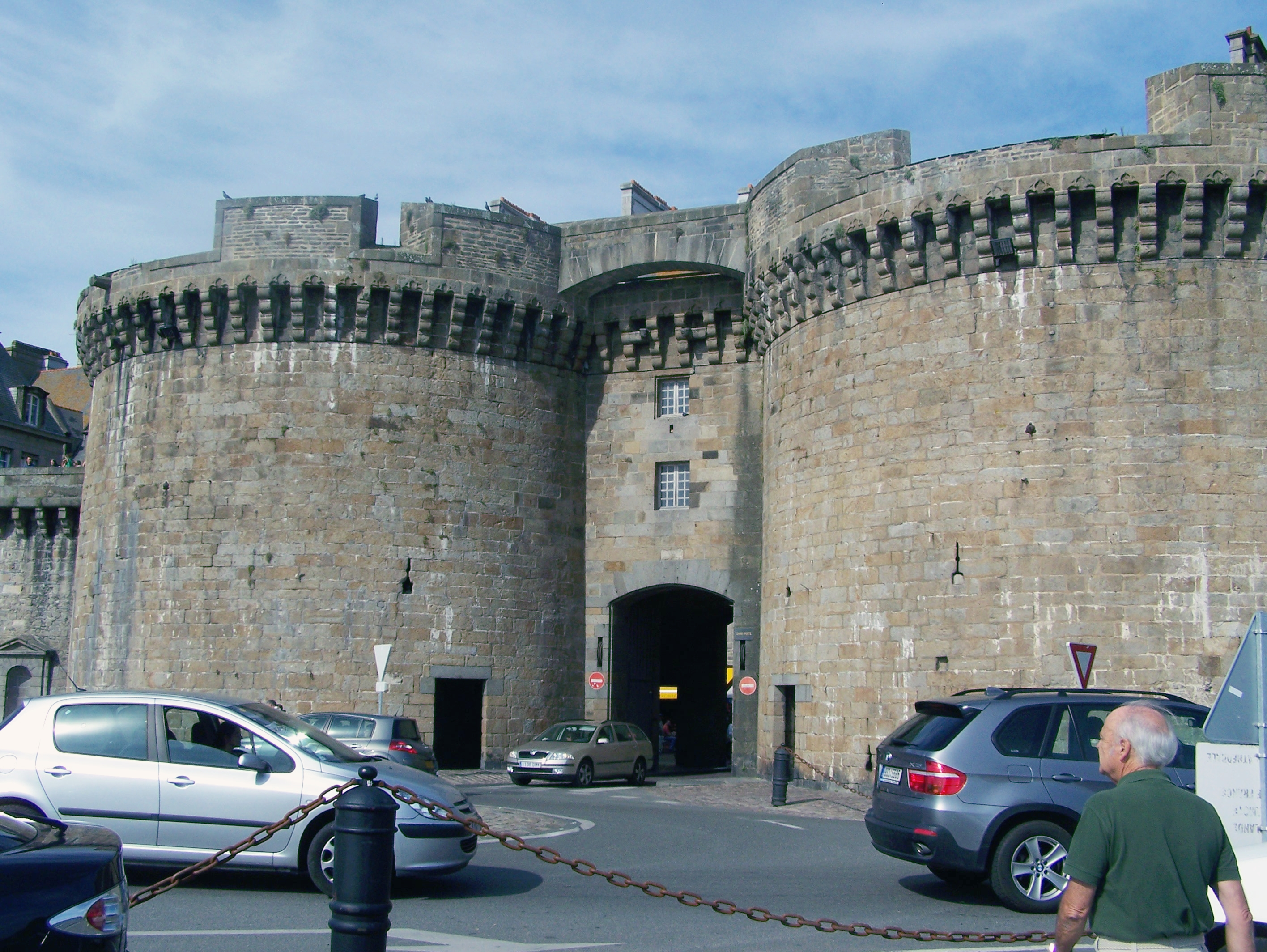
La Grand Porte

- La Grand PorteLa Grande Porte, dite aussi : Porte de la Mer, car à l'origine, les bateaux venaient s'y amarrer. Elle se compose de deux tours avec une plate-forme de tir avec mâchicoulis à quadruple ressaut. C'est la plus ancienne porte. On pouvait y accéder à pied par marée basse. La cale, perpendiculaire aux remparts en facilitait l'accès. La porte ouvrait au-dessus du niveau d'eau des grandes marées, soit à environ 10 mètres.

La statue de Notre-Dame de Bon-Secours, placée dans une niche en haut de la porte date d'après les experts du début du XVe siècle et semble être déjà en place en 1439. Le corps de garde placé en haut, détruit par un incendie en 1661, lui fit quelques dégâts nécessitant sa restauration et elle fut reposée et bénite en 1663. Elle est en calcaire blanc, et était polychrome. Elle subit les outrages du temps et des gens, jetée bas et brûlée à la Révolution, elle fut finalement restaurée et remise en place. L'originale se trouve aujourd'hui à l'abri et est remplacée par une copie. On lui prêta de nombreux miracles.
En 1564, pour se défendre contre les bandes huguenotes venant de Normandie, d'Anjou et de Tourain, on installa à la porte une herse et un hérisson. Les deux grosses tours qui l'encadrent datent de 1582 et furent armées de canons. Le corps de garde au-dessus de la porte, fut supprimé en 1590, et remplacé par un beffroi avec une horloge à Deux visages, on y logea également une cloche répondant au nom de Noguette sonnant tous les soirs à 22 h le couvre-feu et le lâcher des 24 dogues qui montaient la garde. Ces chiens du guet furent supprimés en 1770, après plus de 600 ans de bons et loyaux services. Noguette fut placée en 1804 dans le clocher de la cathédrale, la ville gardant depuis la tradition de lui faire sonner les dix coups. Pour protéger encore plus cette porte, on construisit un ravelin en 1644 qui sera supprimé lors de la reconstruction du quai Saint-Louis en 1839. En ce temps-là existaient également trois poternes :
- La poterne de la Croix du Fief, disparue lors du premier accroissement (1708-1742), fut remplacée par la porte Saint-Vincent lors de l'accroissement de 1709
- La poterne Brevet, détruite lors du second accroissement (1714-1770), remplacée par la porte de Dinan, dans l'axe de celle-ci qui se trouvait être à l'angle des actuelles rues d'Estrées, des vieux remparts, et Dinan, donnant accès à la grève.
- La poterne de Bon-Secours (1751-1871). En cas de danger, les poternes étaient murées.

Entre ces deux portes :

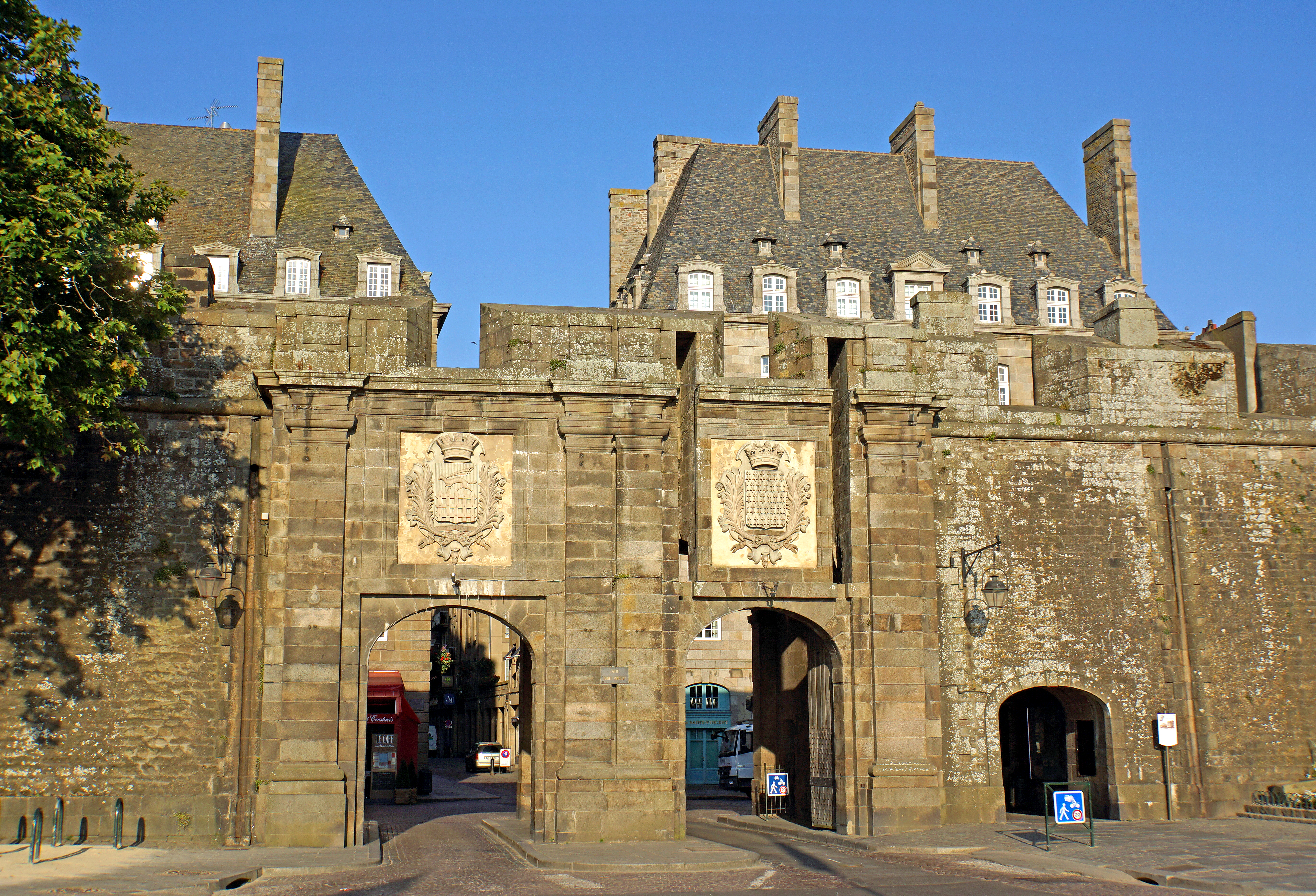
La Porte Saint-Vincent.

- La porte Saint-Vincent, elle fut construite entre 1708 et 1710 et fait partie du premier accroissement de la cité dit du Fief. Ses parapets sont surmontés de 19 embrasures, armées de pièces de 6,8, et de 12, et une meurtrière, 7 enfilent le sillon, 12 battent la petite Grève qui n'existe plus, et les Talards. Deux écussons ornent sa façade l'un à gauche représente les armories de la ville de Saint-Malo : (herse surmontée de l'hermine) et à droite celles du duché de Bretagne. La chaussée de granit actuelle date de 1733[159]. Les cheminées des 32 casemates sont toujours existantes. Ces casemates furent successivement des appartements, puis de nos jours des commerces, avec un étage. Elle fut doublée en 1890.

Puis revenant en arrière le long du quai Saint-Louis :
- La porte Saint-Louis, percée dans la courtine, en 1721, lors du troisième accroissement, elle ne fut ouverte qu'en 1874. Elle fait face au bassin Vauban, sur le quai Saint-Louis, et à l'intérieur de la cité, à la rue de Toulouse et la rue de Chartres. Elle jouxte le flanc nord du bastion Saint-Louis (1716-1721), qui est couronné de 18 embrasures, et renferme deux magasins voûtés. On dut faire usage de la dynamite tellement le granit était dur[160]. Les passagers anglais débarquaient sur ce quai et l'ouverture de cette porte leur facilitait l'accès aux bureaux des banques situés rue de Toulouse.
- La porte de Dinan, au XVIIIe siècle, appelée porte de la Marine, ou porte de l'Évêque, car c'est par celle-ci qu'il faisait sa première entrée dans la ville. Elle fut construite en 1714, par Siméon Garangeau, lors des travaux du second accroissement, et remplaça l'ancienne poterne de Brevet qui servait jadis de sortie du côté sud de l'enceinte primitive de la ville, dans l'axe de celle-ci, à hauteur des actuelles rues de Dinan, d'Estrées et des vieux remparts. Elle fut dénommée porte de la Marine, car les bureaux de la Marine se trouvaient au rez-de-chaussée de l'immeuble situé à gauche de la porte en entrant (1 rue Saint-Philippe). Surcouf habita après son mariage en 1801 cet ancien hôtel dont les façades ont été reconstruites à l'identique après 1944.

Elle est encastrée de deux pilastres à bossages, et était ornée, avant la Révolution, des armes du roi, posées en 1721. Des inscriptions en latin, rappellent que le territoire de la ville s'est agrandi et que l'évêque et la chapitre de Saint-Malo ont concédé le terrain. Elle est encadrée du côté ville de deux salles voûtées, aménagées dans l'épaisseur du rempart. Elle était précédée d'un pont-levis.
Le passage très fréquent des bateaux qui descendaient la Rance, depuis Dinan pour ravitailler Saint-Malo, a donné le nom de cette première ville à la porte et au quai, ainsi qu'à la rue en face. Elle est classée au titre des monuments historiques depuis 1886.
- La poterne d'Estrées, ouverte en 1933, entre le bastion de Hollande et celui de Saint-Philippe, elle ouvre sur la plage du Môle, et fait face à la rue d'Estrées. Par vent de noroît et les jours de tempête, l'eau passe par là aussi.
- La porte Saint-Pierre, ouvre sur la plage de Bon-Secours
- La porte des Bés, elle donne sur la plage de Bon-Secours, et fut ouverte en 1884 pour faciliter l'accès au Petit-Bé au pied duquel arrivaient les vedettes à vapeur en provenance de Dinard. Elle fut réalisée dans la tour Notre-Dame, dite aussi de La Découvrance. C'est depuis ce lieu que le guet vit le 26 novembre 1693, la flotte anglaise mouiller sous La Conchée, prête à assaillir la Cité.
- La porte des Champs Vauverts, ouverte en 1879, elle donne sur les rochers qui encerclent la tour Bidouane, et permettant d'accéder à la grève de Malo et de Bon-Secours. Accès facile pour le Grand Bé et le Petit Bé
- La poterne aux Normands, son nom vient probablement des rochers se trouvant en face dits  Les Pierres aux Normands. Elle fut reconstruite après les bombardements et l'incendie de 1944
- La poterne Jean de Chatillon, ouverte en 1757, condamnée en 1871, lors de l'ouverture de la porte Saint-Pierre, elle fut rouverte en 1958. Elle s'appela poterne de Bon-Secours, jusqu'en 1971 et poterne de la Surveillance, pendant la Révolution. Elle donne rue de la Crosse et permet l'accès à la grève de Bon-Secours.

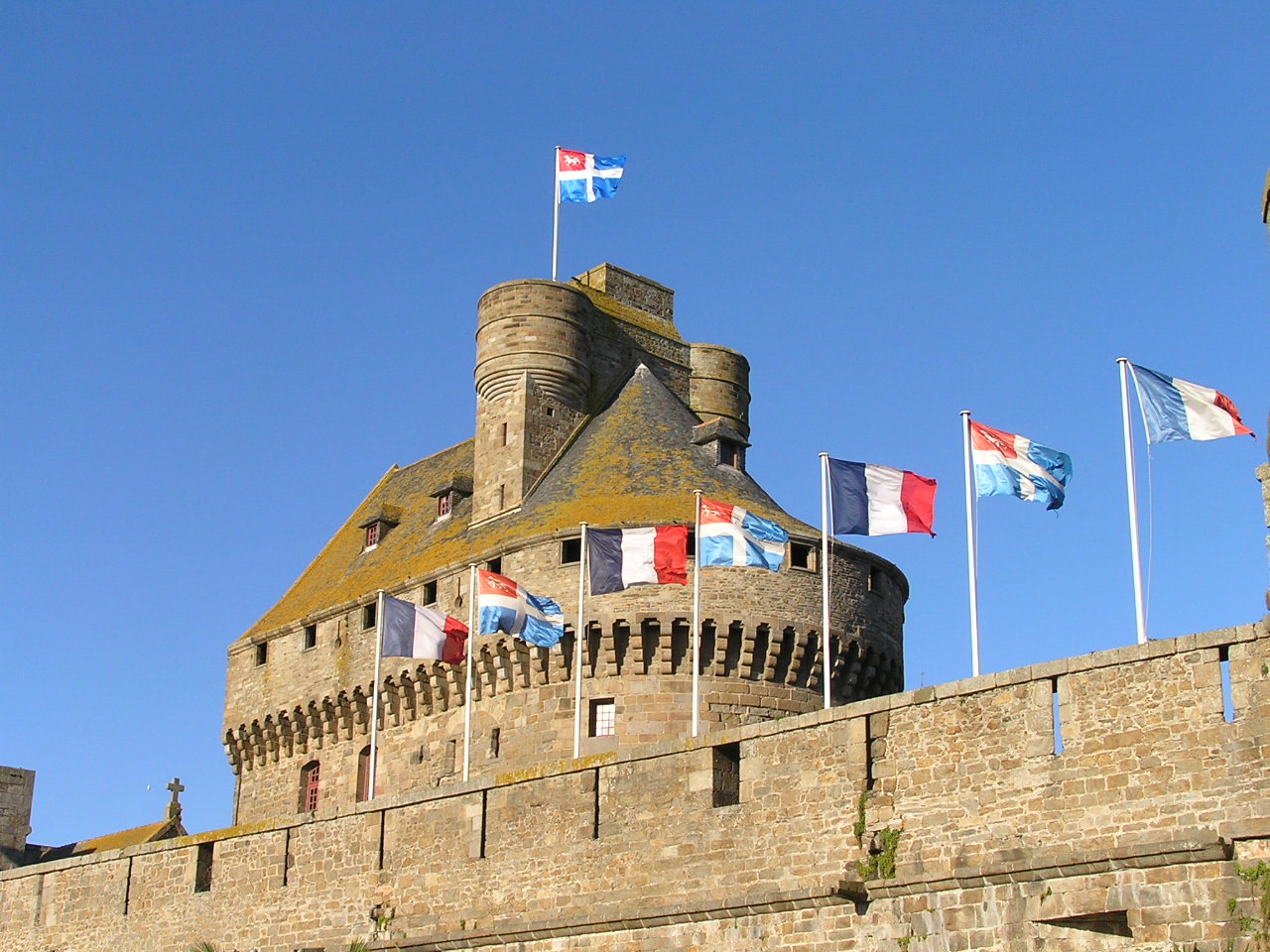
Château de Saint-Malo, le donjon.

Le château de Saint-Malo, qui héberge aujourd'hui la mairie, a été construit par les ducs de Bretagne puis aménagé et modernisé par Siméon Garangeau, disciple de Vauban. Par ailleurs, son donjon abrite actuellement le musée d'Histoire de la Ville et du Pays Malouin. Intégré à la partie nord de l'enceinte par la porte Saint-Thomas, il s'en sépare − au sud-est de la porte Saint-Vincent − par une interruption, cette dernière correspondant à l'ancienne douve qui l'isolait du reste de la ville.
Au centre de la Cité historique se dresse la cathédrale Saint-Vincent de Saint-Malo, dédiée à saint Vincent de Saragosse, repérable à son clocher dominant les toits.

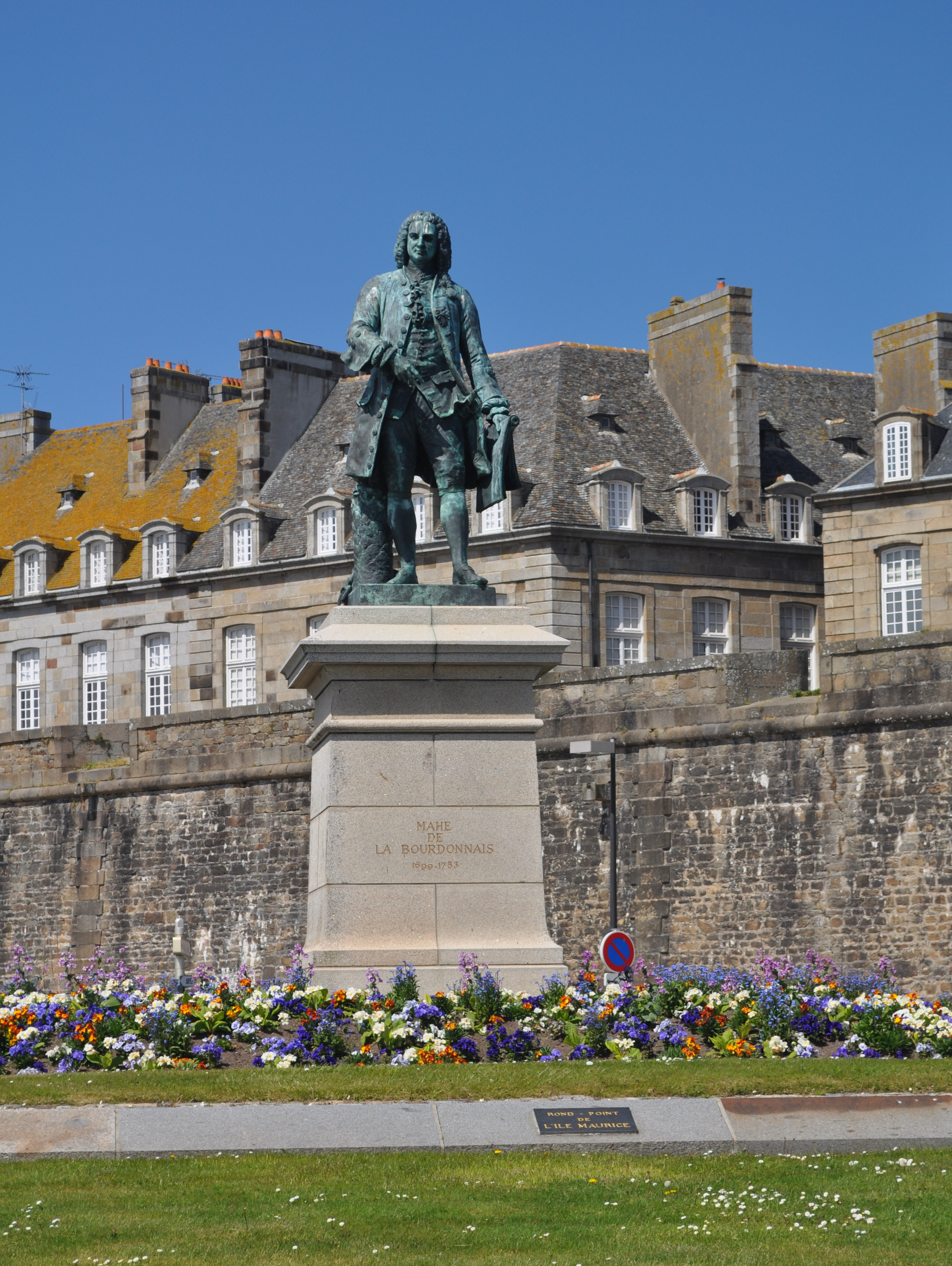
Monument à Mahé de La Bourdonnais.

Sur le tour des remparts — mais aussi dans la ville — on trouve disséminées les monuments à Jacques Cartier, Duguay-Trouin ,Surcouf , Chateaubriand ou de Mahé de la Bourdonnais.

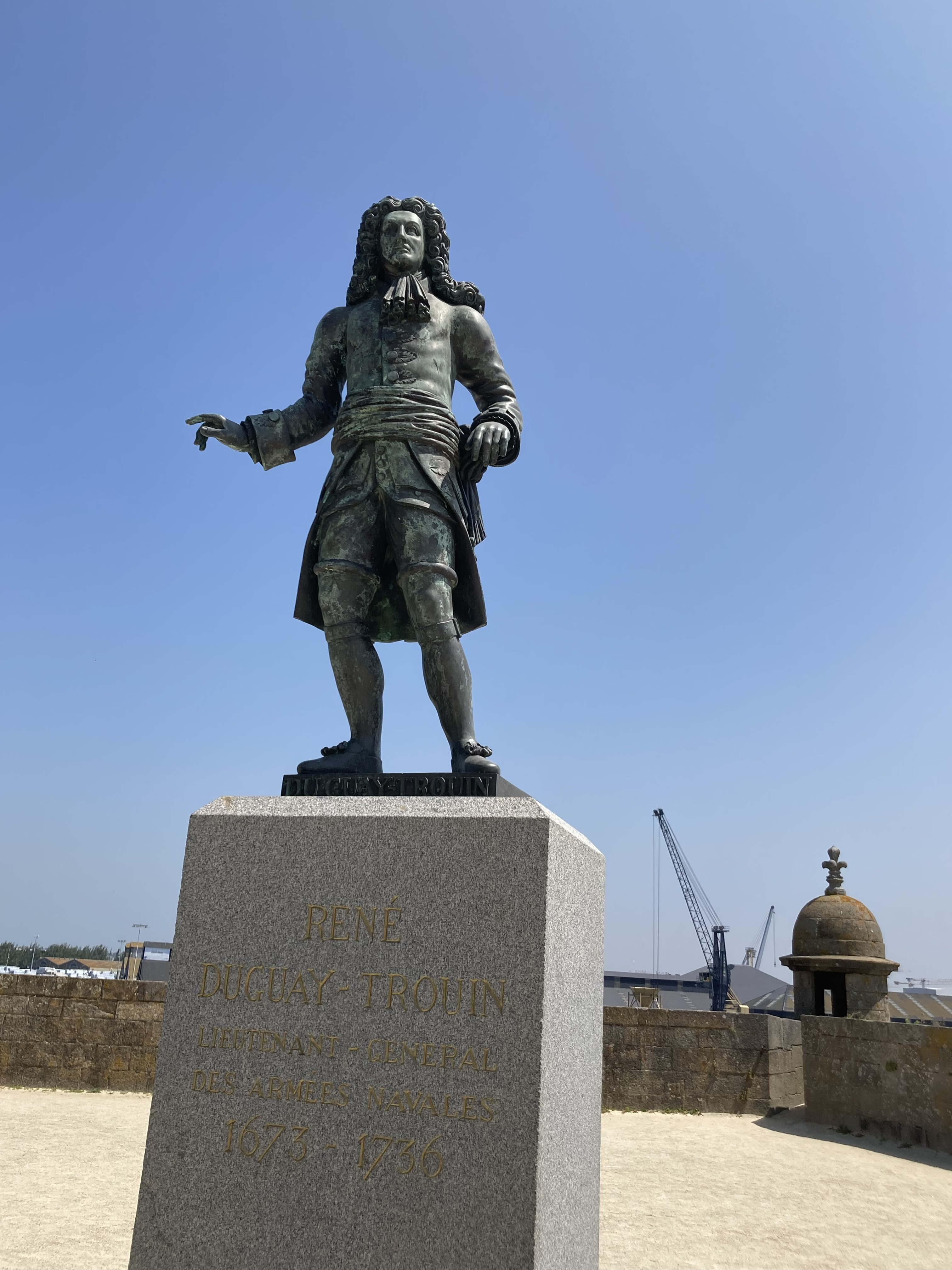
Statue de Duguay-Trouin.

Comme autres points d'attraction permanents aux abords des remparts, le Fort National, au nord de la Cité historique, est accessible à marée basse, tout comme le fort du Petit Bé, et la tombe de Chateaubriand sur l'île du Grand Bé.
Les remparts de Saint-Malo doivent accueillir en 2028 un musée maritime municipal, au sein de l'École nationale supérieure maritime, sur le site de l'école d'hydrographie voulue par Colbert. Dévoilé en novembre 2023, le projet prévoit l'accueil de 13 000 objets et a pour objectif d'accueillir plus 120 000 visiteurs chaque année.

#### Saint-Servan
- La tour Solidor, qui abrite le musée international du Long-Cours Cap-Hornier ;
- L'ancienne cathédrale Saint-Pierre d'Alet (en ruines) ;
- Vestiges de murs gallo-romains d'Alet ;
- La goule au Loup, une grotte marine ;
- La base allemande de la Cité qui abrite le mémorial 39/45, lieu de mémoire consacré aux fortifications dressées par l'armée allemande et à la libération de la ville ;
- Le fort de la Cité et son ancien corps de douaniers donnant sur le chemin de la Corderie, face à la tour Solidor et à l'estuaire de la Rance ;
- Église Saint-Jean-l'Évangéliste : fresque sur la façade par Geoffroy Dauvergne, restaurée en 2014, à l'intérieur statue en bois de Saint-Jean l'Évangéliste par Jean Fréour, et une statue de Vierge à l'Enfant par Victor Feltrin (1909-1993) ;
- Réalisées dans le cadre du 1 % artistique dans trois écoles, une dizaine de fresques de Geoffroy Dauvergne : La Cité, Bel-Air, Petit-Trianon[163] ;
- la fresque d'André-Aleth Masson à l'école de Bellevue ;
- Le grand aquarium Saint-Malo, avec son anneau à requins, situé aux abords de la ville. C'est le second établissement touristique privé le plus visité de Bretagne[164].

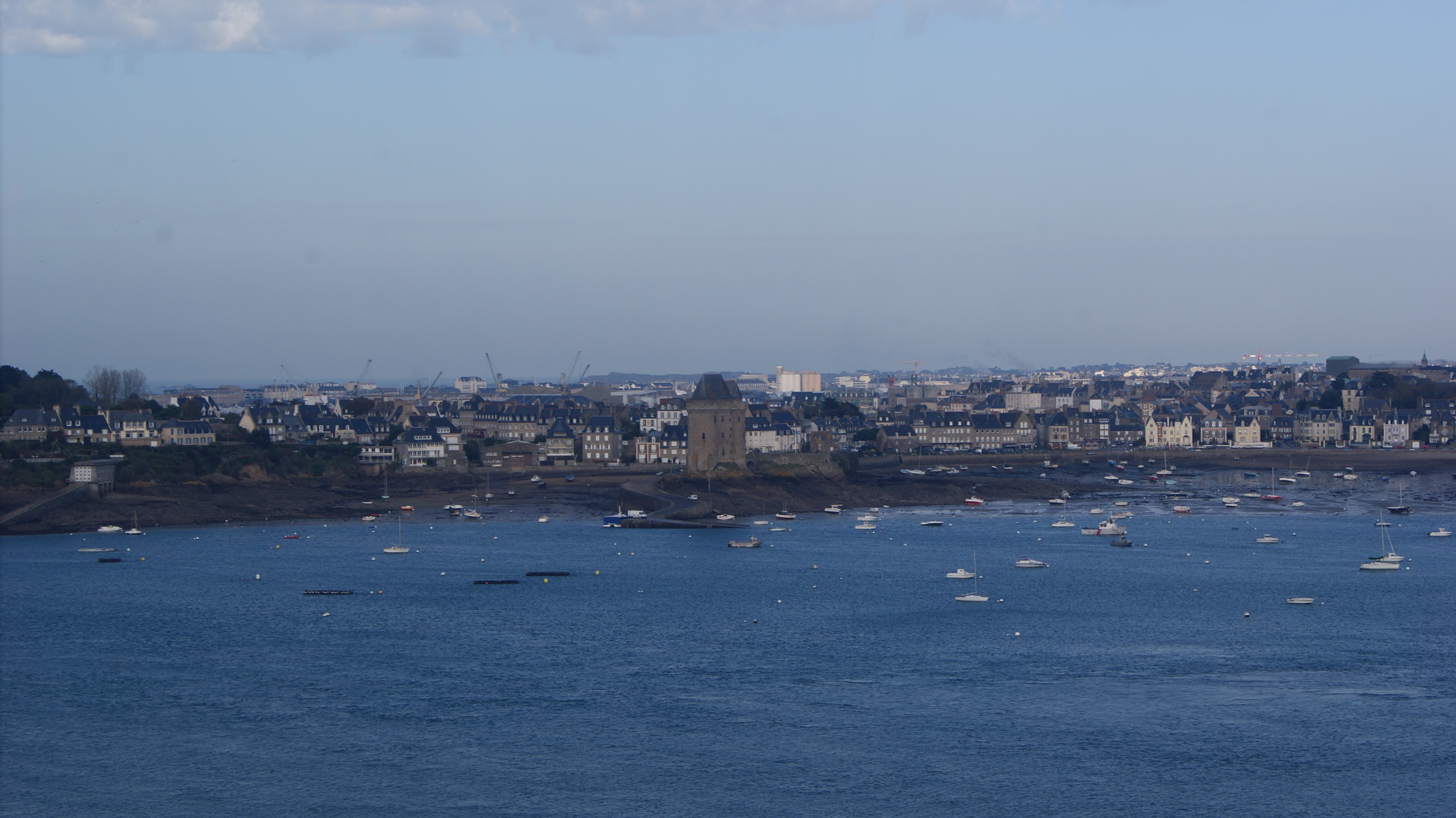
Vue sur Saint-Servan depuis Dinard.
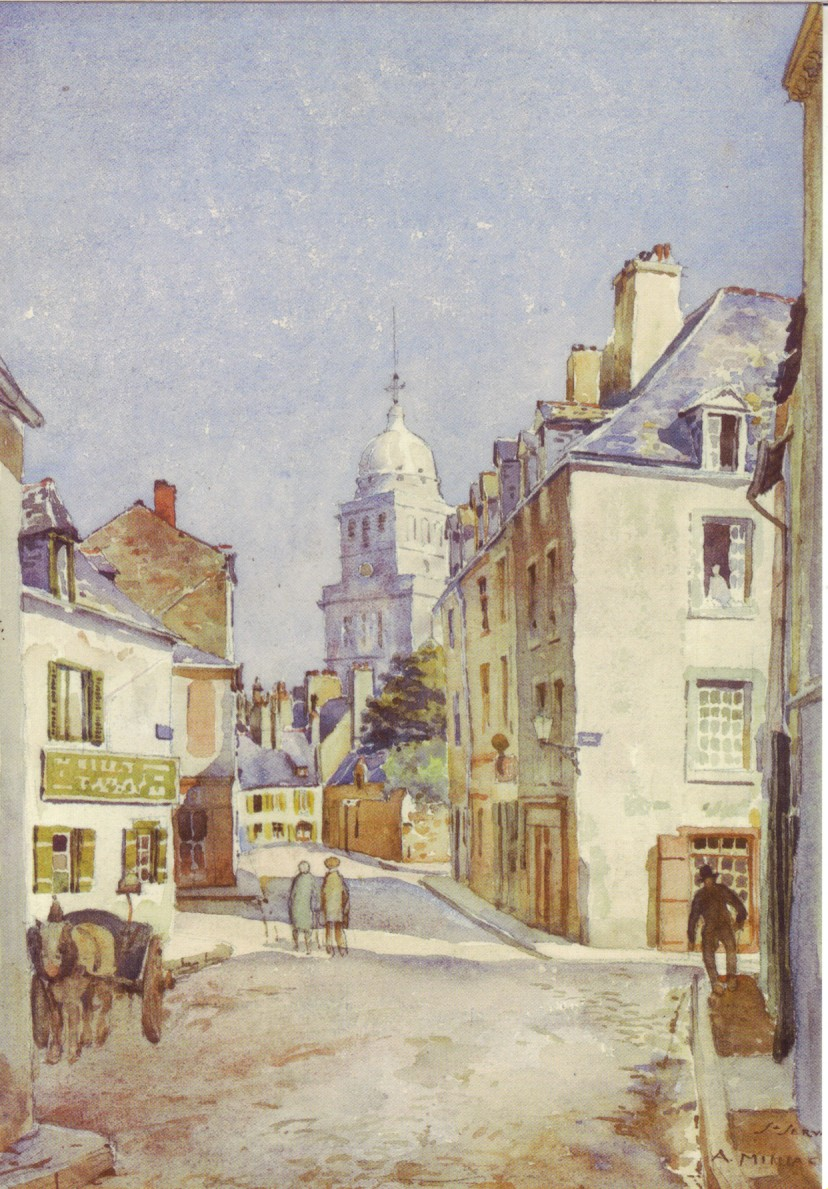
Aquarelle d'Alexandre Miniac, L'Église servannaise Sainte-Croix depuis la rue Ernest Lamort, carte postale de Saint-Servan.
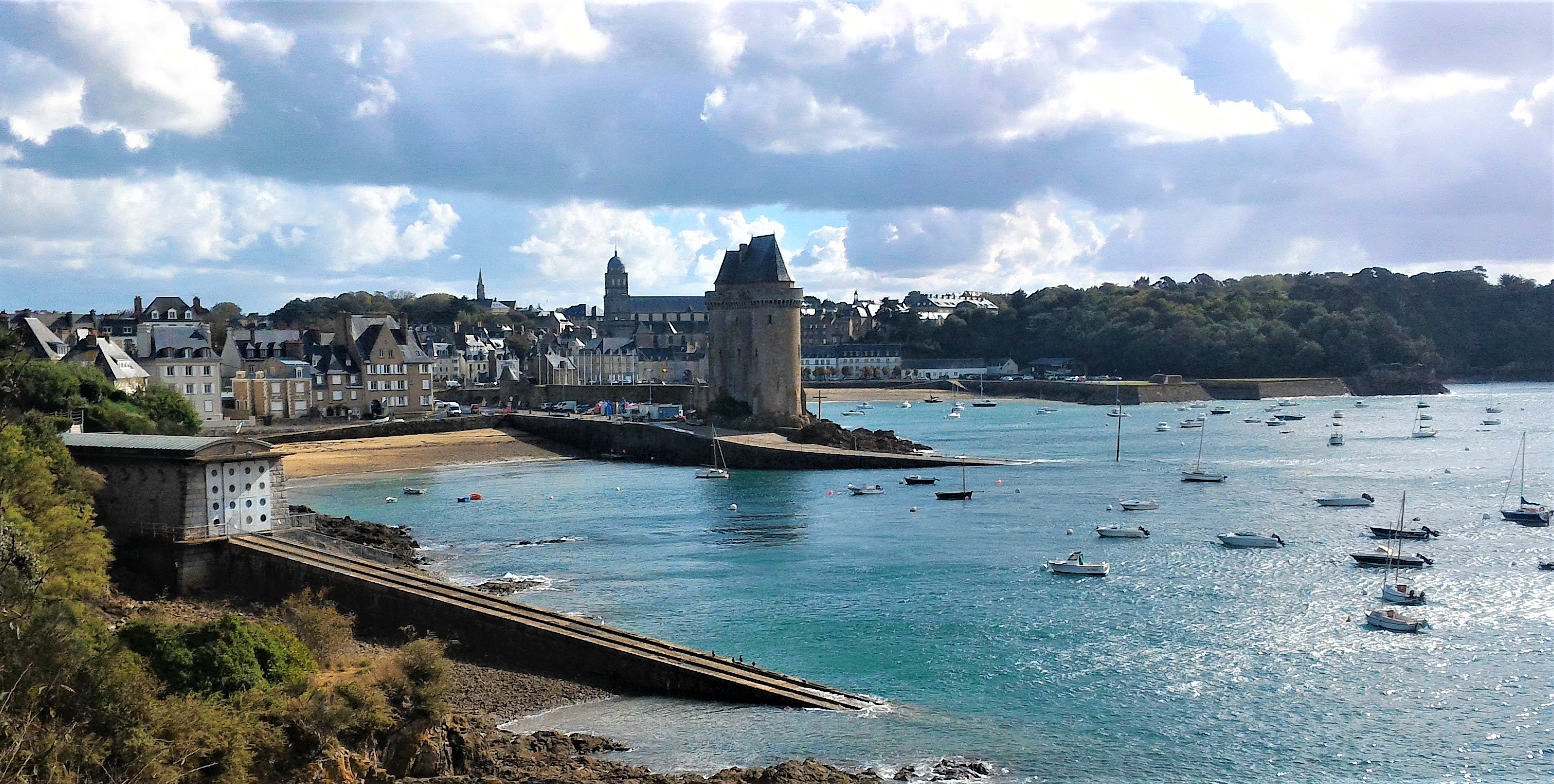
Saint-Servan, la tour Solidor, vue depuis le chemin de la Corderie.
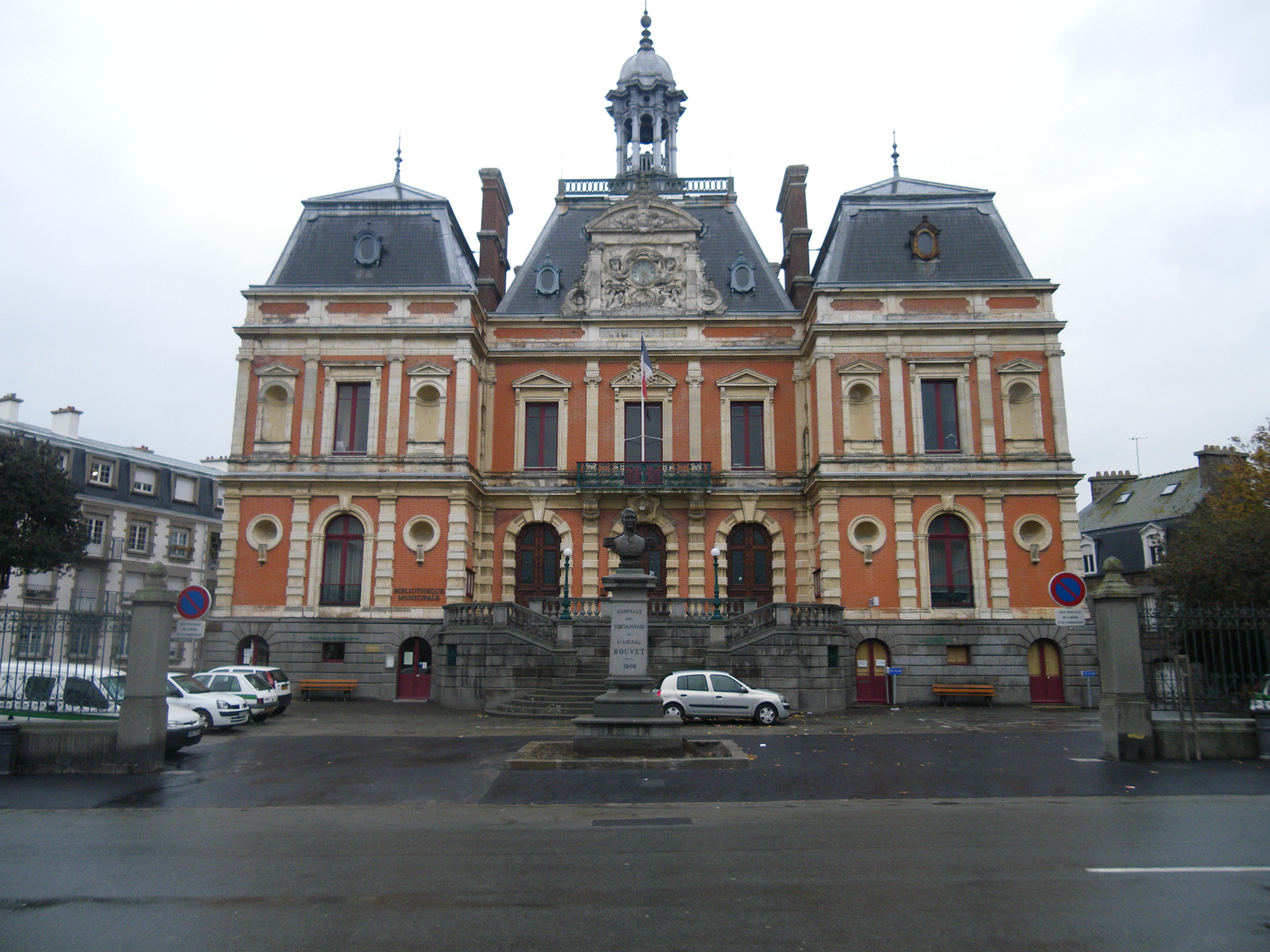
La mairie de Saint-Servan.
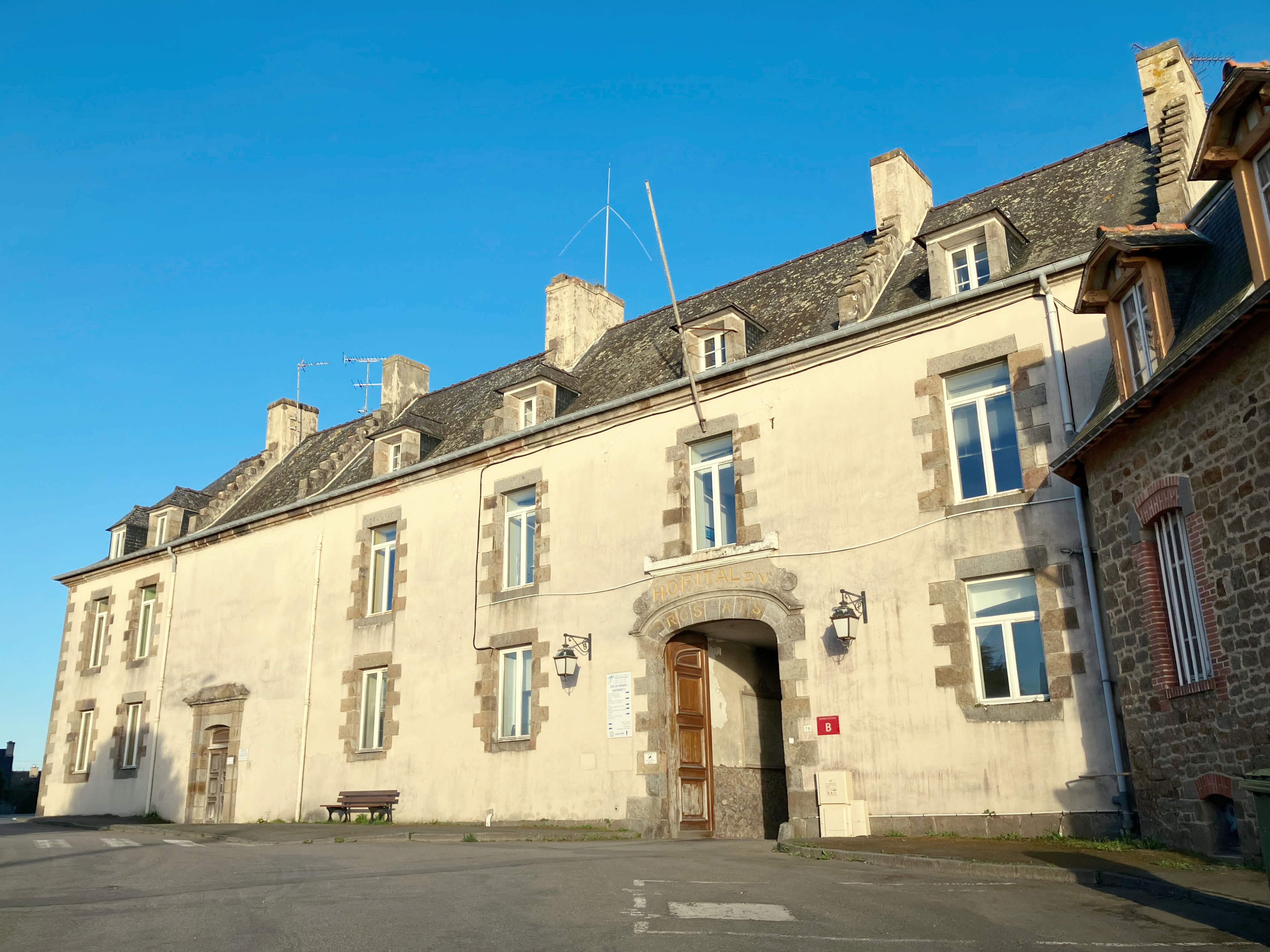
L'hôpital du Rosais.

#### Rothéneuf

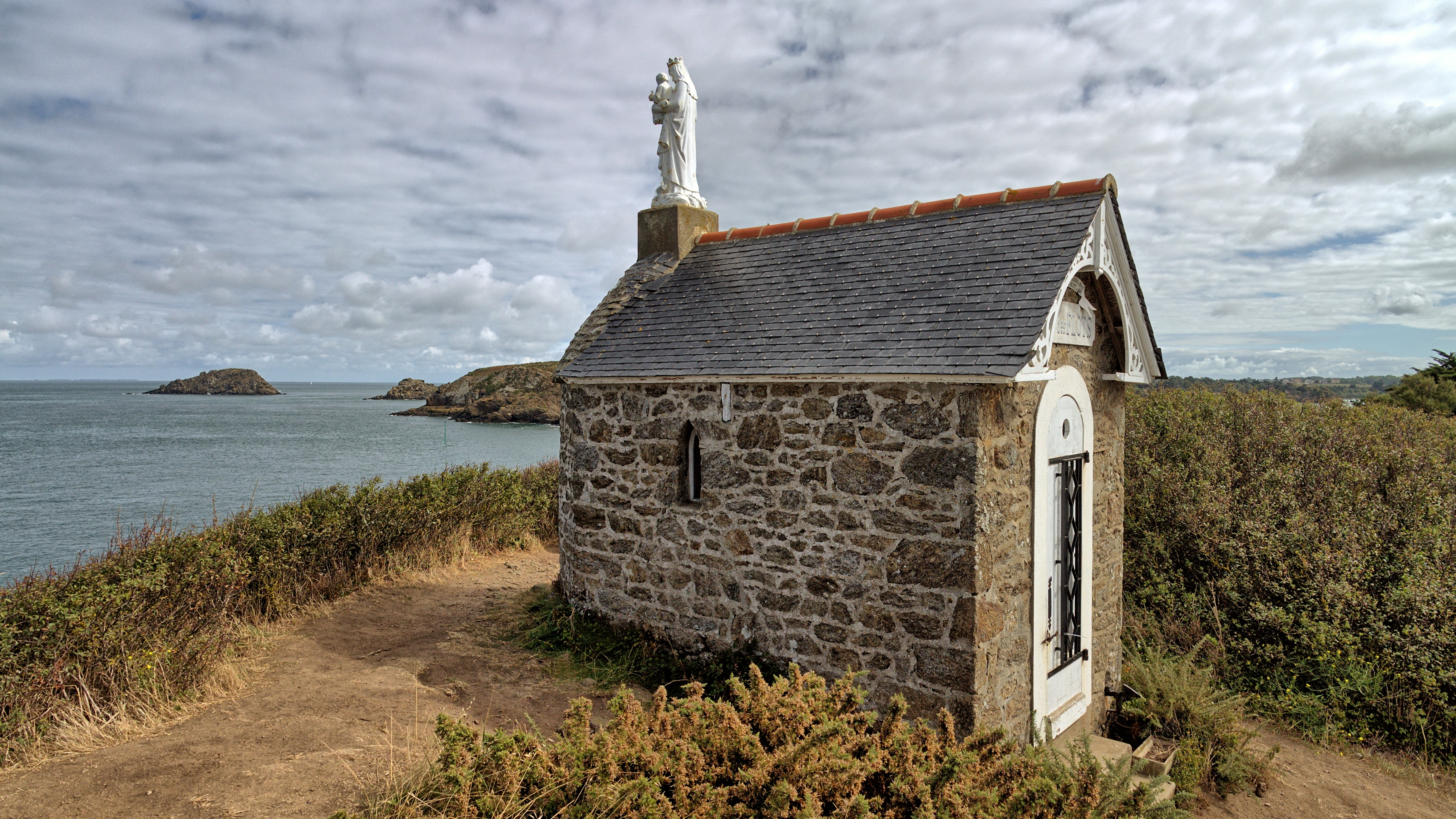
La chapelle Notre-Dame-des-Flots.

- Les rochers sculptés de Rothéneuf ;
- le manoir de Limoëlou, le manoir de Jacques Cartier ;
- la chapelle Notre-Dame-des-Flots[165] : ancienne guérite des douaniers reconvertie en chapelle en 1889.

#### Autres

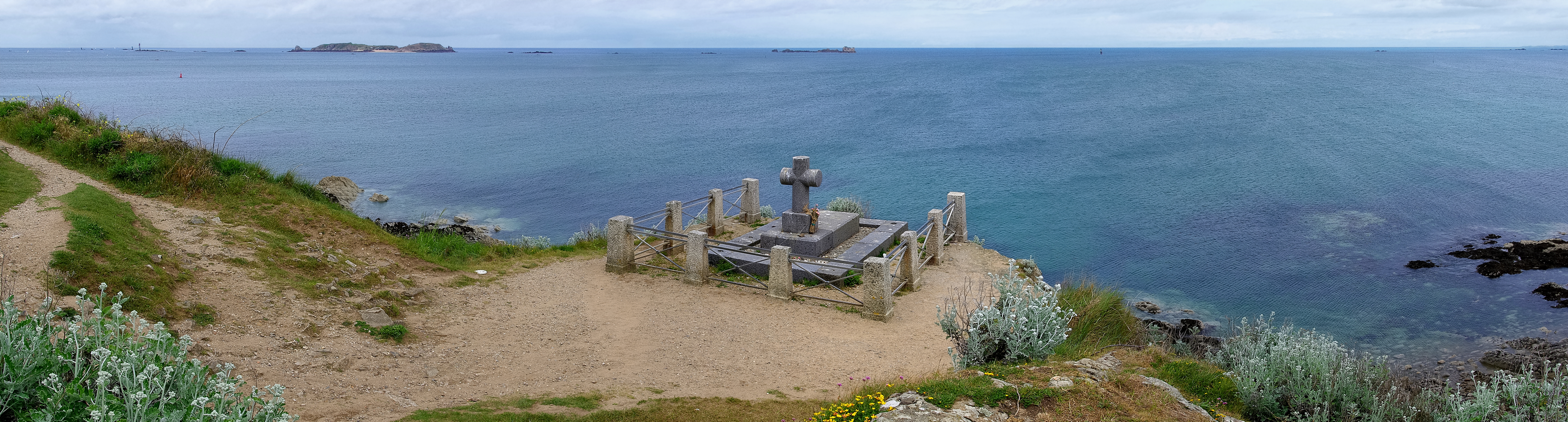
Tombe de Chateaubriand en granite de Lanhélin bleu comme la mer, limité par dix bornes en granite de Brusvily.

- L'île de Cézembre, accessible par bateau depuis Saint-Malo ;
- Le Grand Bé, avec le tombeau de Chateaubriand.

### Personnalités liées à Saint-Malo

#### Histoire et Politique
- Saint Aaron (VIe siècle), ermite.
- Saint Malo (VIe siècle), ermite et premier évêque d'Aleth.
- Saint Gurval (VIe siècle), disciple de Saint Brendan et deuxième évêque d'Aleth.
- Saint Enogat (VIIe siècle), 5e évêque d'Aleth.
- Saint Maëlmon (VIIe siècle), 6e évêque d'Aleth.
- Hélogar, évêque d'Aleth de 799 à 817.
- Rethvalatr, évêque d'Aleth de 844 à 866.
- Saint Bili (840-915), diacre d'Aleth puis évêque de Vannes, auteur de la Vie de saint Malo et responsable du retour des reliques de saint Malo dans la ville.
- Ratwili, évêque d'Aleth de 866 à 872.
- Salvator, évêque d'Aleth de 944 à 952 durant l'invasion viking.
- Benoît-Judicaël, évêque d'Aleth de 1086 à 1112.
- Donoald, évêque d'Aleth de 1120 à 1142.
- Jean de la Grille, ou Jean de Châtillon (1098-1163), évêque d'Aleth, premier évêque de Saint-Malo.
- Raoul Rousselet, évêque de Saint Malo de 1311 à 1316.
- Josselin de Rohan (vers 1320-1388), évêque de Saint-Malo, en rivalité avec le duc Jean IV de Bretagne à propos de la juridiction temporelle sur la ville, il confie le sort de la ville au pape Urbain VI qui la confie au roi Charles VI.
- Robert de la Motte, évêque de Saint-Malo de 1389 à 1423), comme son prédécesseur, en rivalité avec le duc Jean IV de Bretagne.
- Guillaume de Montfort (fin XIVe siècle-1432), évêque de Saint-Malo, en rivalité avec le duc Jean V pour la juridiction temporelle de Saint-Malo, il est fait cardinal en janvier 1432.
- Pierre de Rieux (1389-1439), gouverneur de Saint-Malo et maréchal de France.
- Guillaume Briçonnet (1445-1514), évêque de Saint-Malo, ministre de Charles VIII et cardinal.
- Denis Briçonnet (1473-1535), évêque de Saint-Malo, artisan de la réforme de l'Église.
- Guillaume Le Gouverneur (1573-1630), évêque de Saint-Malo et conseiller d'Henri IV.
- Nicolas Magon de la Chipaudière (1644-1740), connétable de Saint-Malo.
- Nicolas Géraldin (1658-1748), noble d'origine irlandaise, négociant armateur à Saint-Malo et maire de la ville de 1713 à 1716.
- Jean de Serré de Rieux (Saint-Malo, 1668-Versailles, 1747) (alias [Jean-]François-Joseph de Seré, Sgr de Rieux, près de Tillé, Oise), parlementaire parisien, poète, mélomane[167].
- Alain Magon de la Terlaye (1676-1748), Lieutenant-Général des armées du roi.
- Nicolas-Charles-Joseph Trublet (1697-1770), homme d'église et moraliste, rival de Voltaire.
- Jean-Joseph de Fogasses d'Entrechaux de La Bastie (1704-1767), évêque de Saint-Malo de 1739 à 1767.
- Antoine-Jean-Marie Thévenard (1733-1815), officier de marine et ministre de la Marine de Louis XVI, sénateur et comte d'Empire.
- Vincent de Gournay (1712-1759), négociant et économiste.
- René Magon de La Villebague (1722-1778), administrateur colonial, gouverneur des Mascareignes puis intendant de Saint-Domingue.
- Bernard François Bertrand de Picot de la Motte (1734-1797), maréchal de camp des armées de la Royauté, né dans la commune.
- Pierre-Joseph de Clorivière (1735-1820), jésuite, organisateur de la ré-introduction de la Compagnie de Jésus en France.
- Pierre-Jacques Meslé de Grandclos (1728-1806), armateur et négociant.
- Jean Julien Bodinier (1747-1819), négociant-armateur et homme politique né à Saint-Malo, député d'Ille-et-Vilaine.
- Nicolas Lemarchand (1750-1819), homme politique.
- Étienne-Eusèbe-Joseph Huard (1753-1789), homme politique né à Saint-Malo, député aux États généraux de 1789.
- Bernard Thomas Tréhouart (1754-1804), armateur et maire de la ville.
- Gilles François Sébire (1760-1813), homme politique.
- André Désilles (1767-1791), officier lors de la Révolution.
- Jean-Baptiste Garnier du Fougeray (1768-1843), homme politique.
- Auguste Ferron de La Ferronnays (1777-1842), homme politique, ministre des Affaires étrangères sous la Restauration.
- Jean-Marie de La Mennais (1780-1860), prêtre, fondateur d'un institut de frères enseignants.
- Félicité Robert de Lamennais (1782-1854), prêtre, philosophe, écrivain et homme politique.
- Jeanne Jugan (1792-1879), religieuse, fondatrice de la congrégation des Petites Sœurs des pauvres à Saint-Servan, canonisée en 2009.
- Marie-Amélie Fristel (1798-1866), religieuse, fondatrice de la Congrégation des Saints-Cœurs de Jésus et de Marie, vouant sa vie aux pauvres, elle fut déclarée vénérable.
- Charles Pierre Rouxin (1814-1891), né à Saint-Malo, homme politique, maire de Saint-Malo, député d'Ille-et-Vilaine, inhumé à Rocabey.
- Adolphe Julien Fouéré (1839-1910), prêtre, sculpteur des rochers sculptés de Rothéneuf.
- Louis Duchesne (1843-1922), prêtre, historien, membre de l'Académie française.
- Hippolyte Morel (1846-1922), homme politique.
- Ferdinand-Jean-Jacques de Bon (1861-1923), amiral, chef d'état-major de la Marine durant la Première Guerre mondiale.
- Olivier-François Ameline (1862-1935), industriel et parlementaire.
- Alain de Boismenu (1870-1953), vénérable, évêque de Papouasie-Nouvelle-Guinée.
- Charles Guernier (1870-1943), homme politique.
- Edmond Miniac (1884-1947), avocat général à la cour de cassation.
- Georges Revers (1891-1974), général d'armée, chef de l'O.R.A. en 1943.
- Joseph Pouliquen (1897-1988), héros de la France libre, créateur de l'escadrille Normandie-Niémen.
- Guy La Chambre (1898-1975), homme politique, maire de la ville de 1947 à 1965, ministre de la Troisième et de la Quatrième République.
- Pierre Vallerie (1903-1988), général d'armée, secrétaire général de la Défense, contrôleur général des armées, maire-adjoint de Saint-Malo (1967-1977) et résistant, mort à Saint-Ideuc.
- Jacques Le Gall (1921-2021), résistant, décédé à Saint-Malo.
- Jean Morel (1922- 2019), né à Paris, fait partie des 177 Commandos Kieffer qui ont débarqué en Normandie en juin 1944. Il est fait citoyen d'honneur de la ville le 14 décembre 2012.
- Georges Pinault (1928-2000), nationaliste breton et linguiste.
- Pierre Milza (1932-2018), historien.
- René Couaneau (né en 1936) député d'Ille-et-Vilaine de 1988 à 2012 et maire de Saint-Malo de 1989 à 2014.
- Christophe Pierre (né en 1946), prélat français, nonce apostolique en Haïti, Ouganda (en), au Mexique (en) puis aux États-Unis.
- Jacques Habert (né en 1960 à Saint-Malo), évêque de Séez.
- Gilles Lurton (né en 1963), homme politique français.
- Annick Girardin (née en 1964 à Saint-Malo), députée de Saint-Pierre-et-Miquelon, secrétaire d'État auprès du ministre des Affaires étrangères, chargée du Développement et de la Francophonie de 2014 à 2016, ministre des Outre-Mer depuis mai 2017 et 2020 puis ministre de la mer entre 2020 et 2022.
- Anne Lehoërff (1968-), archéologue et historienne, spécialiste de la Protohistoire.
- Alexandre Joly (né en 1971 à Saint-Malo), évêque de Troyes.

#### Corsaires, navigateurs et explorateurs
- Saint Brendan (vers 484-vers 571), missionnaire et navigateur, maître de saint Malo.
- Jacques Cartier (1491-1557), découvreur et explorateur du Canada (Nouvelle-France).
- Michel Frotet de la Bardelière (1549-1602), navigateur et explorateur de l'océan Indien.
- François Gravé, sieur du Pont (1560-1629), marchand, navigateur et explorateur du Canada (Nouvelle-France).
- François Grout du Closneuf (1567-1602), navigateur et explorateur de l'Océan Indien.
- Guillaume Couillard (1588-1663), sieur de l'Espinay, Premier colon de la Nouvelle-France (Canada) à être anobli par le roi de France.
- Alexandre-Olivier Exquemelin (vers.1645- après 1707), chirurgien et flibustier, Il se marie le 9 juin 1690 à Saint-Malo avec une femme issue de la bourgeoisie nommée Julienne Legrand, ce qui permet de savoir qu'il n'est pas resté protestant toute sa vie[168]. il a laissé une histoire de la flibuste en partie autobiographique.
- Pierre Porcon de La Barbinais (1639-1681?), capitaine de vaisseau, surnommé le « Regulus » malouin.
- Jean Magon de la Lande (1641-1709), corsaire, armateur et négociant.
- Jean Heurtault de Bricourt (1644-1705), armateur et négociant.
- Noël Danycan de l'Épine (1651-1731), corsaire, armateur et négociant.
- Charles Porée de La Touche (1652-1708), corsaire, armateur et négociant.
- Jacques Gouin de Beauchêne (1652-1730), navigateur et découvreur des Mers du Sud (Îles Malouines).
- Pierre Perrée du Coudray de la Villestreux (1656-XVIIIe siècle), corsaire, armateur et navigateur, découvreur des Mers du Sud.
- François Le Fer du Pin (1664-1728), corsaire et armateur.
- René Moreau de Maupertuis (1664-1746), corsaire, armateur et directeur de la Compagnie des Indes Occidentales.
- Alain Porée du Breil (1665-1730), corsaire, armateur et navigateur, découvreur des Mers du Sud.
- Phillip Walsh (1666-1708), corsaire et armateur.
- Jean-Baptiste Le Gobien (1668-1723), navigateur et armateur, Directeur de la Compagnie française des Indes Orientales.
- Guillaume Dufresne d'Arsel (1668, 1738), capitaine, navigateur, colonisateur de l'île Maurice et introducteur du café aux Mascareignes.
- François Le Fer, sieur de Beauvais (1672-1738), corsaire, armateur et négociant, l'un des financeurs de la première expédition de Moka.
- René Duguay-Trouin (1673-1736), corsaire, lieutenant-général de la Marine sous Louis XIV.
- François-Auguste Magon de la Lande (1679-1761), négociant, armateur, navigateur et corsaire.
- Amédée François Frézier (1682-1773), ingénieur militaire originaire de Chambéry, adjoint de Siméon Garangeau, navigateur, explorateur, cartographe et botaniste.
- Luc Magon de la Balue (1685-1750), armateur et négociant.
- Bertrand-François Mahé de La Bourdonnais (1699-1753), navigateur et administrateur des Mascareignes, fondateur de Port-Louis
- Antoine Walsh (1703-1763), armateur établit à Nantes, fondateur de la Société d'Angola et financier de l'expédition jacobite de Charles Edouard Stuart de 1745-1746 (Bataille de Culloden)
- Jacques-François Grout de Saint-Georges (1704-1763), officier de marine.
- François Jacques Walsh de Serrant (1704-1782), armateur négrier, fils de Philipp et frère d'Antoine, Comte de Serrant en 1755.
- Jean-Baptiste Charles Bouvet de Lozier (1705-1786), navigateur et explorateur (île Bouvet).
- Mathieu Loyson de La Rondinière (1710- 1773), corsaire et armateur.
- Jacques Yves Blondela de Taisy (1713-1788), corsaire.
- Nicolas-Pierre Duclos-Guyot  (1722-1794), navigateur français.
- Marc Joseph Marion du Fresne (ou Marion Dufresne) (1724-1772), navigateur et explorateur (île Crozet, île Marion ,Tasmanie et Nouvelle-Zélande)
- François Chenard de la Giraudais (1727-1776), navigateur et explorateur, commandant de l'Etoile; lors de l'expédition de Louis-Antoine de Bougainville (1766-1769).
- Pierre Bouvet de Maisonneuve (1750-1795), Officier de Marine.
- Louis de Grandpré (1761-1846), navigateur.
- François Michel Blondela (1761-1788), officier de marine, explorateur, dessinateur, membre de l'expédition de La Pérouse
- Charles René Magon de Médine (1763-1805), officier de marine, contre-amiral à la bataille de Trafalgar.
- Pierre Le Gobien (1767-1788), officier de marine, membre de l'expédition de La Pérouse.
- René Noël Rosse (1767-1826), corsaire.
- Joseph Marie Potier de la Houssaye (1768-1830), corsaire et négrier, cousin de Robert Surcouf.
- Jean-Marie Dutertre (1768-1811), corsaire.
- Pierre Guillaume Gicquel des Touches (1770-1824), navigateur et explorateur, membre de l'expédition d'Entrecasteaux puis de l'expédition Baudin vers les Terres Australes.
- Nicolas Surcouf (1770-1848), armateur, corsaire.
- Pierre-Henry Gauttier du Parc (1772-1850), officier de marine et hydrographe, découvreur, avec Jules Dumont-d'Urville, de la Vénus de Milo.
- Robert Surcouf (1773-1827), marin, armateur, corsaire.
- Pierre François Etienne Bouvet de Maisonneuve (1775-1860), corsaire et officier de marine.
- Guillaume-Marie Angenard (1776-1837), corsaire.
- Auguste Duhaut-Cilly (1790-1849), navigateur puis maire de Saint-Servan.
- Auguste-Léopold Protet (1808-1862), officier de marine et fondateur de la ville de Dakar.
- Jean-Baptiste Charcot (1867-1936), médecin, navigateur et explorateur.

#### Sciences
- Pierre Louis Moreau de Maupertuis (1698-1759), mathématicien et astronome, inventeur du principe de moindre action, à la base de la mécanique quantique et de la relativité.
- Julien Offray de La Mettrie (1709-1751), médecin et philosophe.
- François Broussais (1772-1838), médecin.
- Jean-Marie Duhamel (1797-1872), mathématicien et physicien.
- George Albert Boulenger (1858-1937), zoologiste britannique d'origine belge, est décédé à Saint-Malo.
- Louis Bachelier (1870-1946), mathématicien, mort à Saint-Servan.
- Paul Germain (1920-2009), Scientifique né à Saint-Malo.
- Vincent Calvez (1981), mathématicien né à Saint-Malo.

#### Arts
- Siméon Garangeau (1647-1741), officier, architecte et ingénieur du roi.
- Louis Duveau (1818-1867), artiste peintre, natif de Saint-Malo.
- Henri Arondel (1827-1900), artiste peintre et conseiller municipal.
- Eugène Hawke (1830-1914), architecte.
- Eugène Lawrence Vail (1857-1934), artiste peintre.
- Yves Victor Hémar (1886-1955), architecte du style néo-breton.
- Berthe Dubut (1894-1983), sculptrice et graveuse en médailles, y est morte.
- Etienne Blandin (1903-1991), peintre de la Marine, caricaturiste.
- Éliane Petit de La Villéon (1910-1969), artiste peintre, graveur, sculptrice.
- Michel Etevenon (1914-2001), publicitaire et créateur de la Route du Rhum.
- André-Aleth Masson (1919-2009), céramiste, sculpteur, peintre et graveur.
- Geoffroy Dauvergne (1922-1977), artiste peintre, fresquiste, auteur de fresques dans les écoles de la ville, inhumé au cimetière du Rosais.
- Jacques Villeglé (1926-2022), affichiste, plasticien.
- Michel Laclotte (1929-2021), historien de l'art et conservateur, initiateur du Musée d'Orsay et directeur du Musée du Louvre.
- Gwen Jégou (1931-2011), sculpteur, cofondateur de la Maison internationale des poètes et des écrivains.
- Georges Delahaie (1933-2014), sculpteur.
- Dodik Jégou (1934-2024), artiste-peintre, céramiste, fondatrice et directrice de la Maison internationale des poètes et des écrivains.
- Hervé Dubly (1935-2005), peintre et aquarelliste, mort à Saint-Malo.
- Alain Ollivier (1938-2010), acteur, metteur en scène et directeur de théâtre, né à Saint-Malo.
- Bertille de Baudinière (née en 1955 à Saint-Malo), artiste peintre.
- Bruno Edan (né en 1957 à Saint-Malo et mort en 1981), artiste peintre et poète.
- Yvan Salomone (né en 1957 à Saint-Malo), artiste peintre.
- Roberto Fraga (né en 1960), créateur de jeux de société et organisateur des Rencontres du Corsaire ludique depuis 2002.

#### Littérature
- François Nepveu (1639-1708), jésuite et écrivain français.
- Charles Le Gobien (1652-1708), jésuite, missionnaire et écrivain.
- Joseph Quesnel (1746-1809), poète.
- Lucile de Chateaubriand (1764-1804), écrivaine.
- François-René de Chateaubriand (1768-1848), écrivain, diplomate. Perché sur les murailles de la cité qu'il appellera, au moment de céder à l'écriture mémorielle  dans ses Mémoires d'outre-tombe[169], « une citadelle de granit », il fait l'expérience de tout jeune Breton romantique taraudé par le Sacré et le Large, en regardant déferler les vagues d'émeraude et les laminaires[170].
- Édouard Gauttier d'Arc (1799-1843), diplomate, orientaliste, traducteur et écrivain français.
- Hippolyte de La Morvonnais (1802-1853), poète.
- Édouard Riou (1833-1900), illustrateur.
- Dick de Lonlay (1846-1893), pseudonyme de Georges Hardouin, écrivain, journaliste et dessinateur français.
- Théophile Briant (1891-1956), poète.
- Robert Velter (1909-1991), auteur de bandes dessinées, créateur de Spirou, mort à Saint-Malo.
- Pierre Kériec (né en 1935 à Saint-Malo), dramaturge et écrivain.
- Yveline Féray (née en 1941 à Saint-Malo), romancière française.
- Michel Le Bris (né en 1944), écrivain et éditeur, fondateur et directeur du festival Étonnants Voyageurs.
- Gilles Foucqueron (né en 1955), écrivain, spécialiste de la ville de Saint-Malo et docteur en médecine.
- Jean-Charles Kraehn (né en 1955), dessinateur et scénariste de bandes dessinées.
- Michel Plessix (1959-2017), dessinateur de bandes dessinées.
- Pascal Bresson (né en 1969), scénariste de bande dessinée, illustrateur et auteur de livres pour la jeunesse.
- Jérôme Lereculey (né en 1970), dessinateur français de bande dessinée.
- Olivier Adam (né en 1974), romancier.
- Laëtitia Rouxel (née en 1979 à Saint-Malo), Illustratrice et auteure de bandes dessinées.
- Agnès Martin-Lugand (née en 1979 à Saint-Malo), romancière.

#### Musique
- Louis Aubert (1877-1968), compositeur.
- Suzy Solidor (1900-1983), chanteuse.
- Bernard Lavilliers (né en 1946), chanteur, a vécu à Saint-Malo.
- Léonie Lousseau (née en 1950), chanteuse.
- Clara Maïda (née en 1963 à Saint Malo), compositrice.
- Broken Back (né en 1990), auteur-compositeur-interprète et musicien.

#### Télévision et cinéma
- Colin Clive (1900-1937), acteur britannique.
- Alain Cuny (1908-1994), acteur.
- Daniel Gélin (1921-2002), acteur, scénariste et réalisateur.
- Jean Lebrun (né en 1950), journaliste.
- Jonathan Kerr (né en 1951 à Saint-Malo), acteur, chanteur, écrivain, compositeur et metteur en scène.
- Isabelle Renauld (née en 1963 à Saint-Malo), actrice.
- Jérôme Delafosse (né en 1971), réalisateur, grand-reporter-photographe et écrivain français.
- Yann Sundberg (né en 1972), acteur et scénariste.
- Sidonie Bonnec (née en 1977), présentatrice et animatrice de radio et de télévision.
- Jonathan Bougard (né en 1981), réalisateur et artiste peintre.
- Justine Le Pottier (née en 1983), comédienne, scénariste.

#### Sportifs
- Philippe Cattiau (1892-1962), escrimeur, huit médailles aux jeux olympiques dont trois d'or.
- Robert Dauphin (1905-1961), international français de football.
- Marcel Loncle (né en 1936), joueur international de football français.
- Bob Escoffier (né en 1949), skipper, navigateur et chef d'entreprise.
- Franck-Yves Escoffier (né en 1957), skipper, navigateur.
- Dominique Lefebvre, (né en 1961) footballeur puis entraîneur français.
- Victorien Erussard (né en 1979), navigateur, coureur au large.
- Junior Bosila Banya (né en 1981), danseur de hip-hop et de Break dance a grandi à Saint-Malo.
- Servane Escoffier (née en 1981), skipper, navigatrice.
- Guillaume Blot (né en 1985), coureur cycliste.
- Franck Mailleux (né en 1985), coureur automobile.
- Alexis Contin (né en 1986), patineur de vitesse.
- Maxime Sorel (né le 11 août 1986), skipper, navigateur.
- Maxime Le Marchand (né en 1989), footballeur.
- Nicolas Janvier (né en 1998), footballeur.

Personnalités liées à la ville
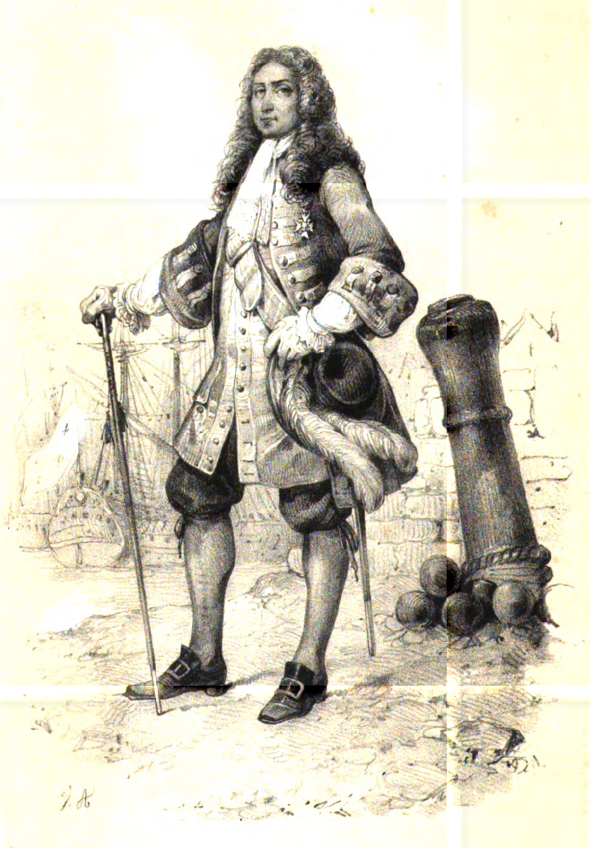
René Duguay-Trouin (1673-1736), corsaire, lieutenant-général de la Marine sous Louis XIV.
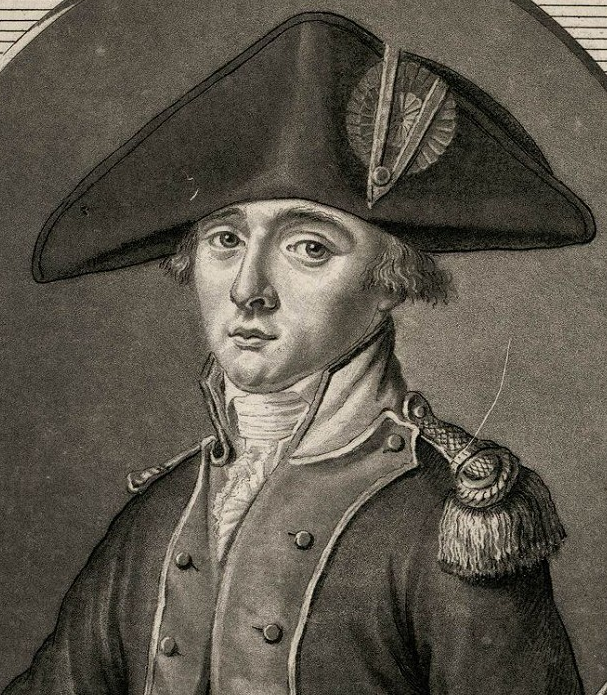
André Désilles (1767-1791), officier lors de la Révolution.
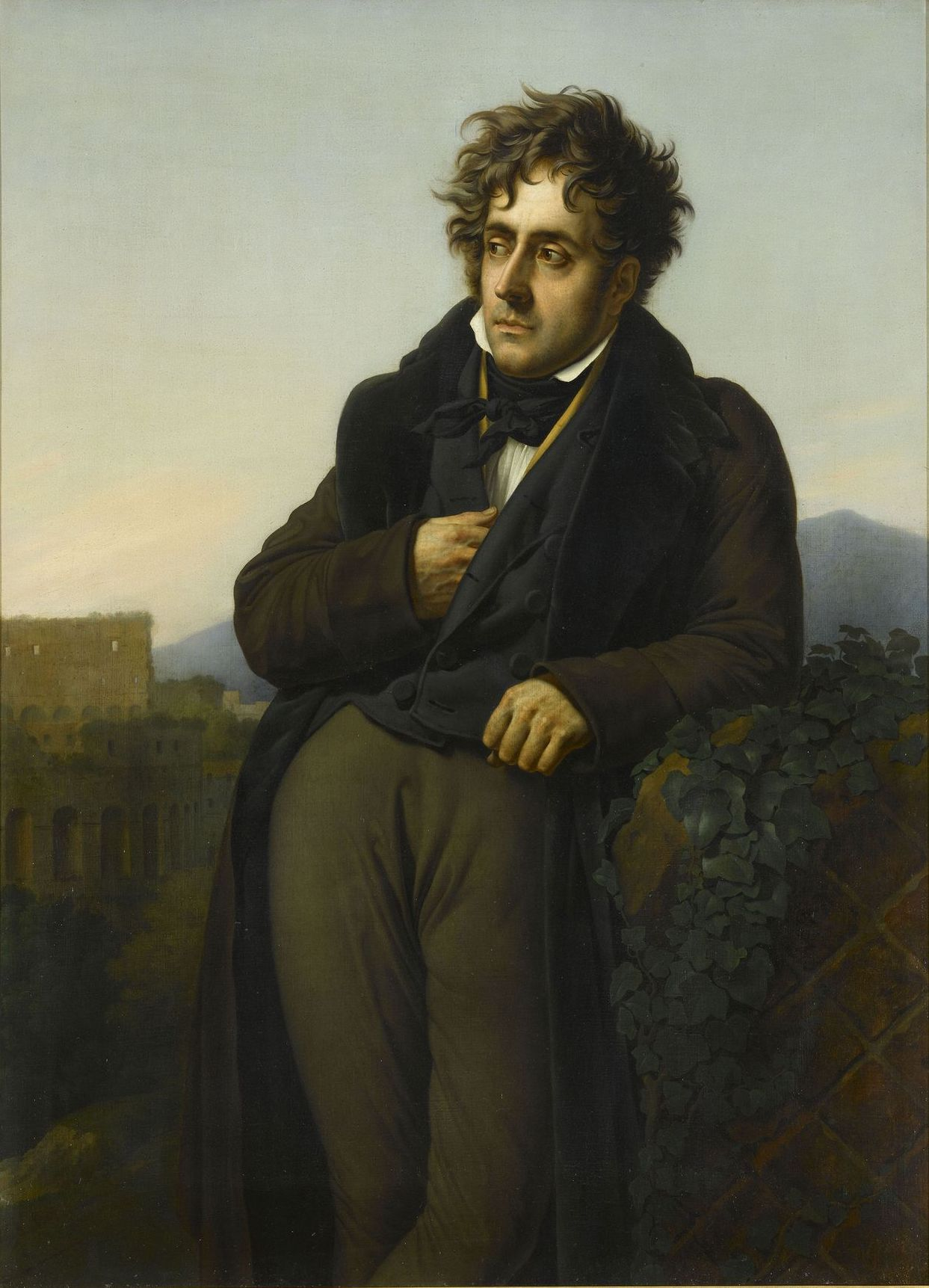
François-René de Chateaubriand (1768-1848), écrivain, diplomate.
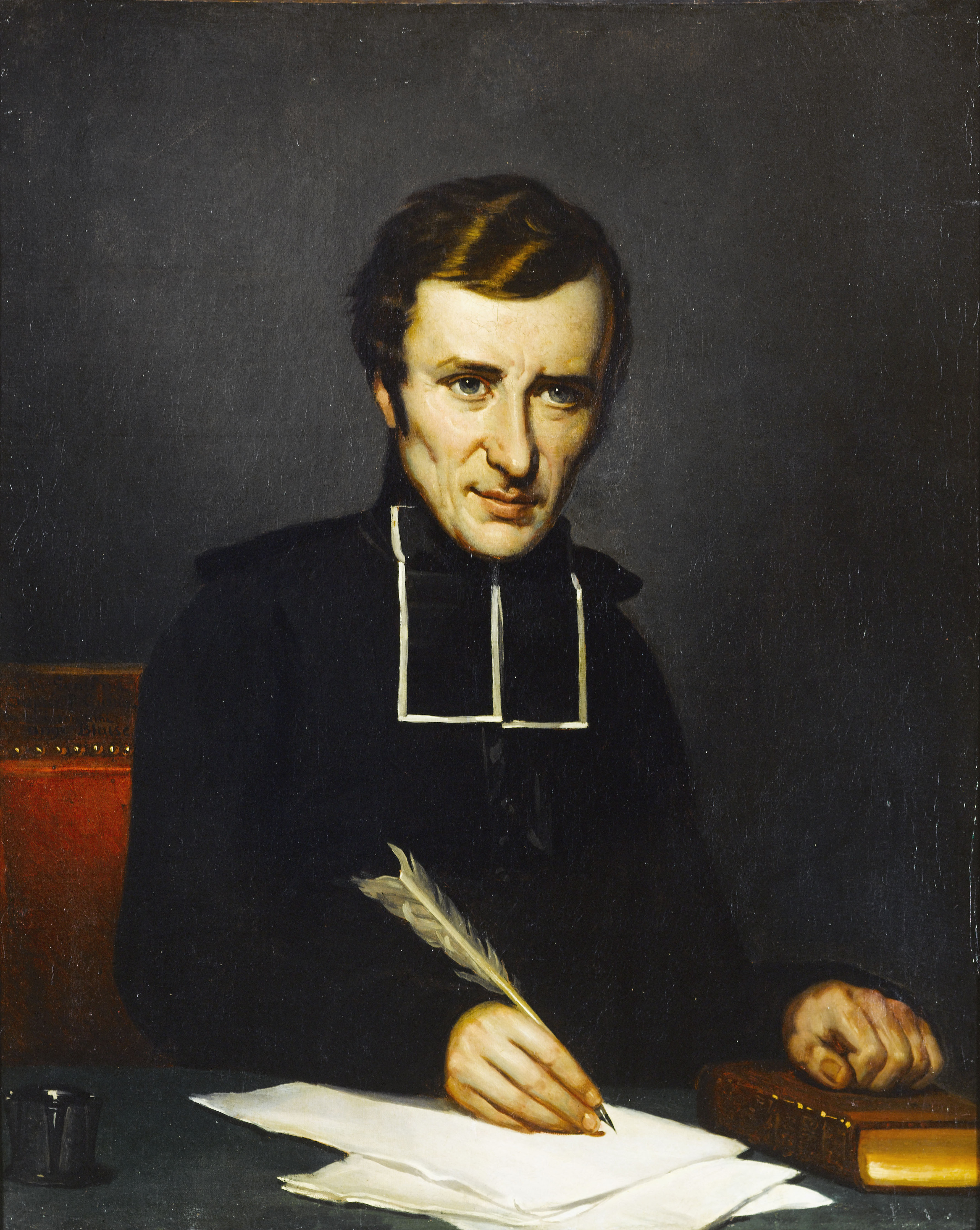
Félicité Robert de Lamennais (1782-1854), prêtre, philosophe, député et écrivain.
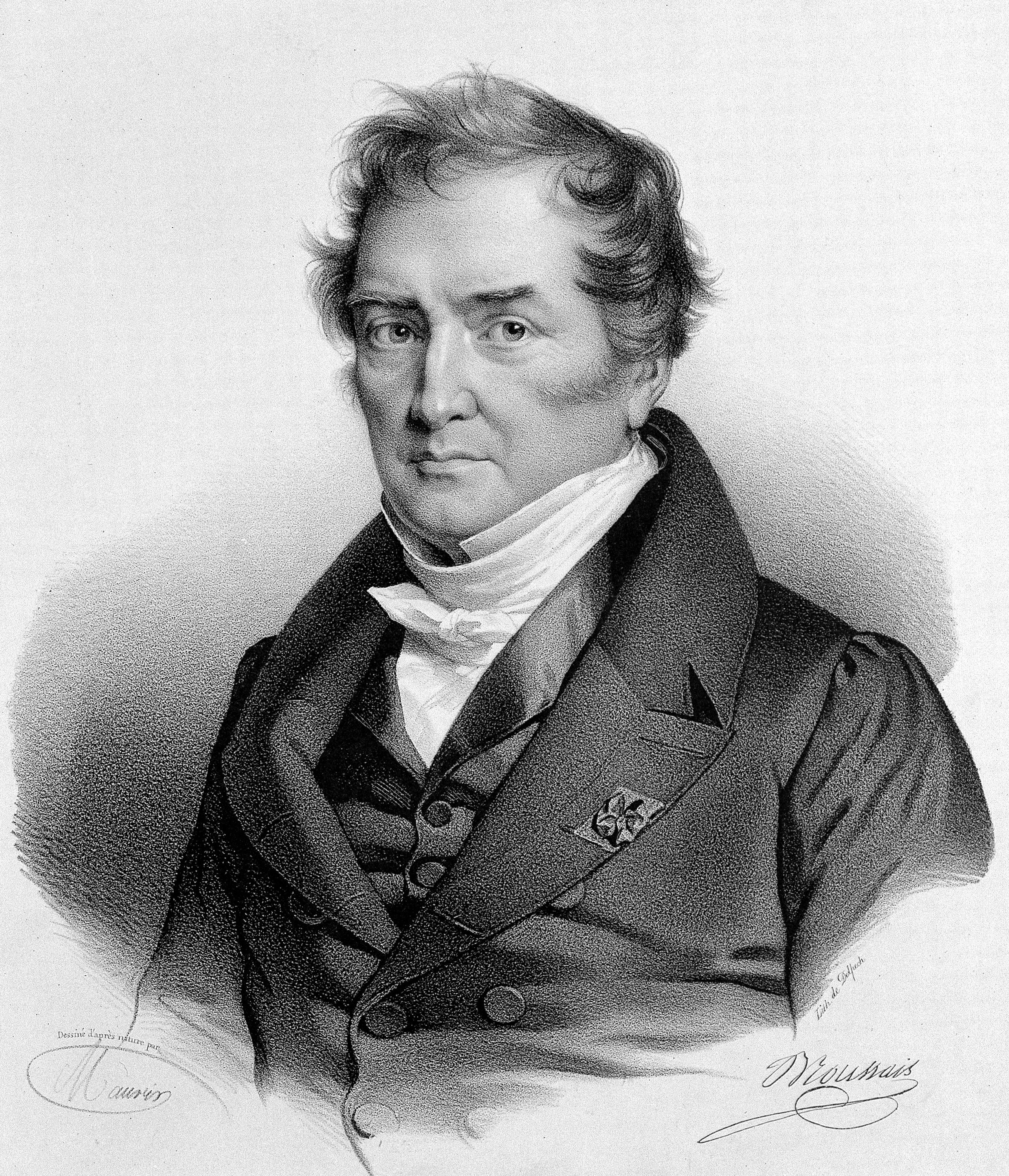
François Broussais (1772-1838), médecin.
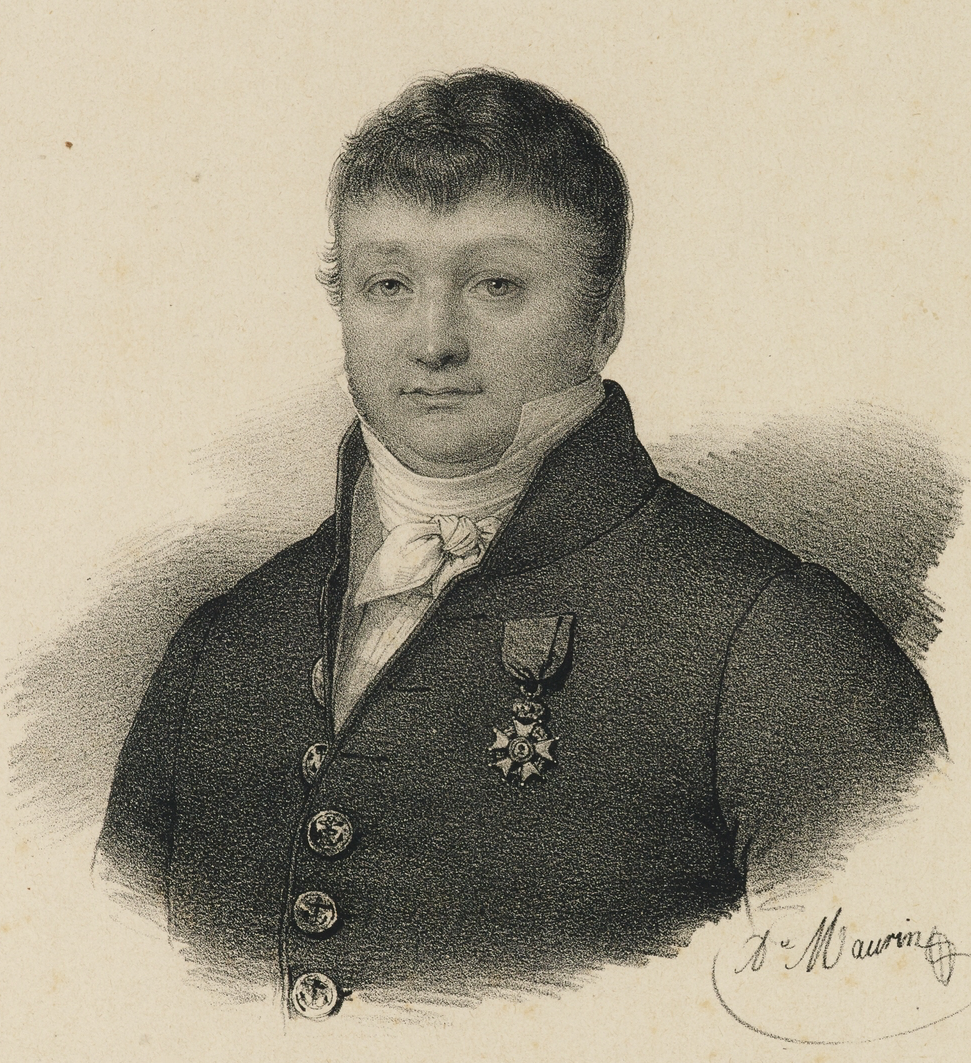
Robert Surcouf (1773-1827), marin, armateur, corsaire.
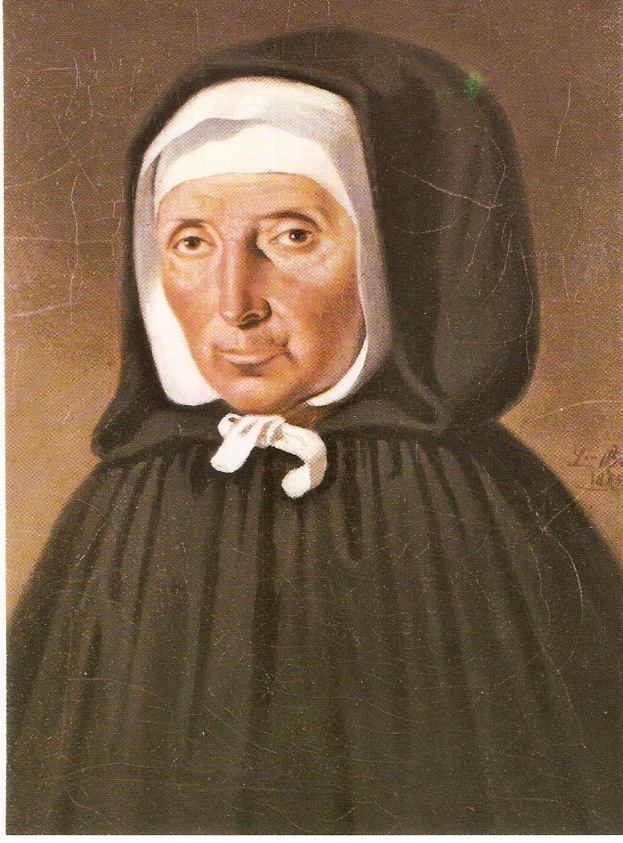
Jeanne Jugan (1792-1879), religieuse ayant fondé la congrégation des Petites Sœurs des pauvres à Saint-Servan, canonisée en 2009.
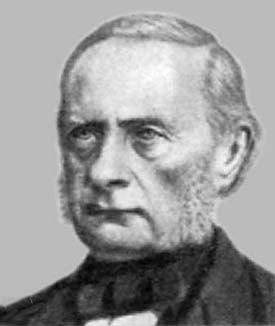
Jean-Marie Duhamel (1797-1872), mathématicien et physicien.
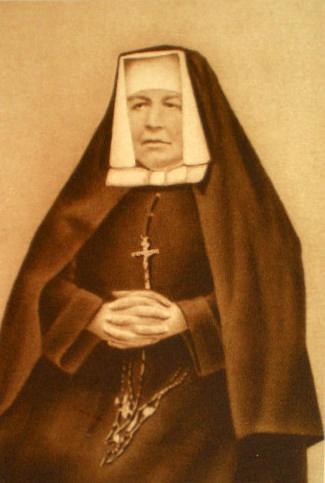
Marie-Amélie Fristel (1798-1866), religieuse française.
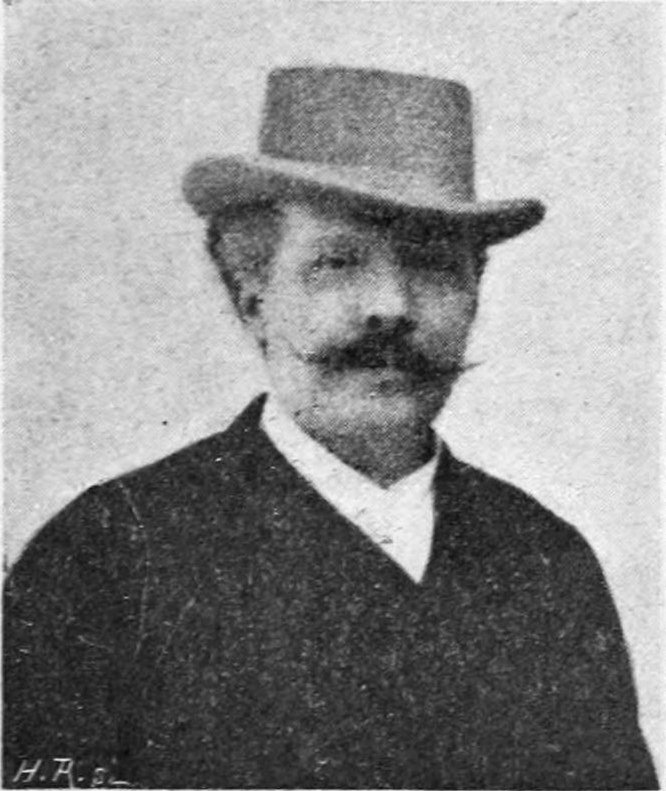
Édouard Riou (1833-1900), illustrateur.
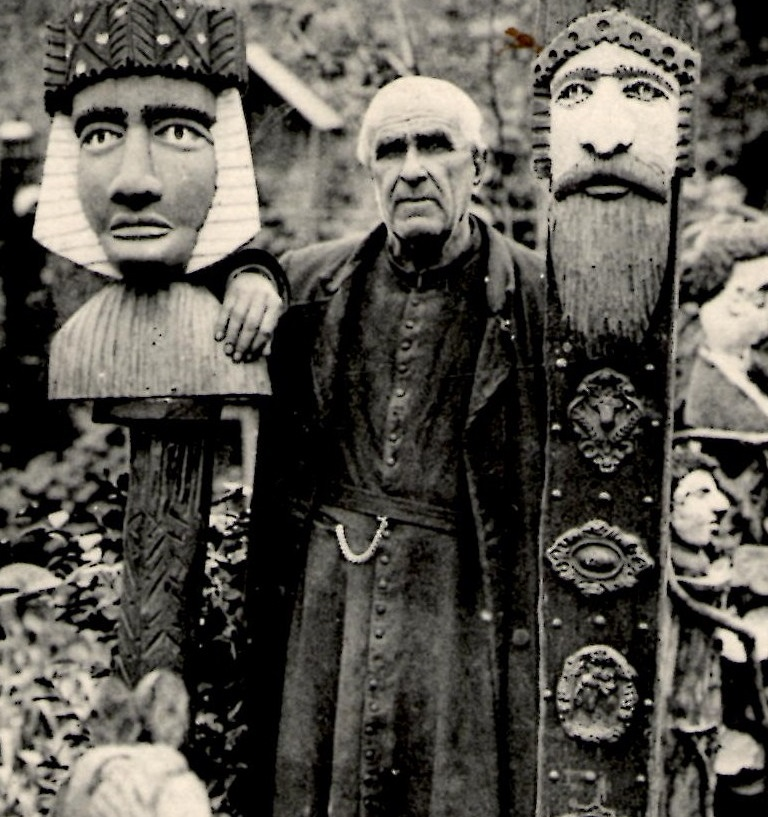
Adolphe Julien Fouéré (1839-1910), prêtre, sculpteur des rochers sculptés de Rothéneuf.
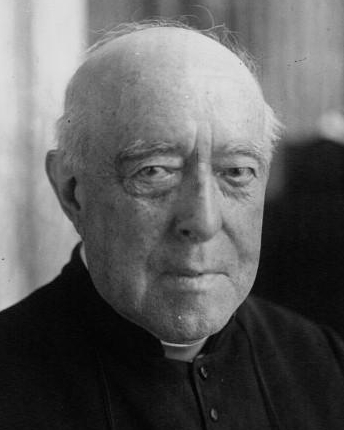
Louis Duchesne (1843-1922), prêtre, historien, membre de l'Académie Française.
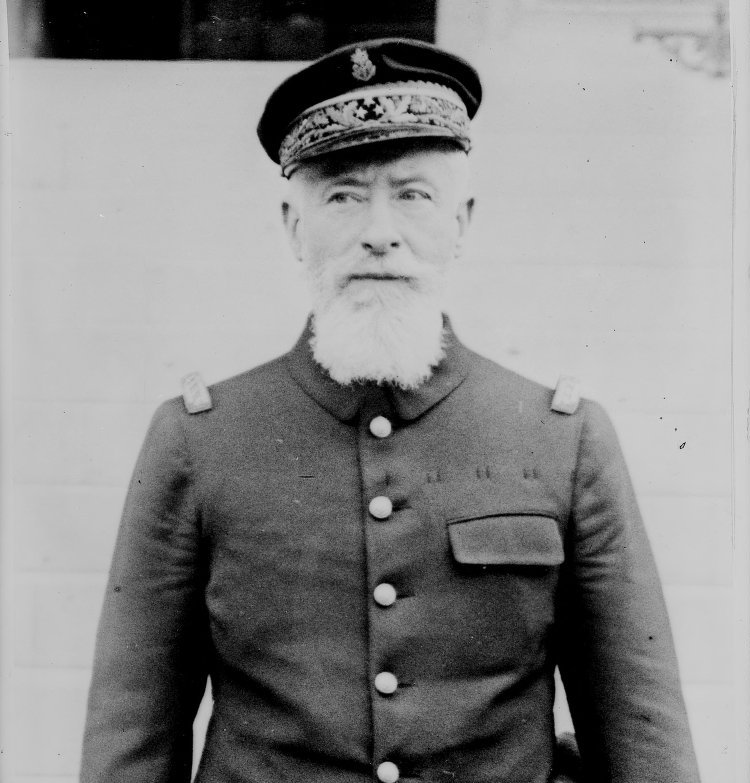
Ferdinand-Jean-Jacques de Bon (1861-1923), amiral, chef d'État-major de la marine durant la Première Guerre mondiale.
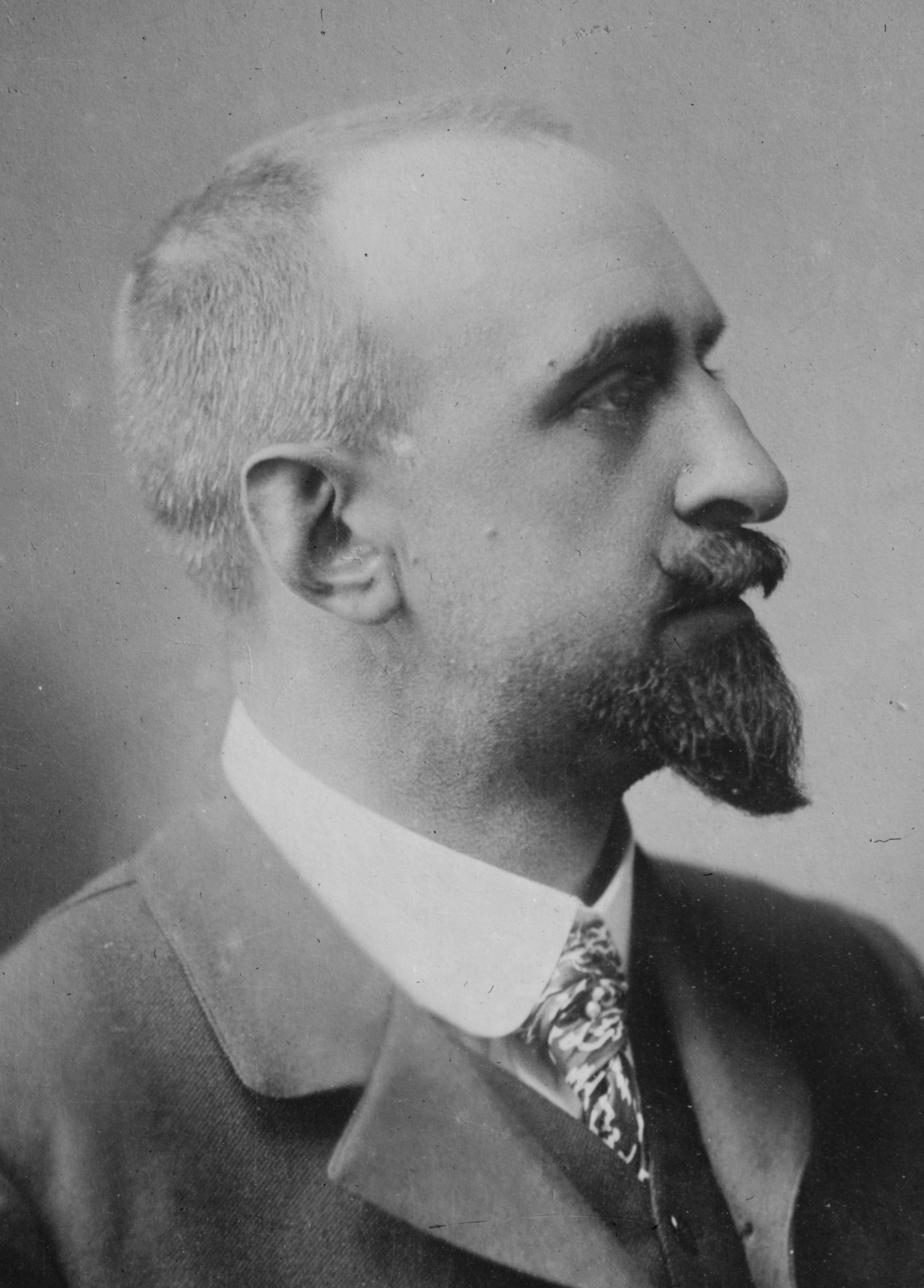
Jean-Baptiste Charcot (1867-1936), médecin, navigateur et explorateur.
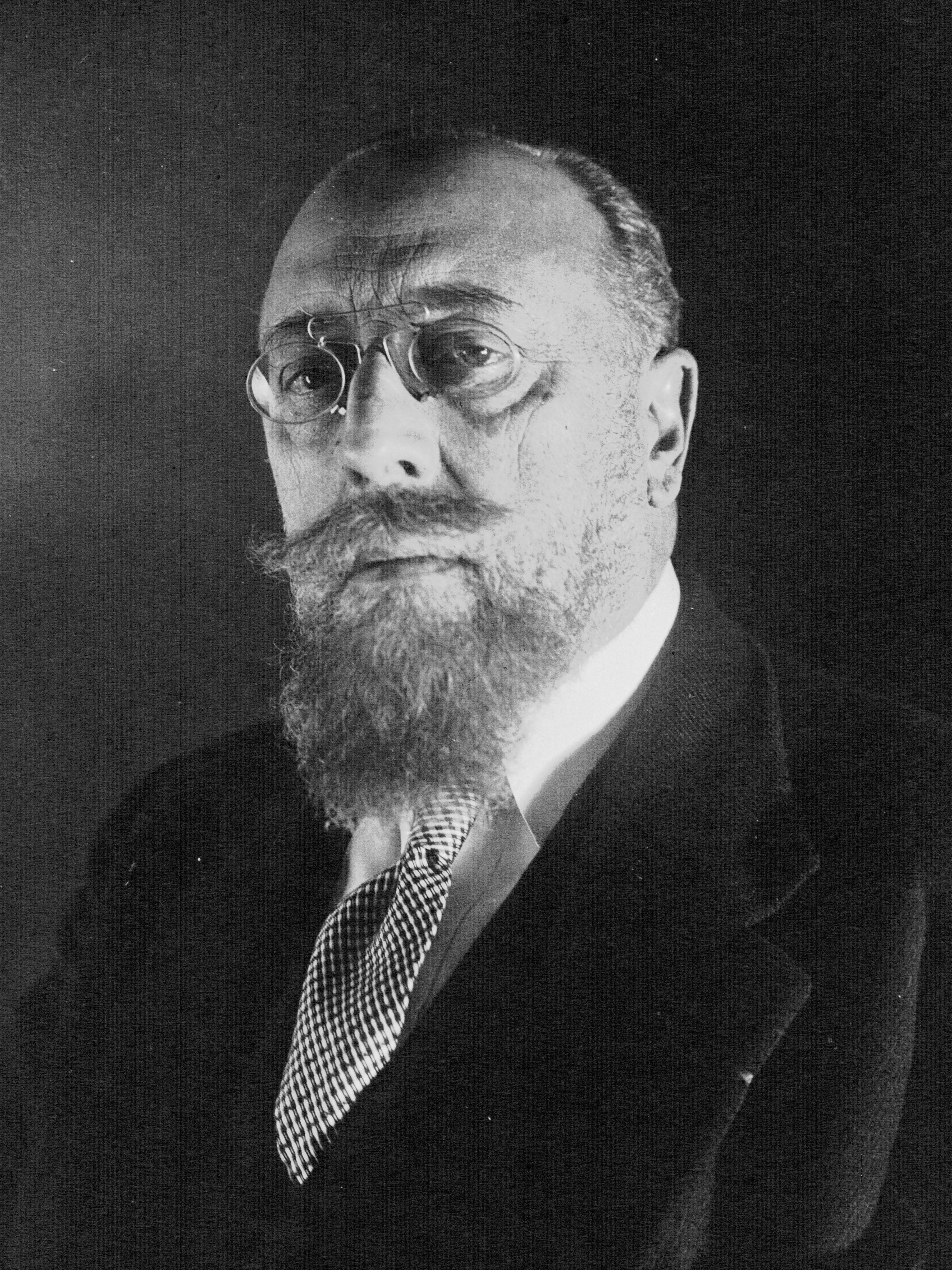
Charles Guernier (1870-1943), homme politique.
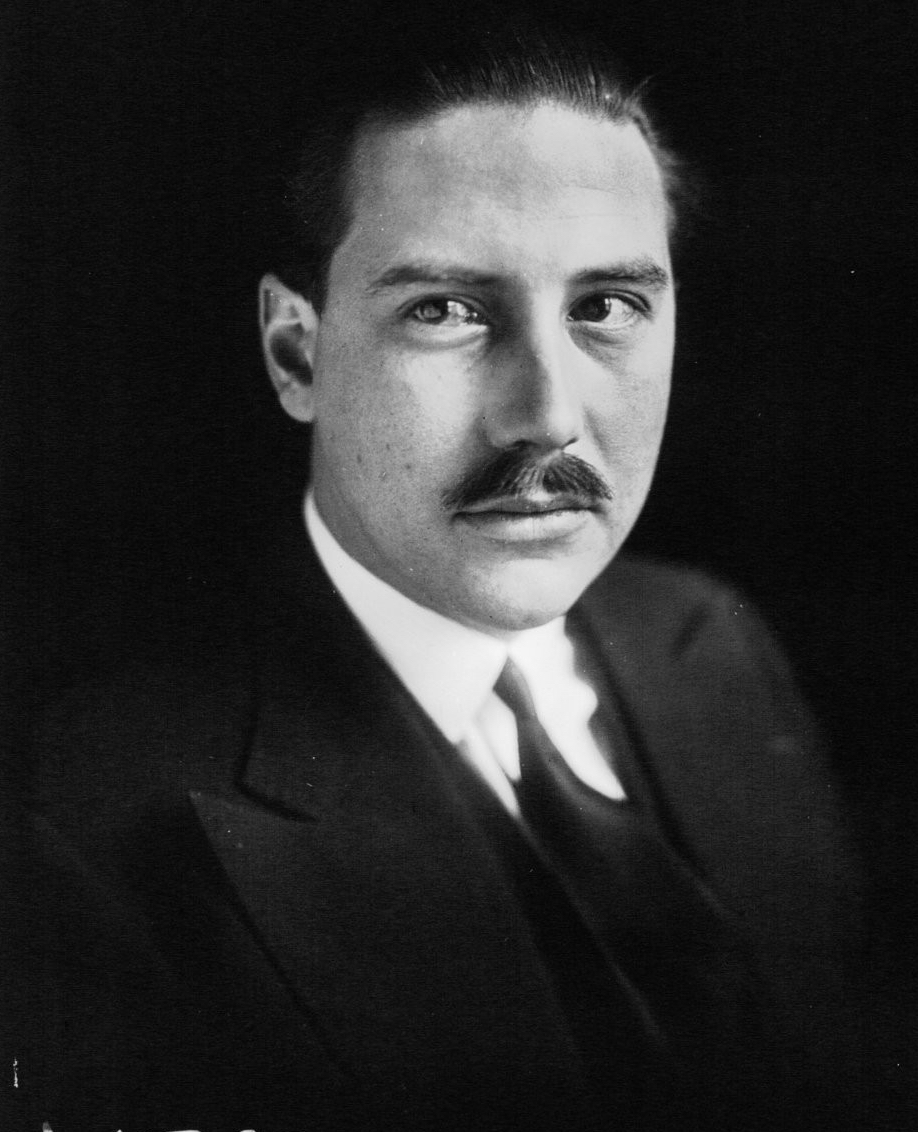
Guy La Chambre (1898-1975), homme politique, maire de la ville de 1947 à 1965, ministre des IIIe et IVe Républiques.
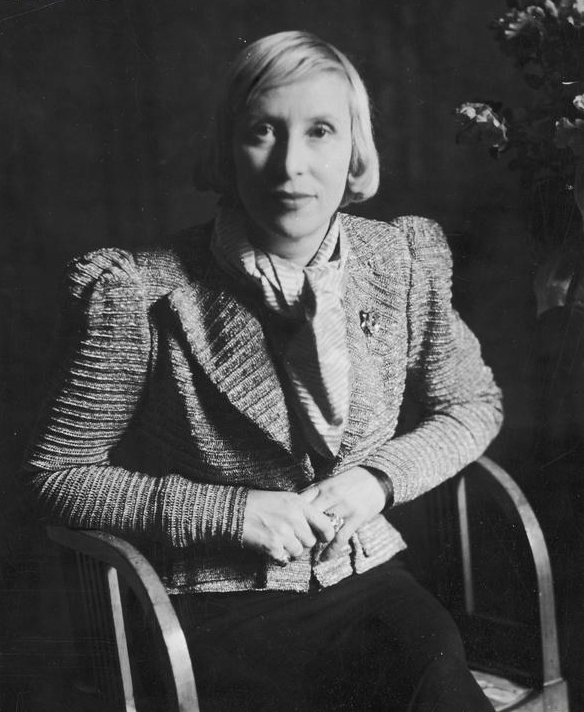
Suzy Solidor (1900-1983), chanteuse.
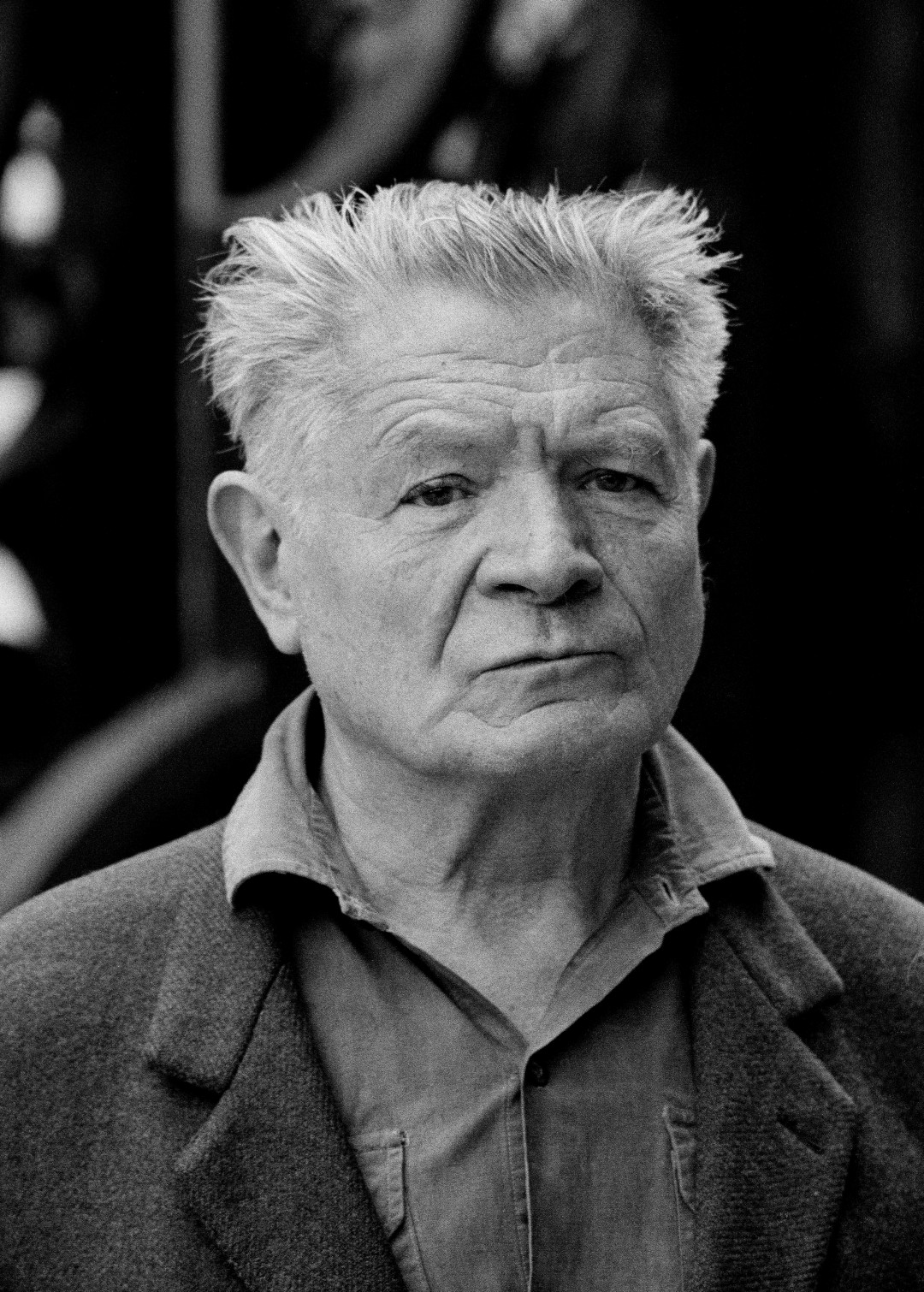
Alain Cuny (1908 - 1994), acteur.
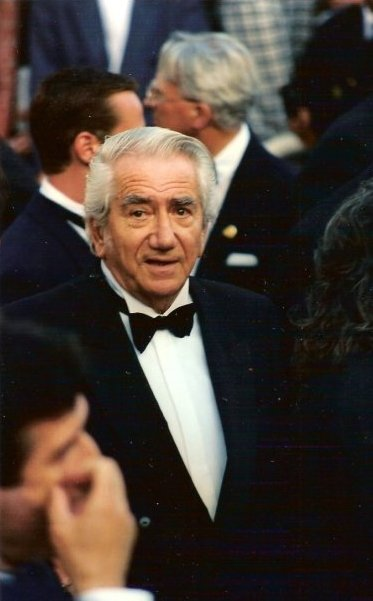
Daniel Gélin (1921-2002), acteur, scénariste et réalisateur.
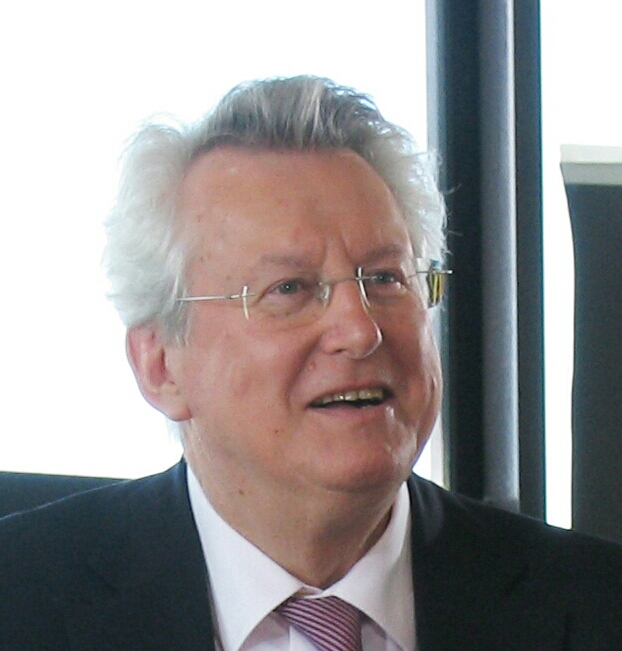
René Couaneau, maire de Saint-Malo de 1989 à 2014.
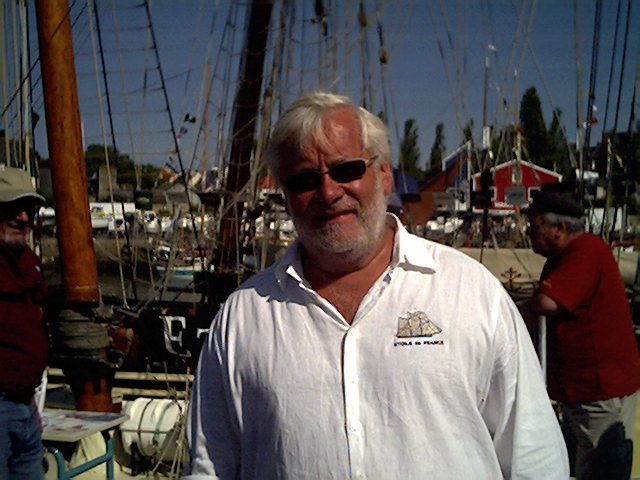
Bob Escoffier (né en 1949), skipper/navigateur et chef d'entreprise.
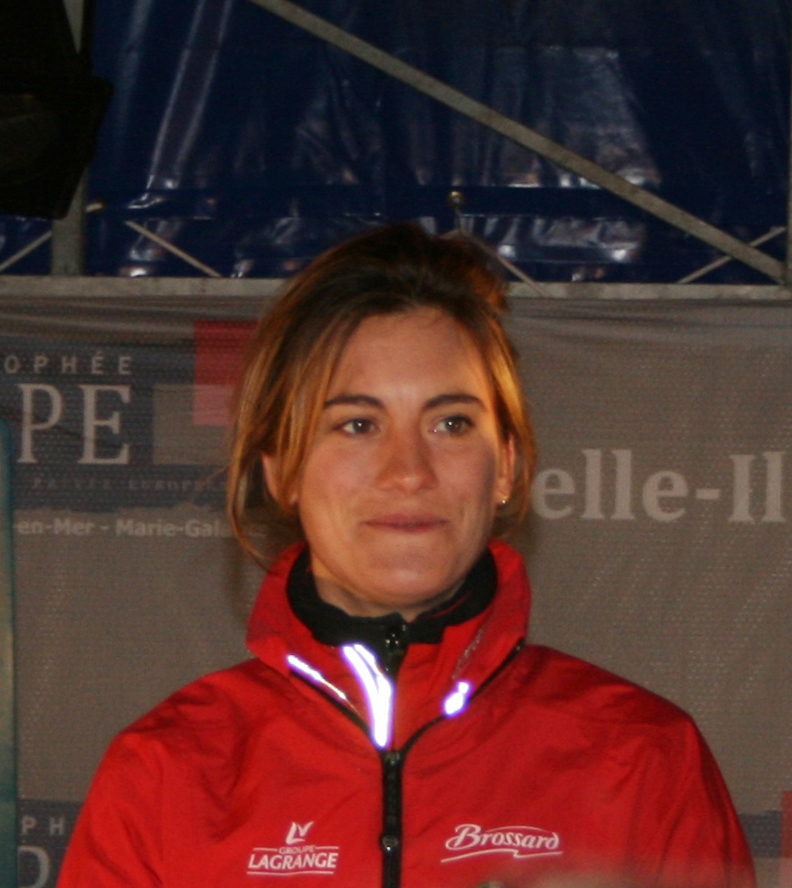
Servane Escoffier, née à Saint-Malo, navigatrice.
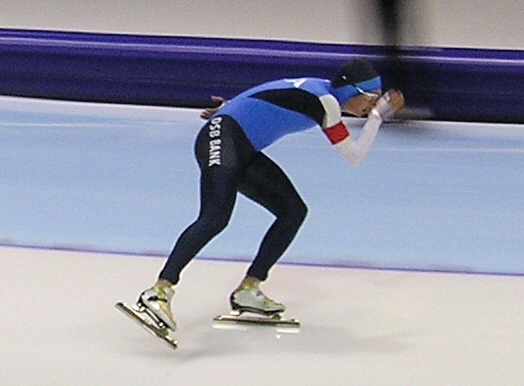
Alexis Contin, né à Saint-Malo, patineur de vitesse.

Vues de Saint-Malo
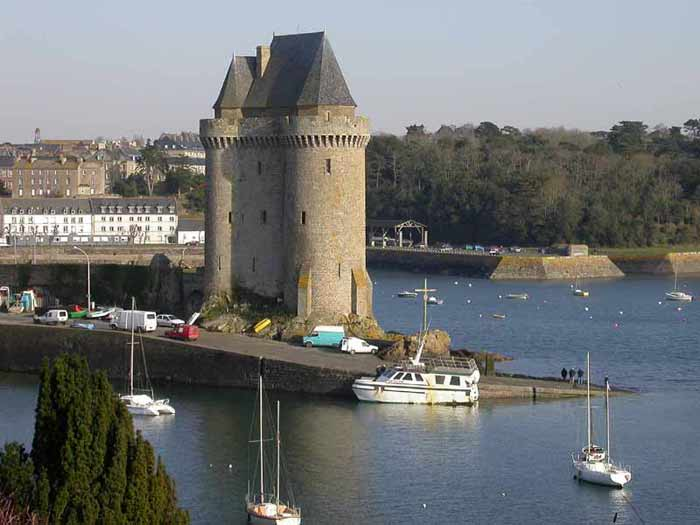
La tour Solidor, à Saint-Servan.
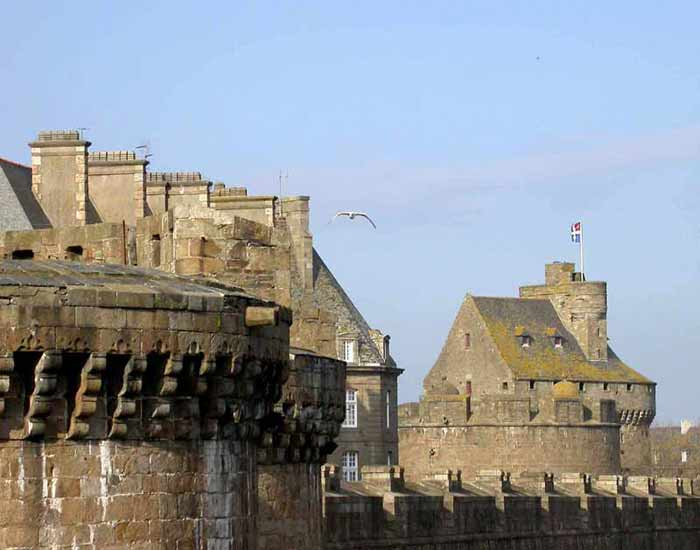
Sur les remparts de Saint-Malo.
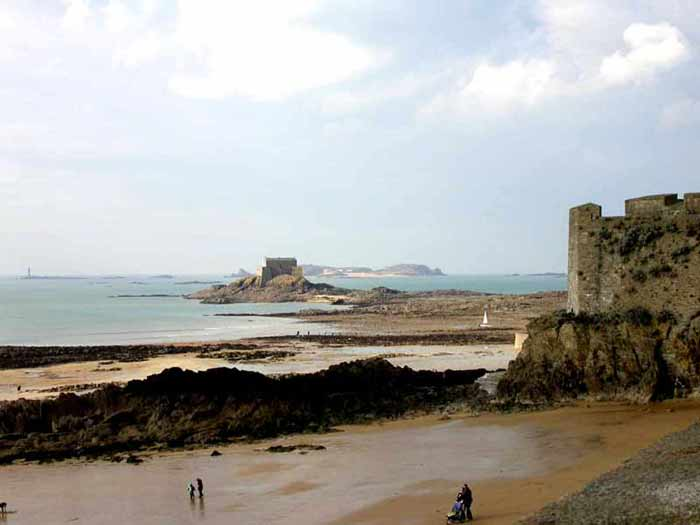
La plage du Môle et le Petit Bé.
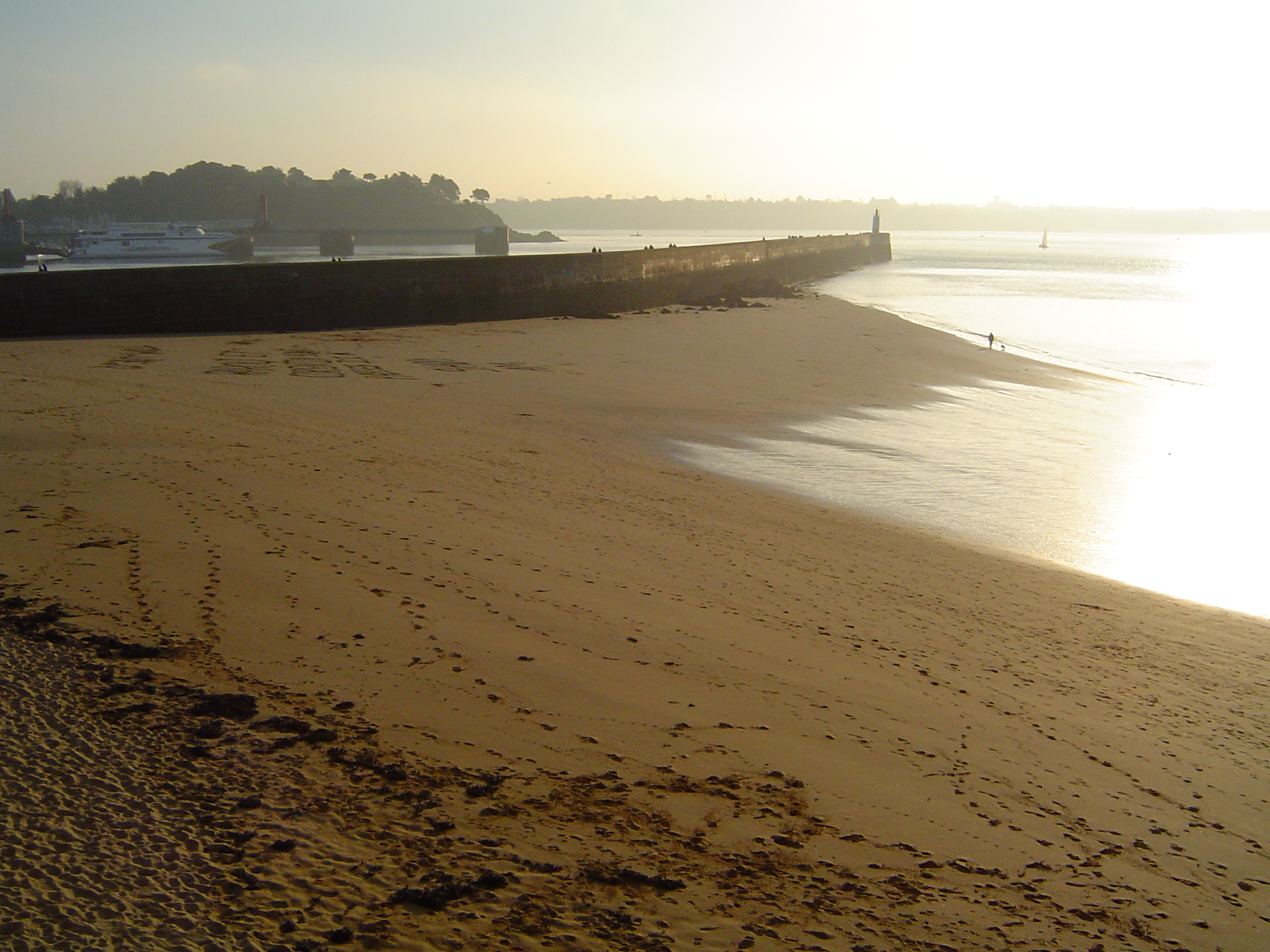
La plage du Môle à marée basse.
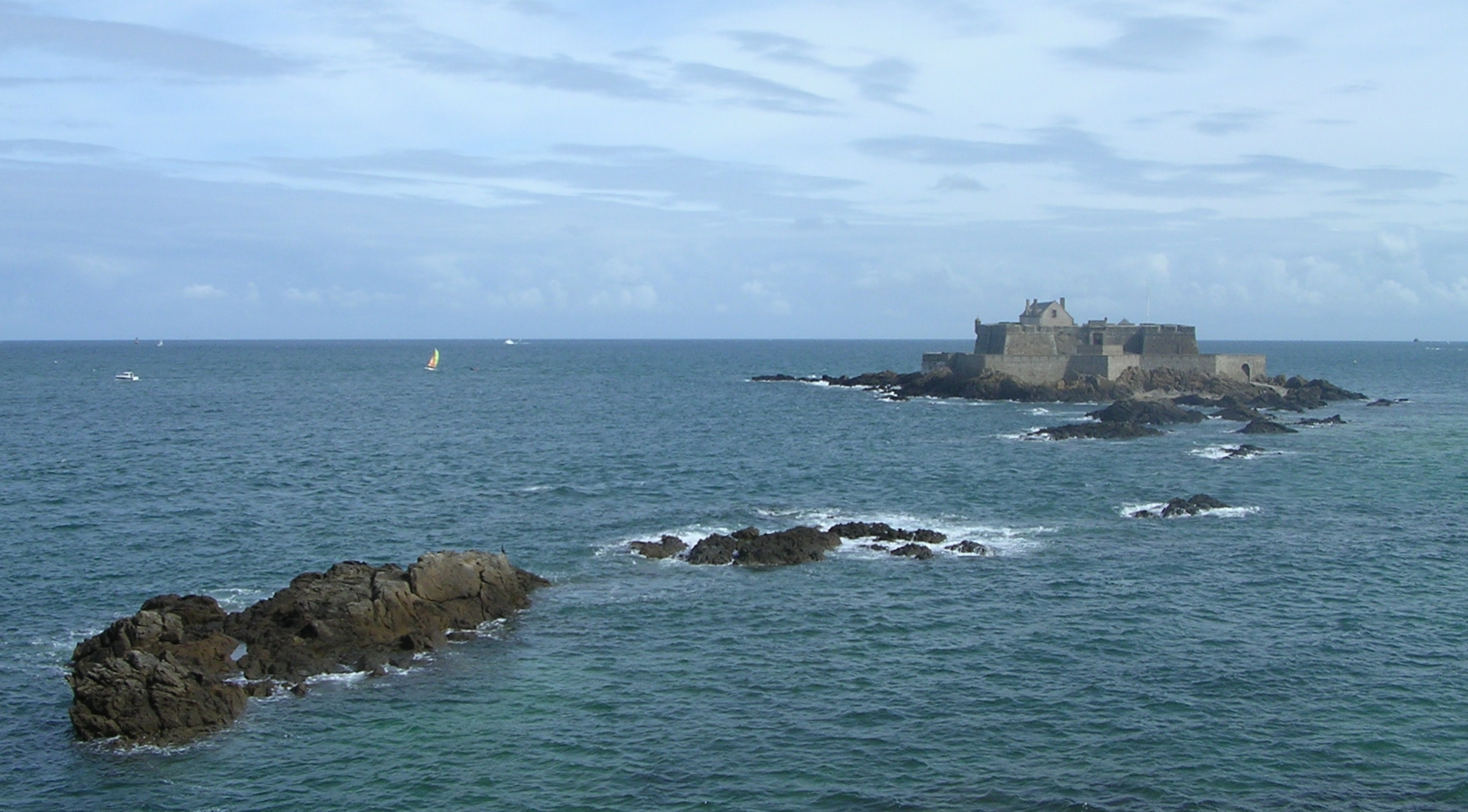
Le fort National.
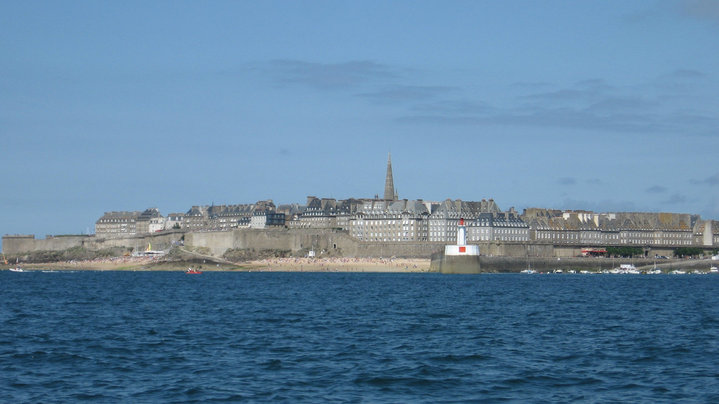
Saint-Malo vu de la mer.
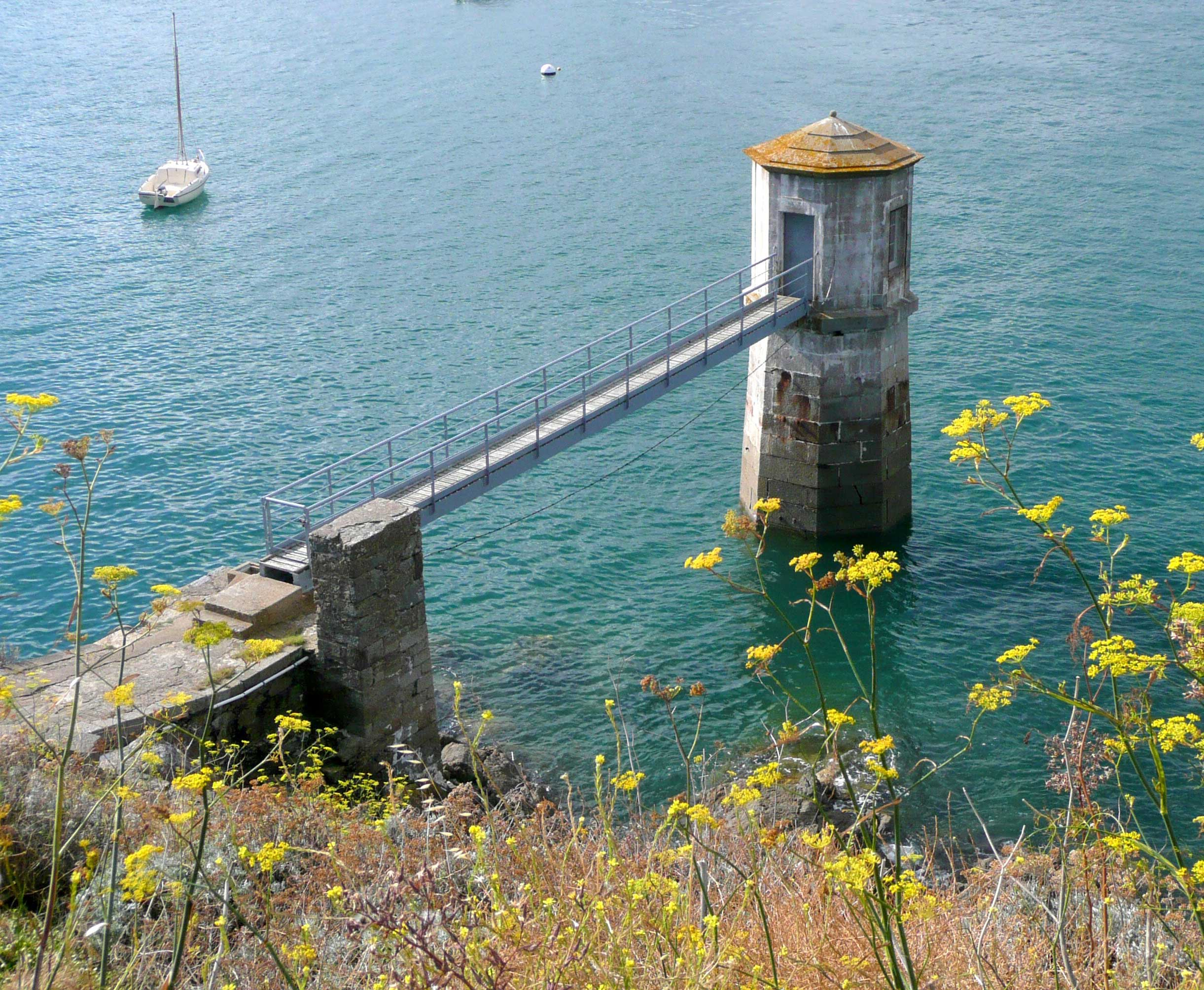
La tour du marégraphe de la Rance.
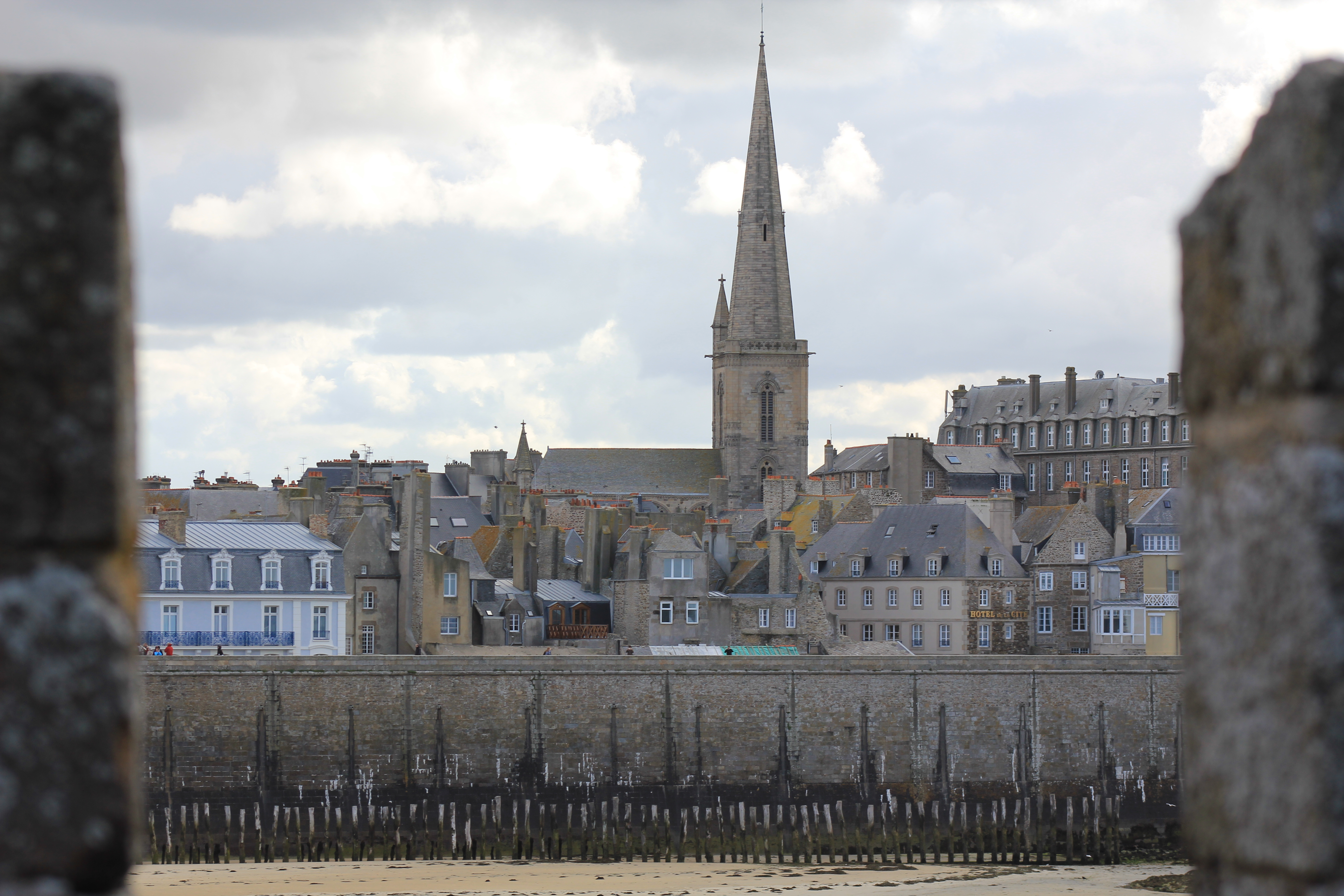
Vue de Saint-Malo intra-muros depuis le fort National.
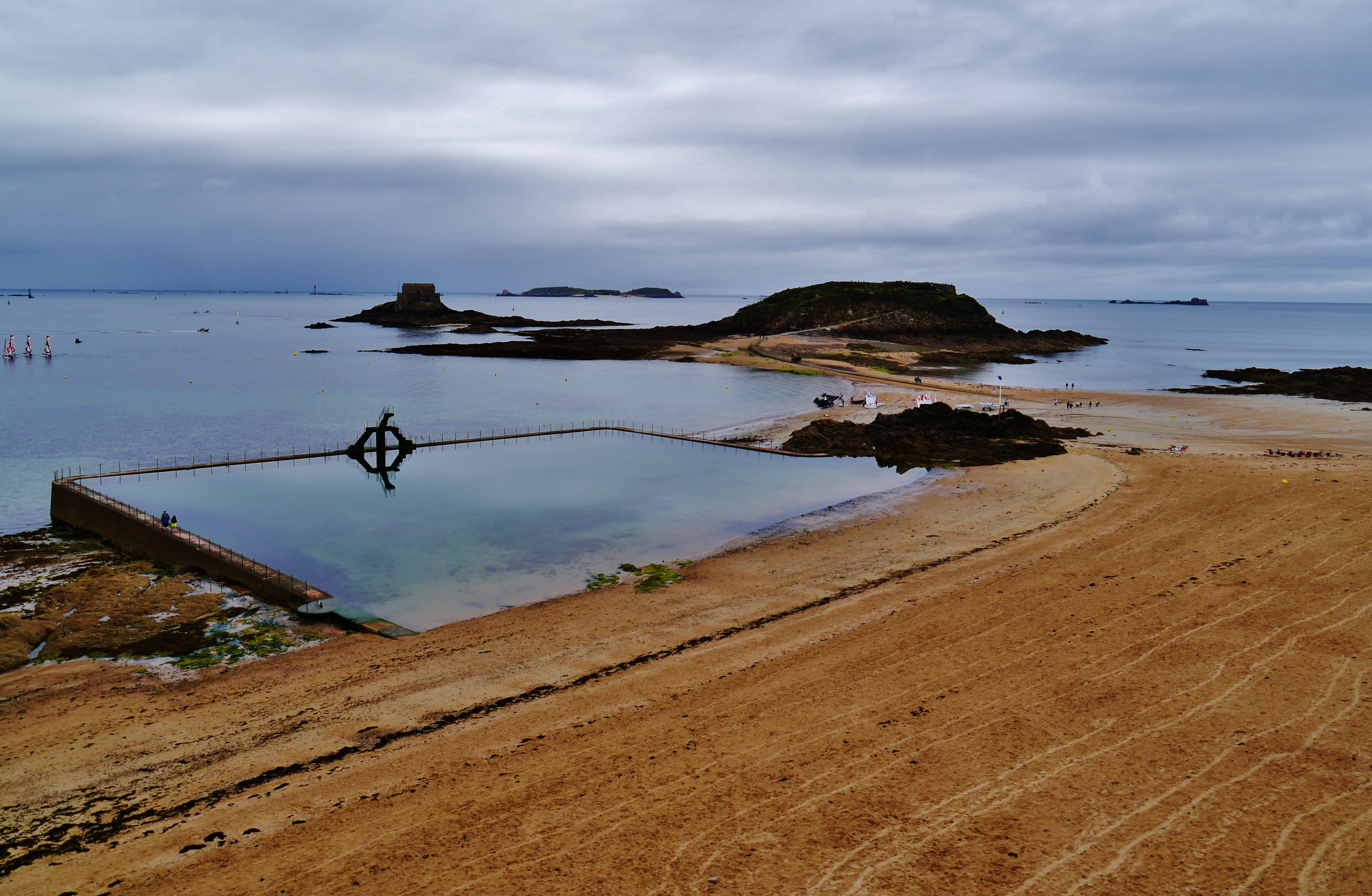
La plage de Bon Secour, la piscine, le Grand Bé et le Petit Bé (au loin).

### Saint-Malo dans les arts et les lettres

#### Livres et romans
- Voyages au Canada de Jacques Cartier, La Découverte, 1981 pour la dernière édition.
- Histoire du docteur Akakia et du natif de Saint Malo de Voltaire, 1753, réédition Librairie A.G. Nizet, 1967.
- Voyage autour du monde de Louis-Antoine de Bougainville, Saillant et Nyon, 1771, réédition Gallimard, 1982.

- Mémoires d'outre-tombe de François-René de Chateaubriand, Penaud frères, 1849-1850, réédition Quarto Gallimard, 1997.

- Thomas l'Agnelet, gentilhomme de fortune de Claude Farrère, Flammarion, 1921, réédition Arléa/Libretto 2001.

- Saint-Malo et l'âme malouine de Roger Vercel, éditions Albin Michel, 1948.
- Cahiers de Le Golif, dit Borgnefesse, capitaine de la flibuste, Grasset, 1952.
- Ces messieurs de Saint-Malo de Bernard Simiot, roman, édition Albin Michel, 1983.
- Malouin suis: une république sous la Ligue de Gilles Foucqueron, 1989.
- Éclats d'Emeraude de Carole Lavoie, roman historique qui relate les débuts du tourisme sur la Côte d'Emeraude, prix Jackie-Bouquin « la Femme dans l'histoire ». Éditions Prologue, 2007.
- Voyages en terres inconnues de Laurent Gaudé, Magnard, 2008.
- Des Vents contraires de Olivier Adam, L'Olivier, 2009.
- Les Sirènes de Saint Malo de Françoise Bourdin, roman, Belfond, 2010.
- Saint-Malo d'antan  - A travers la carte postale ancienne de Françoise Surcouf, éditions Herve chopin, 2011.
- Toute la lumière que nous ne pouvons voir de Anthony Doerr, Albin Michel, 2015, Prix Pulitzer 2015.
- Saint-Malo: A travers la carte postale ancienne de Françoise Surcouf, éditions Herve chopin, 2016.
- Guide secret de Saint-Malo d'Olivier de La Rivière, éditions Ouest-France, 2017.
- Album secret de Saint-Malo et de ses environs d'Olivier de La Rivière, éditions Ouest-France, 2019.
- Malouin(e) suis de Beatrice Ercksen et Gérard Cazade, éditions Ouest-France, 2020.
- Cézembre de Hélène Gestern, Gallimard, 2024.

#### Bandes dessinées
- Surplouf de Jean Cézard, 1973.
- Surcouf de Victor Hubinon et Jean-Michel Charlier, Dupuis, 1975.
- Défi dans l'Atlantique d'Yves Magne, 1984.
- Les Tempêtes de Saint-Malo, dans la série Les Chroniques de l'impossible, par Christian Piscaglia et Claude Laverdure, Dargaud, 1988.
- Le Trésor des Chevrets, bande dessinée des Aventures de Vick et Vicky, de Bruno Bertin, aux Éditions P'tit Louis, 1995.
- Cézembre de Nicolas Malfin, Dupuis, 2012.

#### Films et séries tournés à Saint-Malo
Films
- Le Septième Jour de Saint-Malo - film de Paul Mesnier (ville, port, Fort National), 1960.
- Adélaïde - film de Jean-Daniel Simon, 1968.
- La Cérémonie - film de Claude Chabrol, 1995.
- Conte d'été  - film d'Éric Rohmer, 1996.
- Au cœur du mensonge - film de Claude Chabrol, 1999.
- Louise-Michel - film de Gustave Kervern et Benoît Delépine, 2008.
- Les Trois Mousquetaires : D'Artagnan - film de Martin Bourboulon, 2023[171]
- Les Trois Mousquetaires : Milady - film de Martin Bourboulon, 2023[172]

Téléfilms et séries
- Les enquêtes du Commissaire Maigret : Au rendez-vous des Terre Neuvas, 1977.
- Entre terre et mer  (série télévisée) de Hervé Baslé, 1997.
- Chasseurs d'écumes (série télévisée) de Denys Granier-Deferre, 1999.
- Tempêtes  -  téléfilm de Dominique Baron, Marc Rivière et Michel Sibra, 2010.
- Meurtres à Saint-Malo - téléfilm de Lionel Bailliu, 2012.
- Gloria - téléfilm de Jeanne Le Guillou et Bruno Dega, 2021[173].
- Nouveaux Meurtres à Saint-Malo - téléfilm de Lionel Bailliu, 2023[174].
- Toute la lumière que nous ne pouvons voir - mini série de Steven Knight et Shawn Levy, 2023[175].
- The Walking Dead: Daryl Dixon -  série de Scott M. Gimple, 2023[176].
- Franklin - mini série pour Apple TV avec Michael Douglas de Tim Van Patten, 2024

#### Clips musicaux tournés à Saint-Malo
- Mon Amour de Disiz, 2012
- Trust[177] de Clarens, 2014
- Les parfums de sa vie[178],[179] de Maeva Méline, 2015
- Dancing with the devil[180] et Homeless de Marina Kaye, 2015
- Encre Marine[181] de Igit, 2017
- Je n'écrirai plus si souvent[182], de Étienne Daho et Marquis, 2021

#### Les chansons et pièces musicales qui parlent de Saint-Malo
- César Cui - Le flibustier, 1889, sur un livret de Jean Richepin, dont l'action se déroule à Saint Malo.

- Théodore Botrel - Les gâs de Saint-Malo, 1899
- Suzy Solidor - Les filles de Saint-Malo, 1934
- Jacques Douai - À Saint-Malo, 1957
- Hugues Aufray - Santiano, 1961
- Hugues Aufray - Je reviens (Les portes de Saint-Malo), 1963
- Claude Besson - Sur la route de Saint-Malo, 1973
- Laurent Voulzy - Rockollection, 1977
- Bernard Lavilliers - À suivre, 1983
- Renaud - Trois matelots, 1985
- Tri Yann - Le Capitaine de Saint-Malo, 1985
- Francis Lalanne - Saint-Malo, 1989
- Pierre Bachelet et Florence Arthaud - Flo, 1989
- Johnny Hallyday - On me recherche, 1993
- Poney Express - St Malo, 2008
- Damien Saez - Rue d'la soif, 2017

#### Exposition universelle
Le pavillon des Indes de Saint-Malo est un ancien pavillon construit pour l'Exposition universelle de 1878 à Paris et transferé à Paramé (Saint-Malo).
Ce pavillon commandé par le prince de Galles, futur Edouard VII, pour l'Expo universelle de Paris fut détruit par une violente tempête vers 1905.

### Devises
Les devises sont traditionnellement associées aux armoiries.
- « Cave canem » (« Prends garde au chien », en latin), en référence aux chiens du guet, des dogues lâchés la nuit dans la ville et sur la grève -  est très incertaine.
- « Ni Français, ni Breton, Malouin suis » n'est pas une devise mais un simple dicton - lequel ne correspond à aucune arme connue et est issu de la devise « Malouin suis » utilisée pendant la période autonomiste (1590-94).
- « Semper fidelis » est la seule devise officielle qui vaille - symbolisée sur ses armoiries par la présence de l'hermine (que l'on retrouve également sur le drapeau breton sous forme de mouchetures d'hermine). Elle parle de la fidélité réciproque de la ville envers soi et ses habitants.

### Héraldique
| Blason de Saint-Malo | Blason  | De gueules à la herse d'or mouvant de la pointe, sommé d'une hermine passante d'argent, lampassée de sable, accolée, bouclée d'or et cravatée d'hermine. * Il y a là non-respect de la règle de contrariété des couleurs : ces armes sont fautives (sable sur gueules). |
| Blason de Saint-Malo | Détails | L'hermine, symbole des remparts, marche sur la herse, symbole de la ville. Quant à la présence du dogue dans les armoiries, ces chiens qu'on lâchait le soir sur la grève, pour préserver la ville des pillages de navires, et ce jusqu'en 1770 : Seul Guy Le Borgne indique en 1667 dans son Armorial breton « d'argent à un dogue de gueules », mais dès sa période autonomiste de 1590-1594, la ville de Saint-Malo a fait usage d'un blason avec une hermine. Ce dernier fut confirmé en 1615 par le roi Louis XIII et, en 1696, dans l'Armorial général d'Hozier. On peut donc douter que le blason à dogue ait été celui de Saint-Malo. Blason de la ville de Saint-Malo, redessiné en 1949 par Robert Louis. |

Le drapeau actuel de Saint-Malo est un pavillon bleu à croix blanche (emblème des ports de guerre sous Louis XIV) au franc-quartier de gueules chargé d'une blanche hermine passant sur une herse d'or. Dit « pavillon corsaire », il s'agit du pavillon propre aux navires enregistrés à l'Amirauté de Saint-Malo (et non du pavillon propre aux corsaires malouins). Existant dès le XVIIIe siècle, le corsaire en cas d'attaque ne devait arborer que les suivants : Pavillon du Roi sous l'Ancien Régime, ou le drapeau national tricolore à partir de la Révolution.